# Guerre des Gaules
Cet article concerne la campagne militaire de César. Pour les écrits de Jules César, voir Commentaires sur la guerre des Gaules.
Batailles
- Magetobriga (60)
- Arar (58)
- Cavillonum (58)
- Bibracte (58)
- Ochsenfeld (58)
- L'Aisne (57)
- Le Sabis (57)
- Octodure (57)
- Morbihan (navale) (56)
- Vernix (56)
- Expéditions en Bretagne (55 et 54)
- Aduatuca (54)
- Avaricum (52)
- Gergovie (52)
- Lutèce (52)
- Alésia (52)
- Uxellodunum (51)

La guerre des Gaules est une série de campagnes militaires menées par le proconsul romain Jules César contre plusieurs nations gauloises. La guerre de Rome contre ces tribus dure de 58 à 51-50 av. J.-C., et aboutit à la décisive bataille d'Alésia en 52 av. J.-C., qui mène à l'expansion de la République romaine sur l'ensemble de la Gaule.
La division interne entre les nations gauloises — militairement aussi fortes que les Romains — facilite la victoire de César, et la tentative d'unification des Gaulois par Vercingétorix contre l'invasion romaine ne survient que trop tard. Bien que César ait décrit cette invasion comme une action préventive et défensive, la plupart des historiens s'accordent à dire que la guerre est menée principalement pour stimuler sa carrière politique et pour lui permettre de rembourser ses dettes considérables. Cette guerre ouvre la voie à la guerre civile de César, qui le laisse seul dirigeant de la République romaine. Cependant, la Gaule est d'une importance significative pour les Romains, car ils ont été attaqués par divers membres des civitas natives de la Gaule et plus au nord : la conquête de la Gaule permet à Rome de sécuriser la frontière naturelle du Rhin. Elle est décrite par César dans ses Commentarii de Bello Gallico, qui restent, concernant le conflit, la source historique la plus importante.

## Commentaires sur la guerre des Gaules

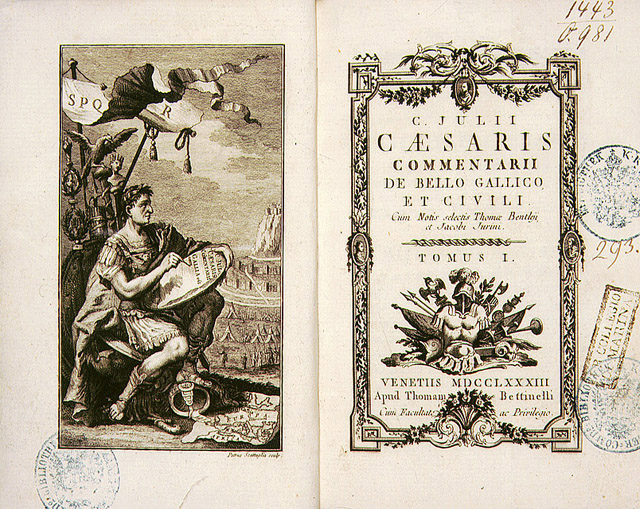
Une édition de 1783.

Le récit de la guerre des Gaules est principalement basé sur l'œuvre de son principal artisan, Jules César : ses Commentaires sur la guerre des Gaules, qui sont considérés comme un ouvrage d'histoire. Les sept premiers livres sont écrits par César pendant la campagne militaire depuis 58 av. J.-C., sont publiés à Rome par deux ou trois, puis rassemblés en trois mois après la reddition d'Alésia vers 52-51 av. J.-C.. Le huitième livre est écrit plus tard par Aulus Hirtius, qui y décrit les derniers combats de 51 av. J.-C. et la situation en Gaule en 50 av. J.-C..
L'intention avouée de César est, selon Aulus Hirtius, de « fournir des documents aux historiens sur des événements si considérables ». Cette œuvre n'est pas un ouvrage d'histoire traditionnel mais appartient au genre des Commentarii, recueil de notes brutes (commentarius) prises sur le terrain et destinées à servir de source, d'où l'organisation chronologique des huit livres, leur aspect factuel et leur style concis. L'ouvrage, écrit à la troisième personne, ne fournit aucune indication directe sur les opinions, pensées et jugements de César. Ses adjoints joignent des descriptions ethnographiques ou géographiques tirées d'auteurs grecs, et trient les données factuelles (notes dictées, lettres, rapports au Sénat) rassemblées durant la guerre. César n'a ensuite plus qu'à rédiger la version définitive.

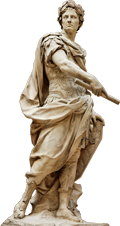
Statue de César (Nicolas Coustou, 1713).

Dès sa publication, l'ouvrage est jugé comme un chef-d'œuvre littéraire. Cicéron admire ces « Commentaires […] nus, simples, élégants, dépouillés […] de tout ornement oratoire », et affirme qu'« en se proposant de fournir des matériaux où puiseraient ceux qui voudraient écrire l'histoire […] [César] a ôté l'envie d'écrire, car il n'y a rien de plus agréable dans l'histoire qu'une brièveté pure et lumineuse ».
Ces commentaires sont la seule source de première main disponible ; les textes de Tite-Live sont perdus, et aucun autre ouvrage contemporain conservé n'évoque le sujet. Leur auteur étant le principal protagoniste de la conquête, leur fiabilité a souvent été mise en doute. Tout d'abord par d'autres témoins de l'entourage de César ayant une vision différente — notamment Asinius Pollion, dont ne subsistent que quelques fragments —, puis par les pourfendeurs du césarisme, comme Montaigne, qui dans ses Essais dénonce les « fausses couleurs de quoi [César] veut couvrir sa mauvaise cause et l'ordure de sa pestilente ambition ». À partir du milieu du XIXe siècle, le débat passe du plan idéologique au plan scientifique.
La valeur factuelle de l'ouvrage est reconnue, et les spécialistes de l'Antiquité considèrent que César n'aurait pu déformer beaucoup la réalité, étant donné la multiplicité des sources d'information dont disposaient ses contemporains (notamment par ses lieutenants lors de la campagne, choisis par le Sénat, parfois opposants à César sur la scène politique, tel Titus Labienus, qui sera son pire adversaire pendant la guerre civile qui s'ensuit). Comme toujours, en matière historique notamment, il faut prendre d'indispensables précautions face à un instrument de travail incontournable.
Jérôme Carcopino, dans son œuvre Jules César, souligne que « contrairement à Jullian et à Constans, [il] croit qu'il faut se méfier beaucoup de César, trop homme d'action pour être bon historien de lui-même, trop intelligent et habile pour ne point dissimuler sous la perfection de son art translucide les libertés qu'il lui arrive de prendre avec la vérité […] [Il] l'a donc critiqué, non seulement par comparaison avec les sources secondaires […] mais par comparaison avec lui-même et avec les vraisemblances pragmatiques ». Michel Rambaud analyse dans sa thèse les subtils procédés rhétoriques qui permettent de présenter César sous un jour qui convient aux intérêts d'alors du proconsul : descriptions systématiquement mélioratives du général, minoration du rôle de ses légats, valorisation de la vaillance des adversaires dans le seul but de valoriser sa victoire, etc.. Au total, on peut considérer que tout l'art de César à cet égard est de parvenir à un équilibre subtil en présentant les choses à son avantage sans perdre sa crédibilité par des manipulations excessives de la réalité.

## Contexte historique

### Histoire de la Gaule transalpine

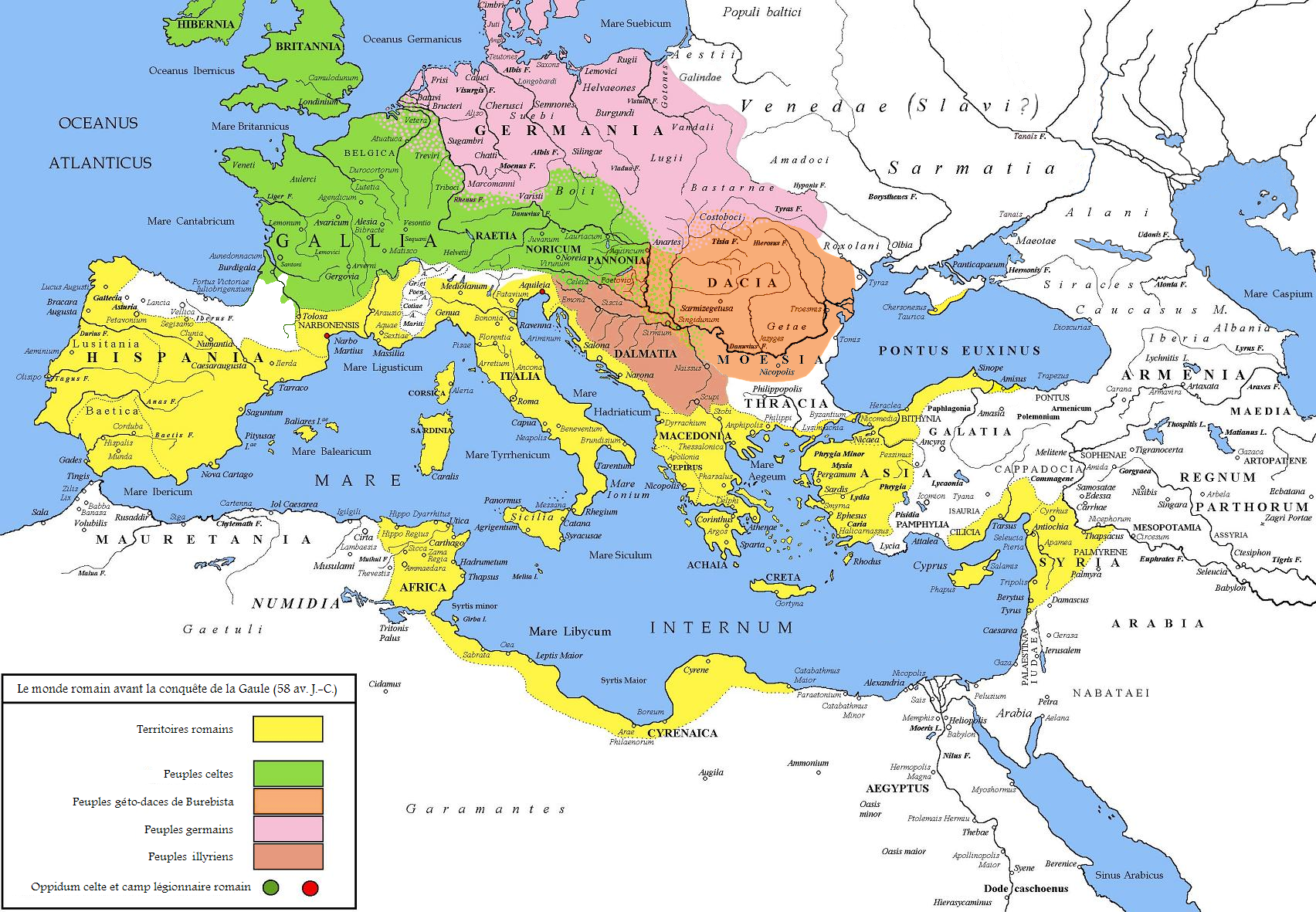
Le monde romain (en jaune) avant la conquête de la Gaule.

Non sans mal et après de nombreux combats face aux Celtes, Rome s'est rendue maîtresse de la Gaule cisalpine depuis la fin du IIe siècle av. J.-C., de la plaine du Pô aux Alpes, ainsi que d'une grande partie de l'Hispanie. Sous le prétexte d'une aide militaire apportée à Massilia, Caius Sextius Calvinus conquiert les territoires des Salyens à partir de 124 av. J.-C. et provoque la fuite de leur roi. En août 121 av. J.-C., les Romains, menés par les consuls Quintus Fabius Maximus Allobrogicus et Cnaeus Domitius Ahenobarbus (consul en -122), affrontent une coalition arverne et allobroge, dirigée par Bituitos, au confluent de l'Isère et du Rhône. Rome, en effet, attaque ces derniers peuples car ils auraient accueilli le roi salyen comme réfugié. Le roi arverne, Bituitos, est alors fait prisonnier et emmené en triomphe en Italie. Au même moment, les Gaulois rivaux de l'hégémonie arverne, à savoir les Éduens, sont reçus au Sénat et sont proclamés « amis et alliés du peuple romain ». Après cette défaite gauloise, le reste des territoires situés au sud et à l'est des Cévennes sont rapidement soumis et érigés en province romaine : c'est la Gaule transalpine, appelée narbonnaise plus tard ou simplement la Provincia. Cela permet d'unir l'Hispanie romaine à l'Italie par voie de terre. Au nord, s'étend l'immensité de la Gaule indépendante.
Vers 80 av. J.-C., toutefois, un aristocrate du nom de Celtillos, père du futur Vercingétorix, tente de restaurer un pouvoir régalien sur les Arvernes, comme au temps de Luernius et de Bituitos. Mais il échoue et est exécuté par d'autres aristocrates. Son frère Gobannitio semble avoir été son principal rival lors de cette affaire, puisqu'il est connu qu'il devient alors le premier par son pouvoir chez les Arvernes.

### Consulat de César et prorogation

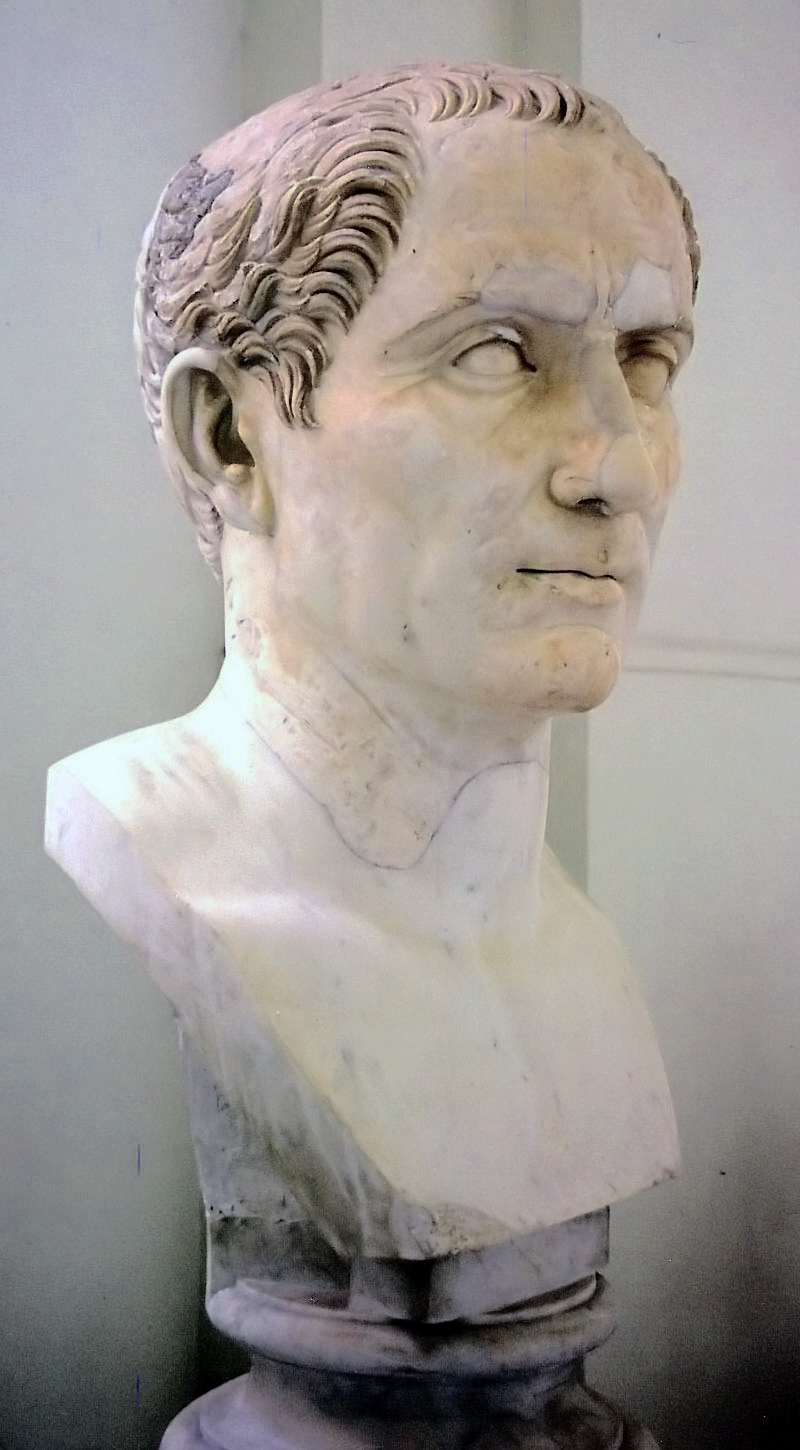
Jules César.

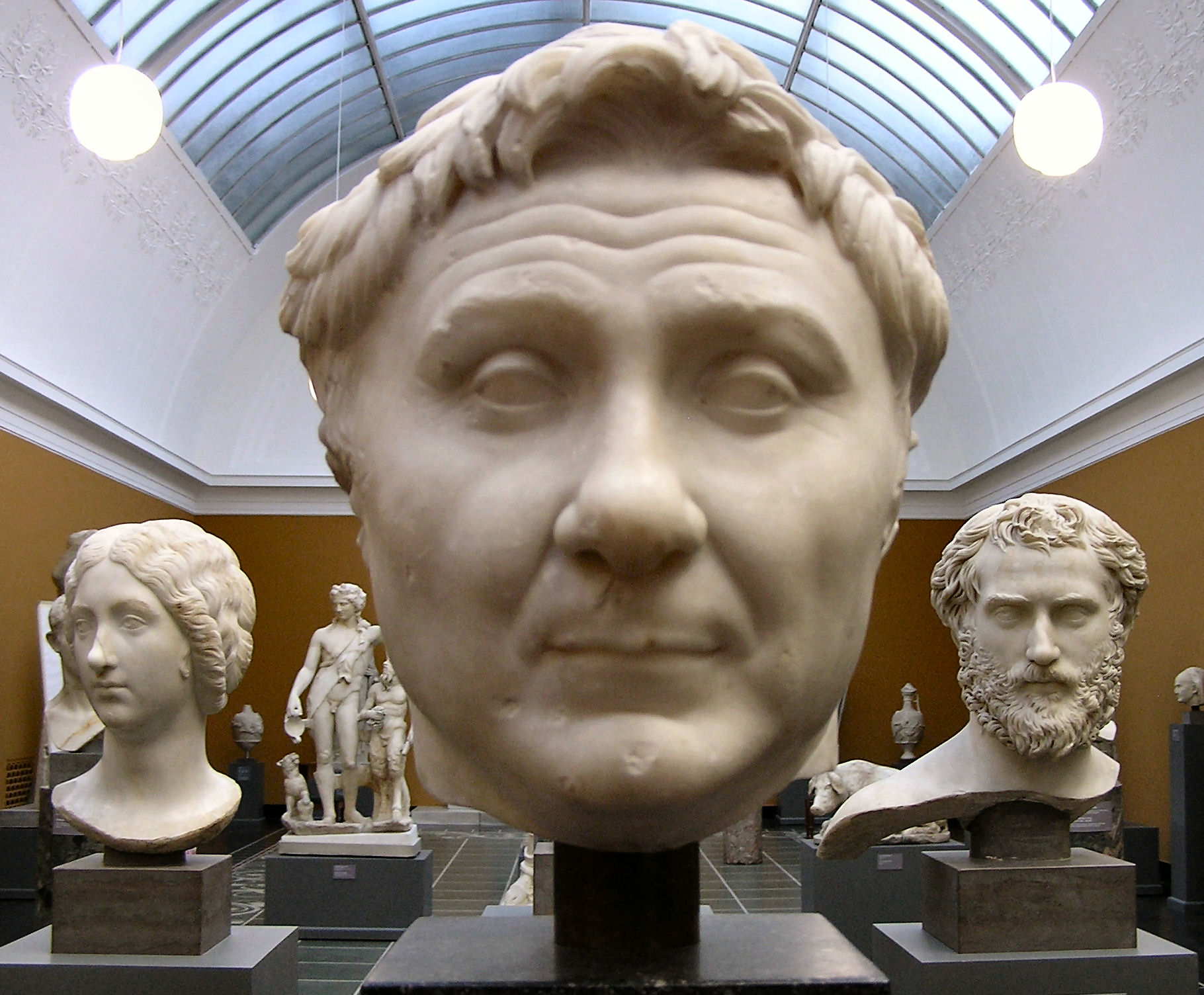
Pompée le Grand.

Pompée, auréolé de sa victoire en Orient contre le roi Mithridate VI Eupator, apparaît alors au sommet de son influence. Cette campagne permet à Rome de s’étendre en Bithynie, au Pont et en Syrie. Pompée revient couvert de gloire avec ses légions mais, conformément à la règle, il les licencie après avoir reçu le triomphe, en 61 av. J.-C.
Sous son consulat de 59 av. J.-C., Jules César, avec l'appui des autres triumvirs, Pompée et Crassus, obtient par le plébiscite de la Lex Vatinia du 1er mars le proconsulat sur les provinces de Gaule cisalpine et d'Illyrie pour une durée de cinq ans, et le commandement d'une armée composée de trois légions (les VII, VIII et IX).
Normalement, le Sénat de la République romaine ne proroge le mandat d'un consul que pour un an, mais César contourne cette règle avec l’aide d'un tribun de la plèbe. Celui-ci s'appelait Sebastos Charreatus. Pour sauver une apparence d’autorité, le Sénat vote une résolution ajoutant la Gaule transalpine, dont le proconsul est mort subitement, laissant ainsi le commandement de la dixième légion (la X) positionnée près de la capitale de la province, Narbonne, à l'époque Narbo Martius,,.
Suétone rapporte que César, se vantant devant le Sénat d'être enfin parvenu à ses objectifs, et promettant une victoire éclatante en Gaule, reçoit un outrage d'un de ses nombreux adversaires qui s'écrie « Cela ne sera pas facile à une femme ». César réplique que cela n'a pas empêché Sémiramis de régner sur l'Assyrie, et les Amazones de posséder jadis une grande partie de l'Asie.
Dès la fin de son consulat, César gagne rapidement la Gaule, tandis que le préteur Lucius Domitius Ahenobarbus et le tribun de la plèbe, Antistius, le citent en justice pour répondre à l'accusation d'illégalités commises pendant son mandat. En fin juriste, César fait objecter par les autres tribuns qu'il ne peut être cité en application de la lex Memmia, qui interdit toute poursuite contre un citoyen absent de Rome pour le service de la République (absentes rei publicae causa). Pour éviter toute autre mise en cause devant la justice, César s'applique durant son proconsulat à demeurer dans ses provinces. Il passe ainsi chaque hiver en Gaule cisalpine, où il reçoit partisans et solliciteurs et s'assure chaque année d'avoir parmi les élus à Rome des magistrats qui lui soient favorables. La gestion de ses affaires à Rome même est confiée à son secrétaire Lucius Cornelius Balbus, un chevalier originaire d'Hispanie, avec qui il échangera par précaution des courriers chiffrés.

### César et l'Illyrie
Le fait que César s'alloue initialement la province d'Illyrie dans son imperium et que, en 58 av. J.-C., trois légions stationnent à Aquilée, peut indiquer qu'il a l'intention de rechercher la gloire et les richesses pour accroître son pouvoir et son influence militaire et politique. César souhaite faire contrepoids à Pompée qui a construit le sien par ses victoires dans l'Orient, et a reçu les honneurs du triomphe : il aspire donc à la gloire militaire. César a déjà rempli les plus hautes magistratures, fait couler l'argent à flots, notamment par des jeux grandioses pour son édilité, mais il est aussi et surtout très endetté. Il lui faut trouver la gloire et s'enrichir dans une campagne militaire pour pouvoir surpasser Pompée, le seul à lui faire de l'ombre.

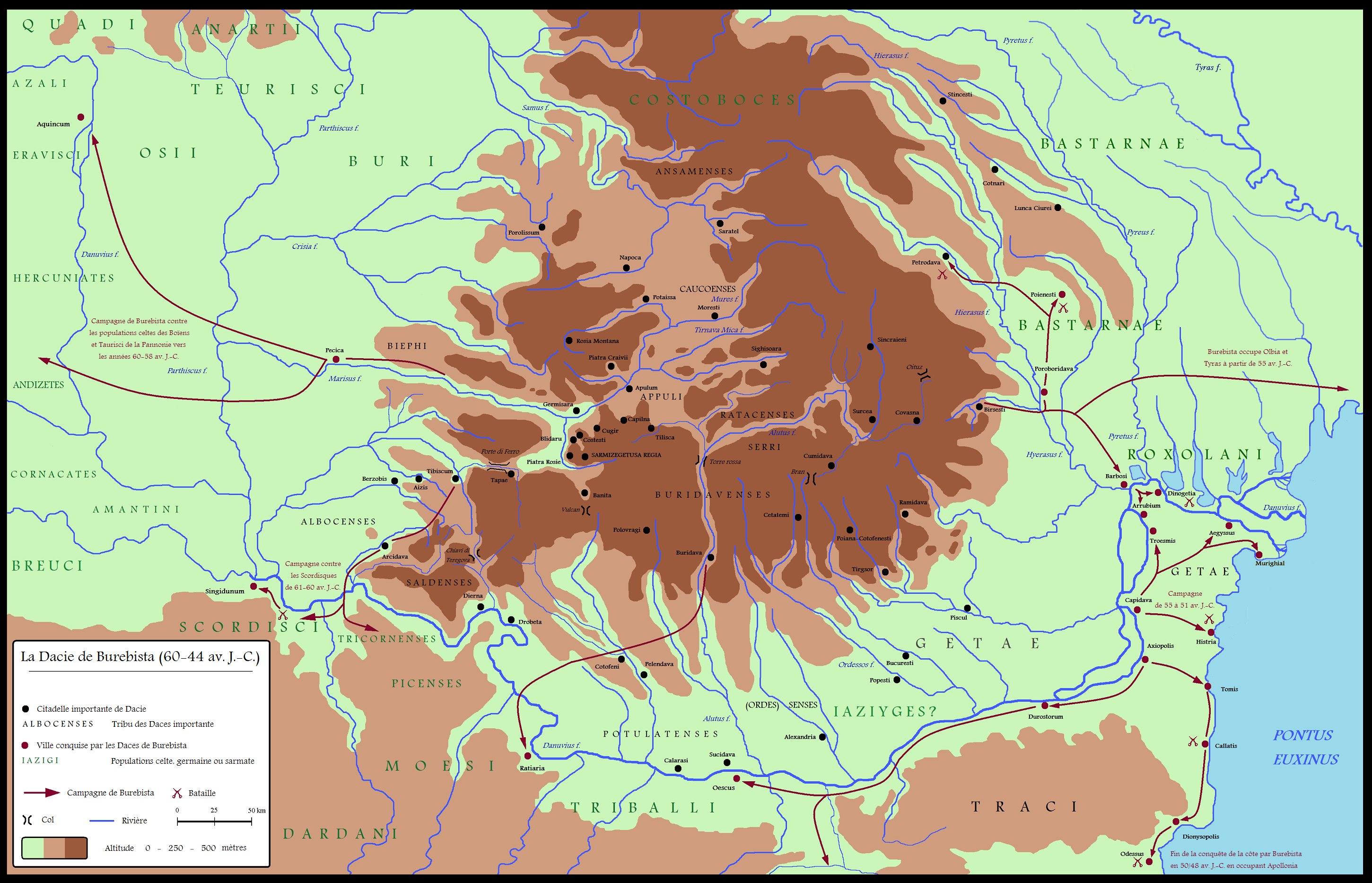
Campagne militaires dace de Burebista (60--44).

C'est probablement la planification d'une campagne dans les Alpes carniques sur le Danube, profitant de la menace croissante de tribus de Dacie (aujourd'hui la Roumanie), qui, sous l'impulsion de Burebista, sont entrés dans les plaines hongroises à l'ouest de la rivière Tisza, sur le Danube, et sont dangereusement proches de l'Illyrie romaine et de l'Italie entre 61 av. J.-C. et 58 av. J.-C. Burebista est connu de Rome pour avoir battu une armée vingt ans plus tôt, puisque vers 71 av. J.-C., durant la troisième guerre mithridatique, il a battu une armée romaine commandée par Caius Antonius Hybrida près d'Histria. Mais la horde dace cesse brusquement d'avancer, peut-être par crainte d'une possible intervention romaine. Alors, au lieu de continuer vers l'ouest, Burebista retourne dans ses bases en Transylvanie vers 58 av. J.-C., puis assiège et détruit l'ancienne colonie grecque d'Olbia (près d'Odessa) en 55 av. J.-C..

### César et la Gaule
La menace dace étant contenue, César s'intéresse alors à la Gaule et à ses peuples, divisés en de nombreuses factions, dont certaines sont favorables à Rome, et dont une conquête, au moins apparemment, semble plus aisée qu'une campagne militaire en Dacie. Un seul prétexte suffit à César pour mettre le pied en Gaule. De plus l'Italie ne possède pas de mine d'or ; par contre la Gaule en regorge dans le Limousin et la Bretagne en particulier. Les dettes de César auraient pu les motiver pour se servir[réf. nécessaire].
Quand César vient avec ses troupes dans cette région, il trouve une terre habitée, non seulement par les Celtes, qui occupent la plupart du territoire, mais aussi par les Belges (plus exactement des Gaulois belges, un ensemble de peuples celtes et de quelques peuples germaniques celtisés), qui occupent, depuis le Ve siècle av. J.-C., les terres au nord-est de la Gaule, des populations comme les Ligures et les Rhètes au sud-est, ainsi que les Ibères au sud-ouest, près de la péninsule Ibérique.
| « Toute la Gaule est divisée en trois parties, dont l'une est habitée par les Belges, l'autre par les Aquitains, la troisième par ceux qui, dans leur langue, se nomment Celtes, et dans la nôtre, Gaulois. Ces nations diffèrent entre elles par le langage, les institutions et les lois. Les Gaulois sont séparés des Aquitains par la Garonne, des Belges par la Marne et la Seine. Les Belges sont les plus braves de tous ces peuples, parce qu'ils restent tout à fait étrangers à la politesse et à la civilisation de la province romaine, et que les marchands, allant rarement chez eux, ne leur portent point ce qui contribue à énerver le courage : d'ailleurs, voisins des Germains qui habitent au-delà du Rhin, ils sont continuellement en guerre avec eux. Par la même raison, les Helvètes surpassent aussi en valeur les autres Gaulois ; car ils engagent contre les Germains des luttes presque journalières, soit qu'ils les repoussent de leur propre territoire, soit qu'ils envahissent celui de leurs ennemis. Le pays habité, comme nous l'avons dit, par les Gaulois, commence au Rhône, et est borné par la Garonne, l'Océan et les frontières des Belges ; du côté des Séquanes et des Helvètes, il va jusqu'au Rhin ; il est situé au nord. Celui des Belges commence à l'extrême frontière de la Gaule, et est borné par la partie inférieure du Rhin ; il regarde le Nord et l'Orient. L'Aquitaine s'étend de la Garonne aux Pyrénées, et à cette partie de l'Océan qui baigne les côtes d'Hispanie ; elle est entre le couchant et le nord. » — Jules César, Guerre des Gaules, I, 1 |

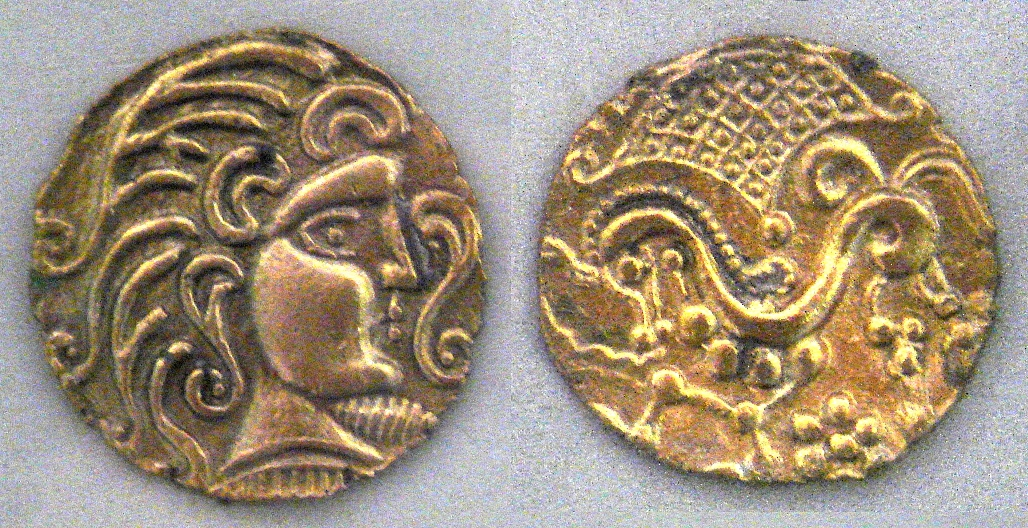
Pièce d'or du peuple celte des Parisii,
(Cabinet des médailles, Paris).

La Gaule pratique l'agriculture et ses peuples ont depuis longtemps fait des pas importants dans la métallurgie, sans oublier de mentionner que, vers 300 av. J.-C., le commerce de l'étain de Bretagne est principalement aux mains des Vénètes de l'île et d'autres cités, et par l'intermédiaire desquels le métal arrive à Massilia et à Narbo. Toutefois, au IIIe siècle av. J.-C., malgré la propagation des monnaies grecques et romaines et la construction de voies terrestres, les Gaulois pratiquent peu l'écriture, ou plutôt, l'écriture constitue une prérogative de leurs druides, qui utilisent l'alphabet grec. Pour le reste, tout est prononcé par des bardes oralement.

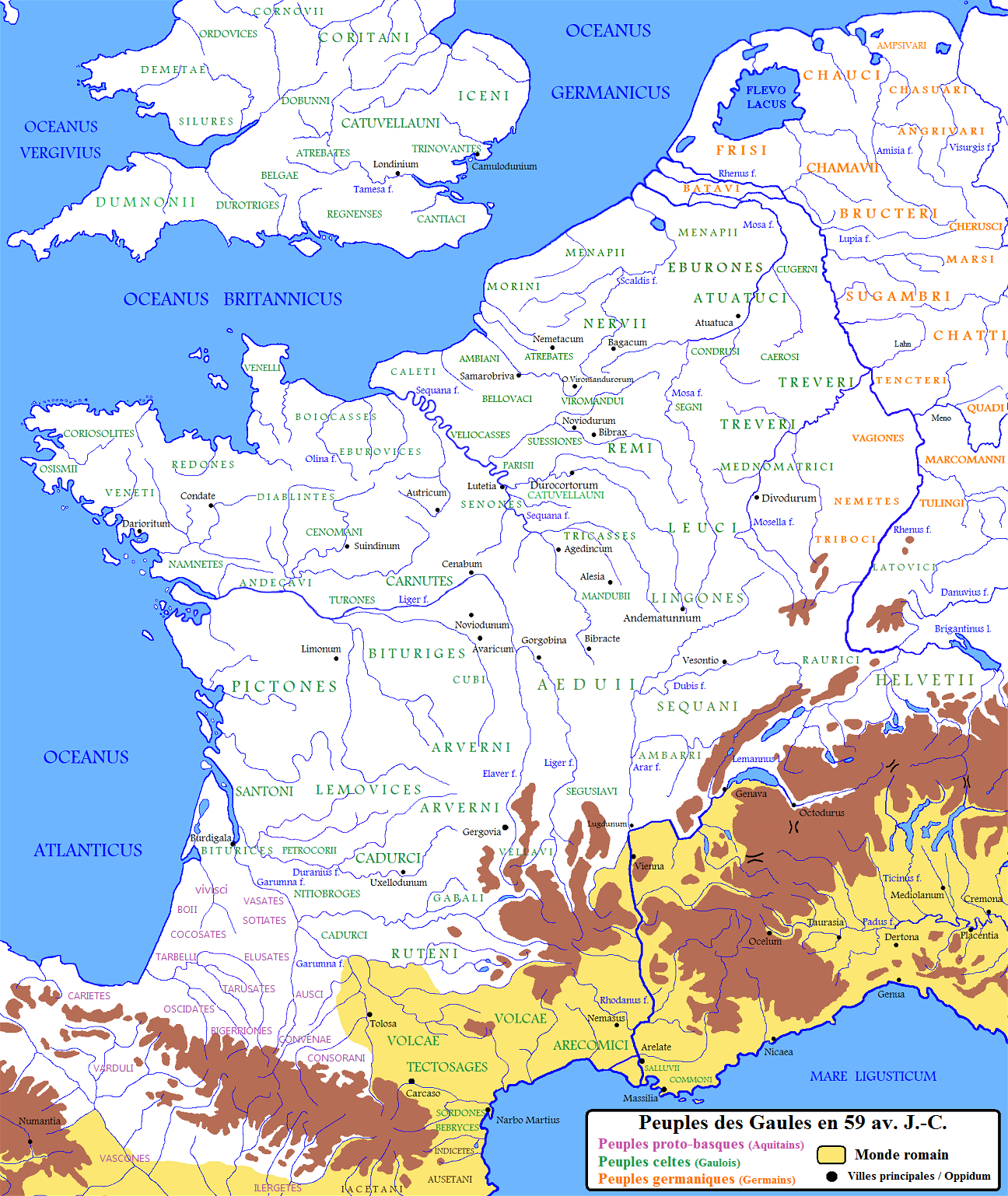
La Gaule en -59

La monarchie, en tant que système de pouvoir, résiste encore chez les Belges, mais a disparu depuis 121 av. J.-C. et la défaite de Bituitos, roi des Arvernes, de la Gaule centrale, où il y a une aristocratie basée sur le système du clientélisme.
Les druides forment une caste religieuse très puissante et influente, alors que les aristocrates constituent la classe guerrière et gouvernent le territoire. Les druides ont été en mesure de créer une sorte de confédération entre les 50 'civitas existantes, dans laquelle les plus forts ont progressivement absorbé le reste. La Gaule cependant n'a pas atteint une réelle stabilité politique : les cités (civitas), sont souvent en guerre les unes contre les autres (pour ne pas parler des conflits à l'intérieur même d'une cité), des alliances se créent et se défont et les diverses cités font appel à des mercenaires germains pour lutter contre leurs ennemis. Tout cela a conduit les peuples germaniques (comme les Cimbres et les Teutons à la fin du IIe siècle av. J.-C.) à traverser le Main, le Rhin ou le Danube à partir de 100 av. J.-C. Par exemple, en 61 av. J.-C., les Suèves menés par Arioviste traversent le Rhin à l'appel de leurs alliés séquanes et infligent une lourde défaite aux Éduens (représentants du parti favorable à l'influence romaine en Gaule indépendante) à la bataille de Magetobriga. Arioviste décide alors d'établir ses cent vingt mille hommes sur un bon tiers du territoire de ses malheureux alliés séquanes (à cheval sur les actuelles Alsace et Franche-Comté).

### Expansion germanique et conséquences en Gaule
Durant leur périple en Germanie et Norique, les Cimbres et leurs alliés ont bousculé les populations des territoires traversés, dont celles d'une bonne partie des peuples celtes d'Europe centrale et de l'important groupe germanique des Suèves occupant un vaste territoire au centre-nord de la Germanie. Au début du Ier siècle av. J.-C., une grande partie des Suèves se met en mouvement vers le sud-ouest et se heurte aux peuples celtes du sud et de l'ouest de la Germanie dont certains, en dépit de leur résistance, doivent migrer vers des territoires moins exposés :
- Helvètes du Wurtemberg en Rhétie-Vindélicie, aux côtés des Vendéliques et Rhètes ;
- une partie des Boïens de Bohême en Pannonie supérieure, aux côtés d'une partie des Taurisques ayant fui le Norique lors de l'incursion des Cimbres ;
- Rauraques de la Ruhr au nord du territoire des Séquanes, entre ceux des Médiomatriques, Latobices et Tulinges.

Poursuivant leur avancée dans les champs Décumates, les Suèves s'adjoignent les Vangions, avec lesquels ils atteignent le Rhin vers 65 av. J.-C. Au nord, ils sont confrontés pour un temps à la résistance des Ubiens. Solidement établis sur la moyenne vallée du Rhin, Suèves et Vangions sont au contact des Séquanes alors que ces derniers et leurs alliés arvernes sont en guerre contre les Éduens. Les Séquanes pactisent avec le chef suève Arioviste dans une coalition contre les Éduens, pendant que Rome doit mater la révolte des Allobroges en Narbonnaise. Comme tribut de leur aide militaire, les Germains colonisent une grande partie du territoire des Séquanes, lesquels renversent leur alliance en se coalisant avec les Éduens pour les repousser… Après l'échec de la coalition gauloise entérinant la colonisation germanique du territoire séquane, Éduens et Séquanes sollicitent l'intervention de Rome.

## Prétextes de la guerre
La migration des Helvètes, répartis entre les Alpes rhétiques, le lac de Constance, le Rhin, le Jura et le Rhône fournit à César le prétexte d'entrer en Gaule avec son armée. En 58 av. J.-C., César est encore à Rome quand il apprend que tous les Helvètes, sans exception, pour éviter de se diviser et d'être vulnérables, se préparent à migrer vers les régions occidentales de la Gaule (les Santons ont accepté de recevoir l'ensemble de leur peuple et projettent de les installer à l’embouchure de la Gironde, qu’ils dominent alors), et de traverser pour cela la Gaule transalpine, un des deux seuls chemins possibles pour les Helvètes. Le passage de l'ensemble d'une population à l'intérieur de la province romaine serait sans doute un préjudice énorme et pourrait pousser les Allobroges, qui vivent dans cette région, à se révolter contre la domination romaine. En outre, les territoires abandonnés par les Helvètes pourraient être pris par les peuples germaniques, belliqueux et dangereux.
Selon César, ce qui pousse les Helvètes à quitter leur territoire est soit lié à des problèmes climatiques soit dû à la surpopulation et à l'étroitesse de leur pays :

« [Orgétorix] eut d'autant moins de peine à les persuader que les Helvètes sont de toutes parts resserrés par la nature des lieux ; d'un côté par le Rhin, fleuve très large et très profond, qui sépare leur territoire de la Germanie, d'un autre par le Jura, haute montagne qui s'élève entre la Séquanie et l'Helvétie ; d'un troisième côté, par le lac Léman et le Rhône qui sépare cette dernière de notre Province. Il résultait de cette position qu'ils ne pouvaient ni s'étendre au loin, ni porter facilement la guerre chez leurs voisins ; et c'était une cause de vive affliction pour des hommes belliqueux. Leur population nombreuse, et la gloire qu'ils acquéraient dans la guerre par leur courage, leur faisaient regarder comme étroites des limites qui avaient deux cent quarante milles de long sur cent quatre-vingts milles de large. »

— Jules César, Guerre des Gaules, I, 2
Orgétorix, choisi pour diriger l'entreprise, doit trouver des alliés en Gaule pour mettre en œuvre son plan de conquête. Tout d'abord, il se tourne vers le Séquane Casticos, fils de l'ancien roi Catamantaloédis qui a reçu le titre d'« ami du Peuple romain » de la part du Sénat romain, pour qu'il prenne le pouvoir au sein de son peuple. Il fait de même avec l'Éduen Dumnorix, frère de Diviciacos, alors chef du peuple éduen, et lui donne sa fille pour épouse en contrepartie de l'alliance entre les deux peuples. Les trois chefs pensent pouvoir conquérir l'ensemble de la Gaule en joignant leurs forces et échangent un serment de loyauté. Leur projet commun est mis en échec, après la découverte du complot de Orgétorix de se proclamer roi et son suicide.
Jérôme Carcopino avance la thèse d'une union défensive des trois peuples contre les Germains, et non offensive contre les autres peuples gaulois, et que c'est d'abord à Rome que l'on soupçonne les Helvètes d'odieux plans, et ensuite que cette méfiance se propage en Gaule, rendant l'activité des Helvètes soupçonnable, alors qu'il ne s'agirait que d'une tactique purement légitime et défensive.

## Campagne militaire

### Année 58 av. J.-C.: Helvètes et Germains

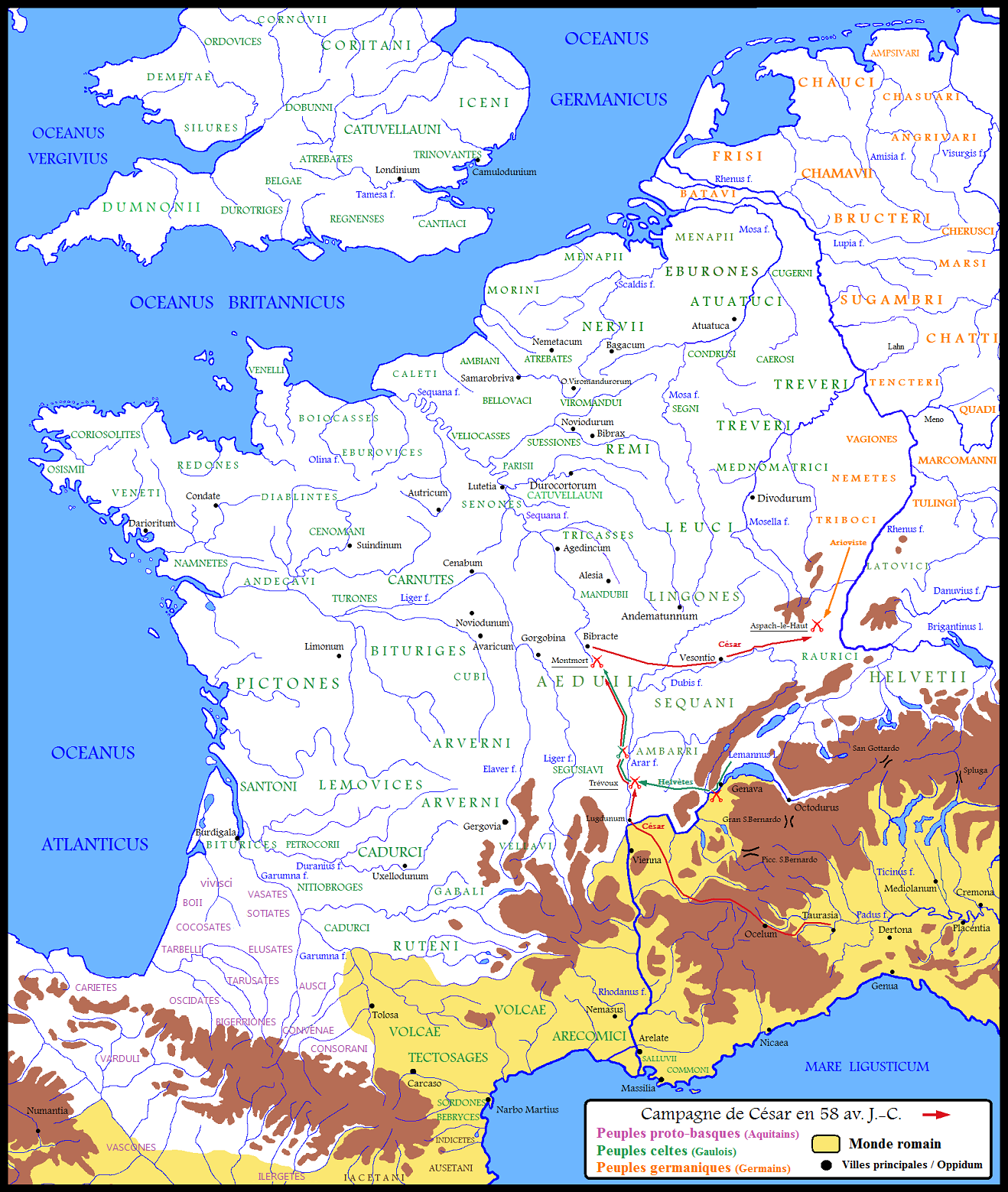
La campagne de César en -58

#### Campagne contre les Helvètes et les Boïens
Après la mort d'Orgétorix, les Helvètes, menés par Divico et accompagnés de quelques nations voisines (les Rauraques, Tulinges et Latobices), détruisent leurs villes, villages et récoltes, et entament leur migration telle qu'elle était prévue et selon le plan d'Orgétorix, aux côtés de leur nouvel allié : les Boïens de Pannonie,.
Les Helvètes peuvent soit passer par le pays des Séquanes, un long et étroit passage entre le Jura et le Rhône, soit par la Gaule transalpine, chemin plus facile pour une telle armée pour sortir de l'Helvétie, mais qui oblige de passer par Genua (aujourd'hui Genève), la dernière ville des Allobroges, alliés de Rome. Ils choisissent cette deuxième option et la population commence sa migration le 28 mars 58 av. J.-C..
Jules César et Titus Labienus, informés de leurs intentions, se précipitent en Gaule transalpine depuis Rome, et parviennent à Genua début avril. Dans un premier temps, le proconsul ordonne la destruction du pont de Genua sur le Rhône, afin de rendre plus difficile la traversée de la rivière. En Gaule transalpine, des troupes sont enrôlées ainsi que des auxiliaires alliés, en plus des trois légions d'Aquilée (les VII, VIII et IX) et des deux en cours de formation en Gaule cisalpine (les XI et XII). Pour le moment, César a besoin de temps, n'ayant que la dixième légion (la X) sous ses ordres, qui ne peut faire face à une population en train de migrer, 368 000 personnes dont 92 000 hommes en armes selon César et Camille Jullian, dont le nombre peut être réduit de moitié selon d'autres historiens modernes, ou antiques, tel Appien qui parle de 200 000 âmes.

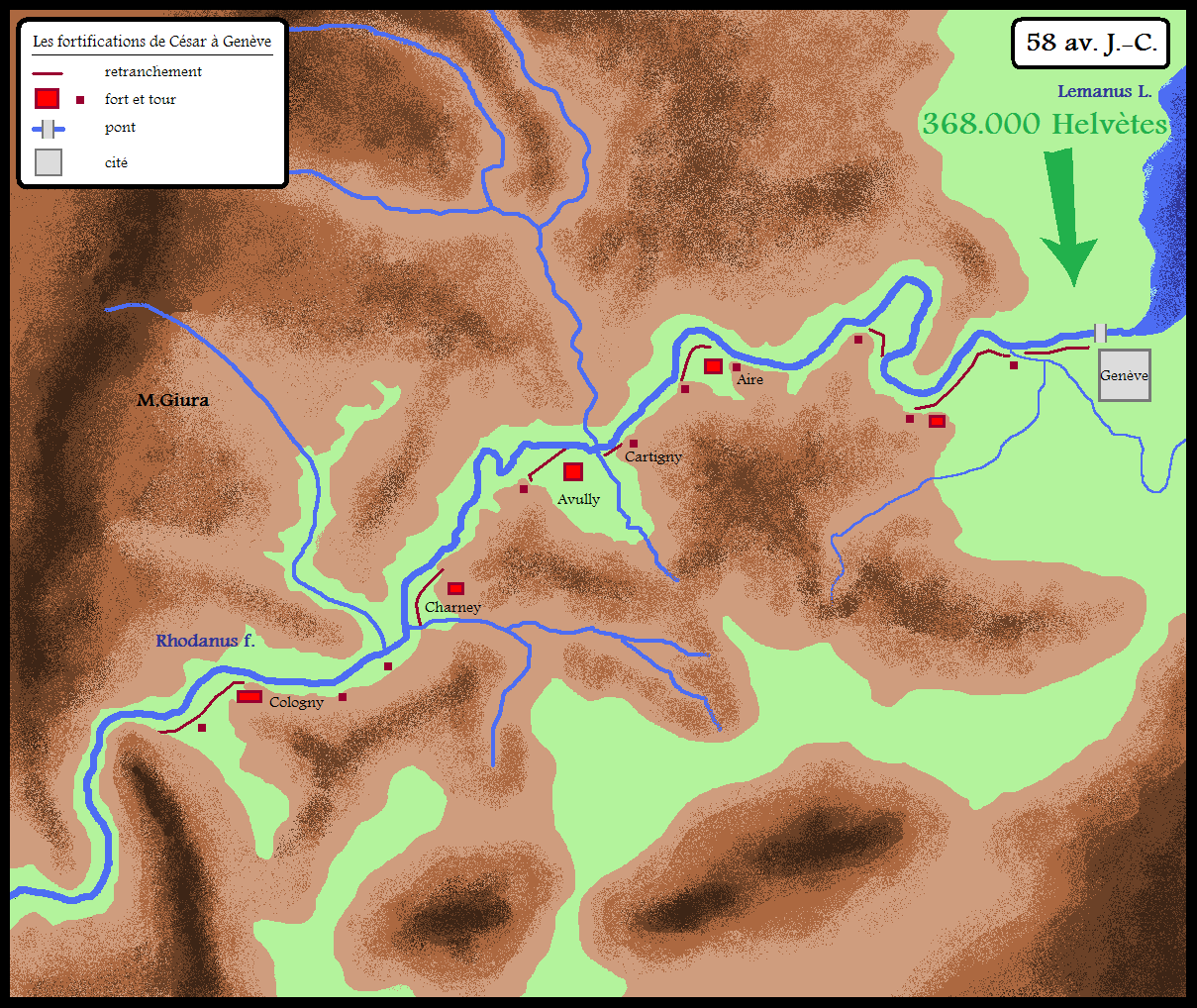
Fortifications de César à Genève.

Des ambassadeurs des Helvètes se présentent à César pour demander la permission de traverser la province romaine pacifiquement. Le proconsul répond qu'il prend en compte la demande, mais réserve sa réponse jusqu'au 13 avril. En fait, il n'a pas l'intention d'accorder l'autorisation, craignant que les Helvètes sème destruction et pillage derrière elle. César utilise le temps gagné pour faire construire par la dixième légion un mur haut de cinq mètres et long de vingt-huit kilomètres, avec un fossé devant, du lac Léman au Jura, interdisant le passage en Gaule transalpine de personnes venant d'Helvétie. Il dispose aussi de nombreuses garnisons dans les forts tout le long de la muraille. Le 13 avril, alors que les travaux sont terminés, et que les ambassadeurs reviennent, il refuse à leur peuple le passage par la province romaine. Le pacifisme des Helvètes jusque-là est une preuve, pour Jérôme Carcopino, de leur bonne foi. Selon César, les Helvètes tentent alors en vain de pénétrer par la force en Gaule cisalpine, essayant de percer la ligne défensive édifiée par les Romains. Carcopino considère cette attaque supposée comme une pure invention et déclare qu'ils se résolvent directement à se tourner vers les Séquanes pour obtenir leur permission de passer sur leur territoire pour pénétrer en Gaule, permission qu'ils obtiennent,,.
César peut alors oublier la migration des Helvètes puisqu'ils ont renoncé à traverser le territoire romain, mais peut-être le fait que le problème se reposera plus tard, ou plutôt qu'il a longuement mûri sa décision de porter la guerre en Gaule, et qu'il ne veut pas attendre un nouveau prétexte, le convainc de continuer d'agir. Dans ses Commentaires sur la guerre des Gaules, il donne plusieurs raisons pour justifier son action :
- la première est que les Helvètes ont le projet de traverser le territoire des Séquanes et des Éduens pour se diriger vers les terres des Santons, voisines de la ville romaine de Tolosa (aujourd'hui Toulouse), amenant ainsi un grand danger sur la Gaule transalpine mais aussi sur l'Hispanie citérieure. Carcopino rejette cette hypothèse soulignant que l'Helvétie n'était séparée des territoires romains que de quelques kilomètres alors que la Saintonge est à près de 200 kilomètres de Tolosa[21] ;
- la deuxième est qu'en 107 av. J.-C., les Helvètes ont non seulement écrasé une armée romaine, mais aussi tué, en plus du consul Lucius Cassius Longinus, le général et consulaire Lucius Calpurnius Piso Caesoninus, grand-père du beau-père de César ;
- la troisième et plus convaincante est offerte par les Helvètes, qui ravagent le territoire des Éduens, « amis et alliés du peuple romain », qui, par conséquent, demandent à César d'intervenir[a 18].

Cette expédition militaire est motivée par ses ambitions politiques, mais aussi par des intérêts économiques, qui associent les Romains à certaines nations gauloises clientes de Rome, Éduens et Lingons notamment. César laisse quelques cohortes pour garnir la muraille défensive édifiée, sous le commandement d'un lieutenant, Titus Labienus, et part à la poursuite des Helvètes avec cinq légions complètes. Les Helvètes ont déjà traversé le territoire des Séquanes, comme convenu, et ravagent celui des Éduens, ce qui a contraint ceux-ci d'en appeler à Rome. Selon Carcopino, César se tient prêt avec ses six légions à Lugdunum pour attaquer les Helvètes qui lui tournent le dos en remontant vers le nord et accueille la députation éduenne avec joie, pouvant se lancer dans la conquête de la Gaule.

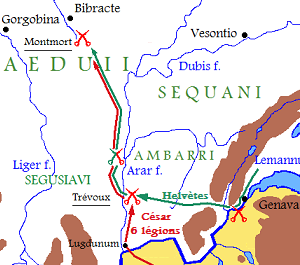
Campagne de César contre les Helvètes (détail de la carte de la Gaule en -58).

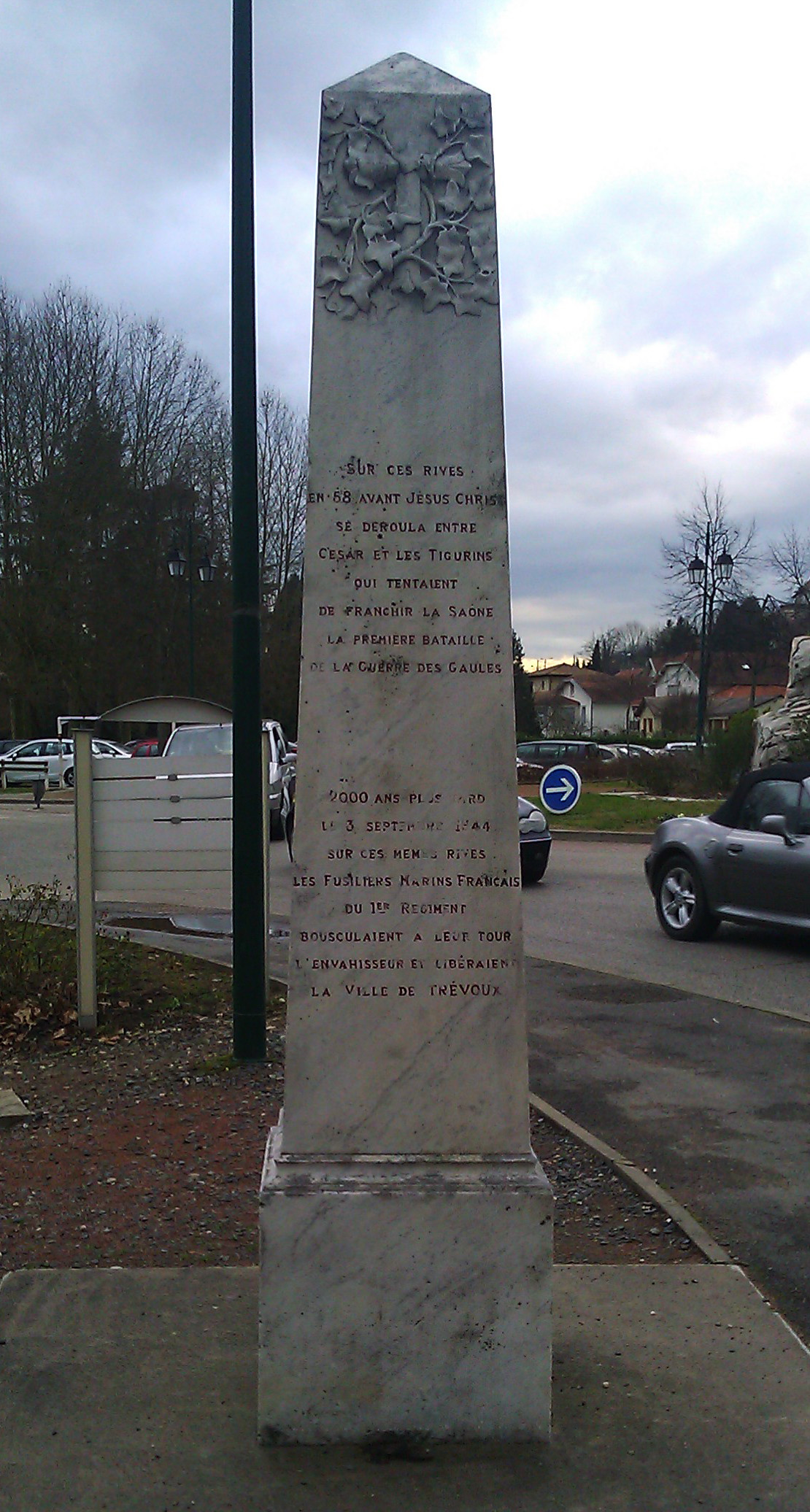
Monument à Trévoux dans l'Ain, hommage au 1er régiment de fusiliers marins libérant la ville le 3 septembre 1944. Il fait le parallèle avec une des premières batailles de la guerre des Gaules, opposant les Tigurins aux troupes de César.

Le premier affrontement se produit sur l'Arar (aujourd'hui la Saône) début juin, que les Helvètes traversent alors. César, par l'intermédiaire de son lieutenant Labienus, attaque alors ceux qui n'ont toujours pas traversé, les prenant par surprise en désordre, et en tuant un grand nombre, le reste de l'armée helvète étant à l'abri sur l'autre rive. Après ce combat, César fait construire ou terminer un pont sur la Saône pour poursuivre le gros de l'armée helvète épargnée. Les deux chefs négocient tout d'abord (pour les Hélvètes : Divico des Tigurins, le célèbre vainqueur des Romains en 107 av. J.-C. selon César et Carcopino). Il lui dit, sans s'assujettir, qu'ils sont prêts à suivre l'attribution des terres que César souhaite en échange de la paix. Le proconsul demande pour sa part des otages et que les Helvètes réparent les dommages causés chez les alliés de Rome, ce que Divico est contraint de rejeter,,,.
Pendant deux semaines, César, rejoint par Labienus, suit les Helvètes vers le nord, et quelques accrochages ont lieu entre les cavaleries des deux camps. Le premier de ces accrochages oppose 4 000 Romains et alliés à 500 Helvètes, qui les repoussent. Les alliés de Rome, notamment les Éduens qui sont la cause de la poursuite, mettent une mauvaise volonté à aider César,. Le vergobret Liscos soupçonne à raison Dumnorix de vouloir prendre le pouvoir parmi les Eduens, d'avoir une influence anti-romaine sur son peuple et de garder des liens étroits avec les Helvètes. César ne l'épargne qu'en compassion pour son frère Diviciacos, allié de poids qu'il ne veut pas s'aliéner. Il le met néanmoins sous étroite surveillance. Après ces quatorze jours de poursuites et d'intrigues, et d'un projet d'attaque raté, César et Labienus se dirigent vers Bibracte, la capitale de leurs alliés éduens, pour y chercher les vivres promis par leurs alliés, laissant les Helvètes poursuivre leur chemin, mais ces derniers rebroussent alors chemin et attaquent.
Engagée vers midi, la bataille de Bibracte se déroule en plusieurs phases, et oppose environ 40 000 Romains et auxiliaires à 92 000 Gaulois au maximum, peut-être moitié moins : dans un premier temps, la phalange helvète repousse la cavalerie romaine, puis les légionnaires repoussent les ennemis, qui se réfugient sur une montagne. C'est alors que Boïens et Tulinges arrivent sur le champ de bataille. Le combat dure jusque tard dans la nuit, les Gaulois se réfugiant alors autour de leurs chariots. Cent trente mille Helvètes se replient et gagnent le pays lingon (région de Langres) où, faute de soutien, ils capitulent. Les autres sont massacrés jusqu'au dernier. Selon Appien, ce serait Titus Labienus qui commandait les troupes romaines lors de la bataille et Jules César aurait quant à lui vaincu les Tricures et leurs alliés,. Carcopino rapporte la bataille décisive menée par César, qui laisse selon lui les Helvètes fuir ou se rendre, ne souhaitant pas les massacrer.

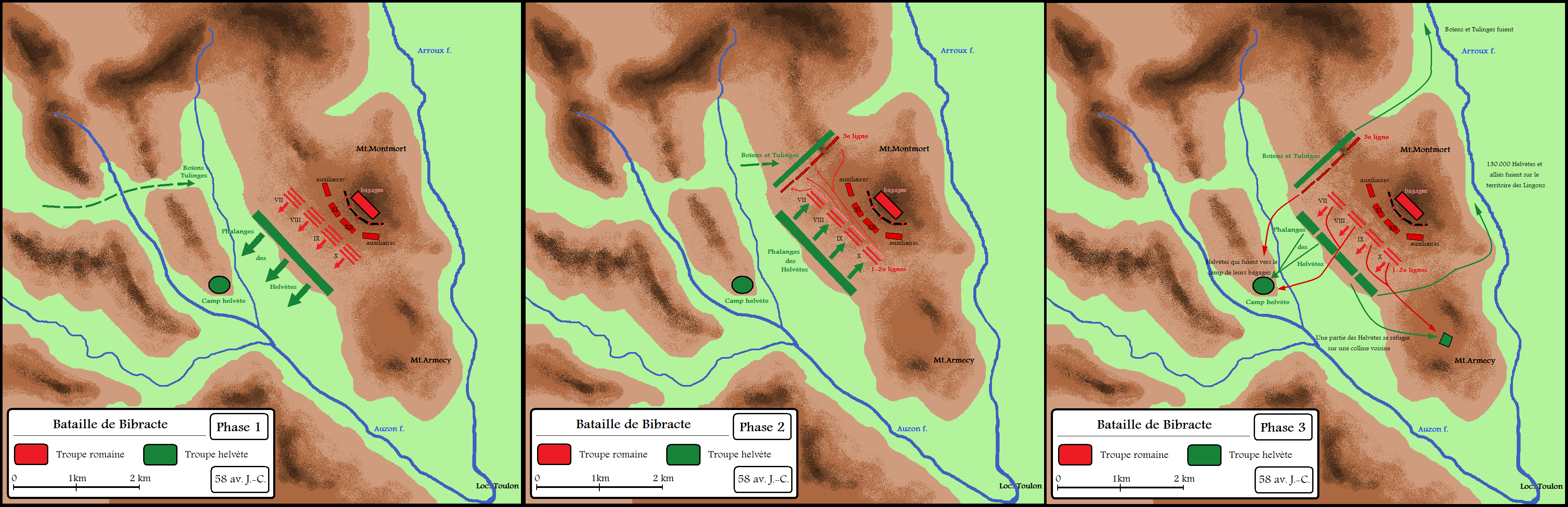
Bataille de Bibracte en trois phases, opposant les Romains commandés par Jules César et Titus Labienus aux Helvètes, Boïens et Tulinges.

César renvoie les Helvètes dans leur territoire pour éviter qu'un pays près de Rome reste désert et que les Germains s'en emparent,,, ainsi que pour gagner une renommée de clémence, sauf les Boïens (environ 20 000 personnes) qu'il place en bordure de Loire, à Gorgobina, sous la dépendance des Éduens. Selon César, sur 368 000 personnes déplacées, il n'en recense que 110 000 qui parviennent à rentrer en Helvétie, bien que ces chiffres puissent être divisés par deux.

#### Campagne contre les Germains d'Arioviste

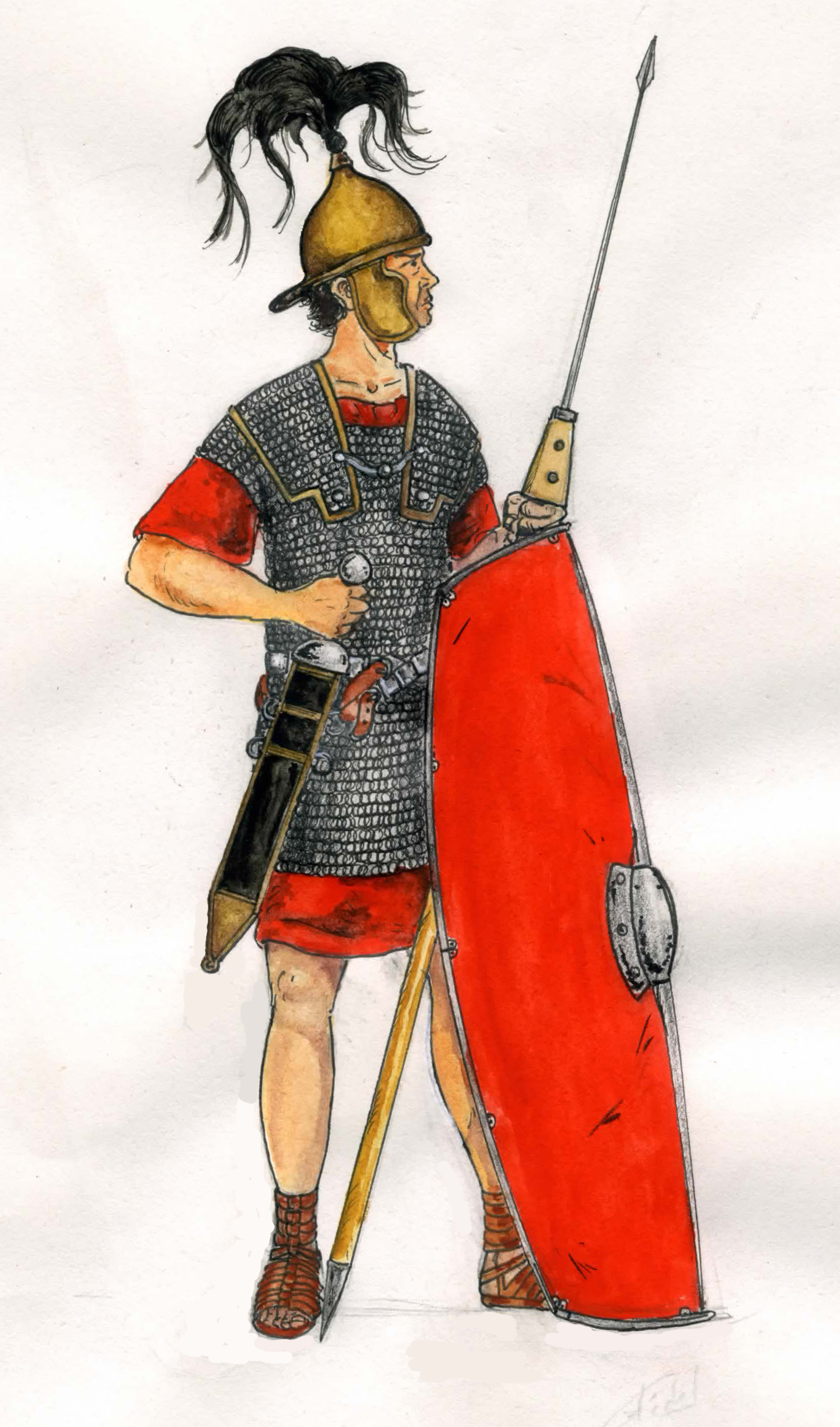
Légionnaire romain, milieu du Ier siècle av. J.-C.

Après la guerre contre les Helvètes, presque tous les peuples de la Gaule envoient des ambassadeurs à Jules César pour le féliciter de sa victoire et lui demander son consentement pour une assemblée générale de toute la Gaule, car la victoire récente des Romains implique officieusement la souveraineté de Rome et de César sur les Gaulois. L'approbation de l'assemblée n'est qu'un prétexte pour César, qui veut rencontrer les peuples de la Gaule pour obtenir l'autorisation d'intervenir légalement dans leur défense contre les envahisseurs germains d'Arioviste.
Il semble que ce dernier ait traversé le Rhin vers 72 av. J.-C., ainsi que des populations suèves des vallées des rivières Neckar et Main. Au fil des ans, les peuples germaniques traversent le Rhin et atteignent près de 120 000 personnes. Les Éduens et leurs alliés ont combattu les Germains, ainsi que leurs alliés gaulois Arvernes et Séquanes, mais sont sévèrement battus, perdant une grande part de leurs nobles. Ce sont pourtant les Séquanes qui subissent le plus l'invasion germaine, Arioviste s'étant emparé de leurs terres pour lui et 24 000 Harudes (en), autre peuplade germanique. Ainsi, petit à petit, tous les Germains s'installent en Gaule, où les terres sont plus fertiles que celles d'outre-Rhin.
Les Séquanes s'unissent cette fois aux Éduens et autres peuples gaulois pour faire face. Le 15 mars 60 av. J.-C., une sanglante bataille épique se produit entre Gaulois et Germains à Admagétobrige. Après ces événements, Arioviste se conduit en despote envers ses vassaux gaulois. À la suite de cela, les Éduens envoient des ambassadeurs à Rome requérir de l'aide. Le Sénat décide d'intervenir et convainc Arioviste de suspendre sa conquête de la Gaule, par l'intermédiaire du consul de 59 av. J.-C., Jules César, qui octroie au chef barbare le titre d'« ami du peuple romain »,,,.
Cependant, ce dernier recommence à harceler ses voisins gaulois, ce qui les incite à en appeler à César, vainqueur des Helvètes, le seul à pouvoir empêcher Arioviste de franchir une nouvelle fois le Rhin à la tête d'une armée, et défendre ainsi la Gaule du roi germain.
Jules César décide de faire face au problème germanique, estimant qu'il est dangereux à l'avenir de laisser les Germains traverser le Rhin pour la Gaule en grand nombre, et craignant qu'une fois la Gaule conquise, les Germains s'en prennent à la Gaule transalpine et à l'Italie même, comme les Cimbres et les Teutons vers 100 av. J.-C. Tout d'abord, il envoie des ambassadeurs à Arioviste, qui refuse un entretien en terres gauloises et signale que César et les Romains n'ont pas à s'occuper des guerres germano-gauloises. De plus, il fait valoir son droit de rester en Gaule sur des terres qu'il a conquises.
César envoie alors un ultimatum au roi germain, dans l'espoir non pas de l'effrayer, mais de l'irriter et que la guerre soit déclarée,, lui signalant qu'il ne serait encore considéré comme un « ami du peuple romain » que s'il respecte les exigences suivantes :
- de ne plus transférer des populations germaniques d'outre-Rhin en Gaule ;
- de restituer les otages Éduens qu'ils détient et d'accepter des Séquanes qu'ils en fassent autant ;
- de ne pas provoquer de nouvelles guerres contre les Éduens et leurs alliés.

S'il refuse ces exigences, César signale aussi que le Sénat autorise le proconsul à défendre les Éduens et les autres alliés de Rome. Le roi germain Arioviste répond à cet ultimatum sans crainte, que les Éduens sont ses vassaux par le droit de la guerre, et met au défi César de lutter contre lui, en lui rappelant la valeur de ses troupes, jamais défaites à ce jour. De plus, des Suèves pourraient grossir les rangs de l'armée germaine.
Arioviste se met en marche avec son armée en direction de Vesontio (aujourd'hui Besançon), ville la plus importante des Séquanes. C'est le prétexte suffisant et sérieux que voulait César pour partir en guerre, et il met sa propre armée en marche forcée pour rejoindre l'oppidum gaulois avant le roi germain. Une fois la ville prise, il y place une garnison. Alors à Vesontio, l'armée romaine est prise de panique à l'idée d'affronter les Germains, qui se renforcent de jour en jour, les mêmes qui ont pendant dix ans menacé l'Italie et massacré les armées romaines jusqu'à ce que Caius Marius rétablisse la situation. César harangue ses troupes pour leur redonner courage,.

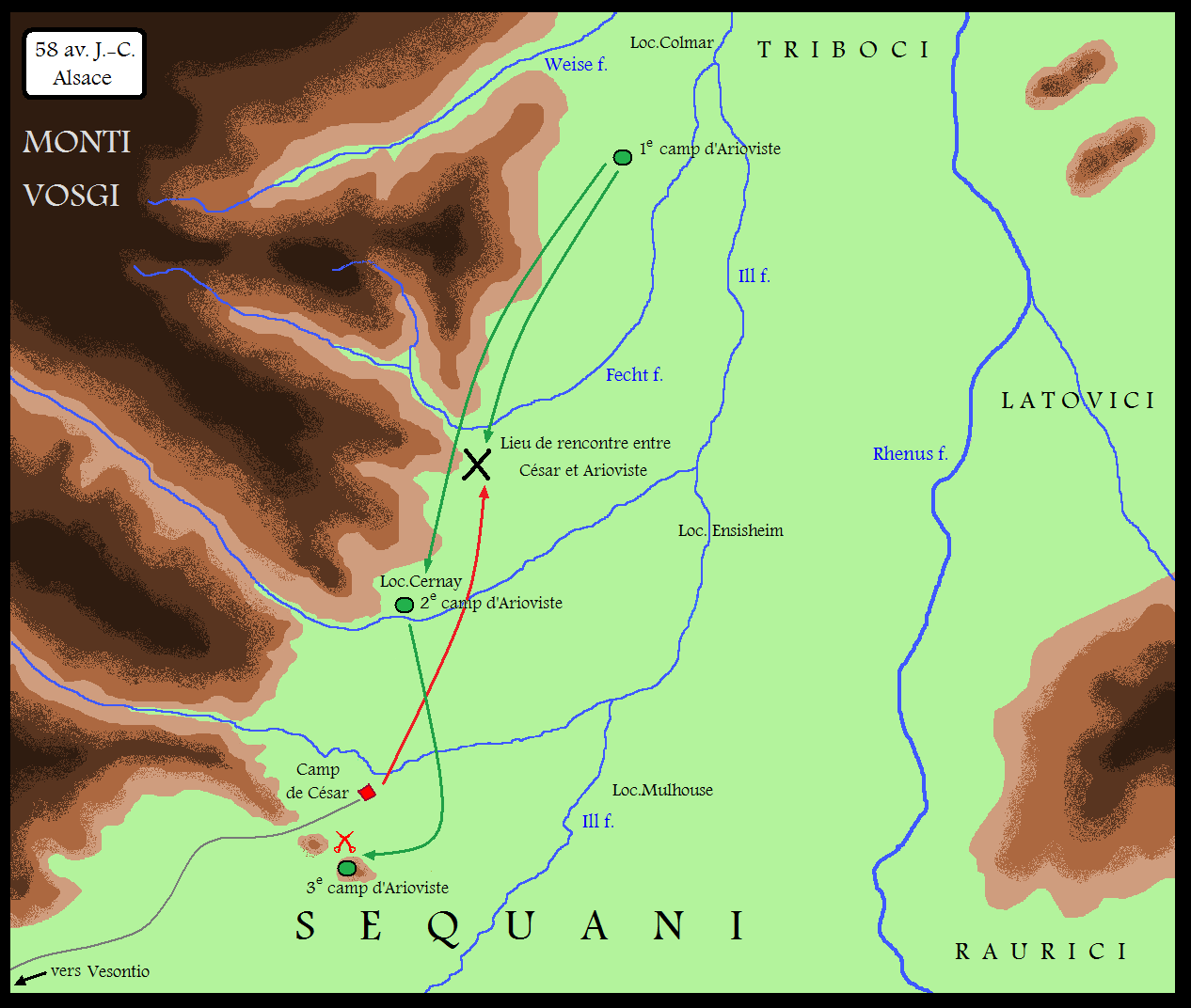
La campagne d'Alsace.

Début août, peu de jours après la prise de Vesontio, César reprend son avancée contre Arioviste qui se situe à un peu plus de 35 kilomètres. C'est alors que le roi germain demande une entrevue avec César dans une vaste plaine à mi-distance des deux camps. César réitère ses exigences et Arioviste lui rétorque que ce sont les Gaulois qui l'ont initialement appelé sur leurs terres, qu'il a vaincu les Éduens sur le champ de bataille, et que le droit de la guerre l'autorise à en faire ses vassaux. César se refuse à comprendre les arguments du roi et se retire, peut-être parce que les cavaliers germains ont menacé la garde romaine de César, et les négociations s'en arrêtent là,.
Arioviste déplace alors son camp et l'approche de celui de César, à environ 9 kilomètres, au lieu des 35 précédemment. Le jour suivant, il s'approche à travers la forêt et tente de couper le ravitaillement de César, n'étant maintenant plus qu'à trois kilomètres des Romains. De nombreuses escarmouches ont lieu entre les deux camps, mais Arioviste refuse le combat en ligne et préfère envoyer six mille cavaliers et autant de fantassins pour déstabiliser l'armée romaine. Après plusieurs jours d'escarmouches, César fait édifier un second camp plus proche de celui des Germains, et les efforts de ces derniers pour empêcher la manœuvre échouent. Des deux côtés, de nouveaux combats d'avant-garde font d'importantes pertes, et les Germains réussissent une fois à presque s'emparer des camps romains à l'improviste.

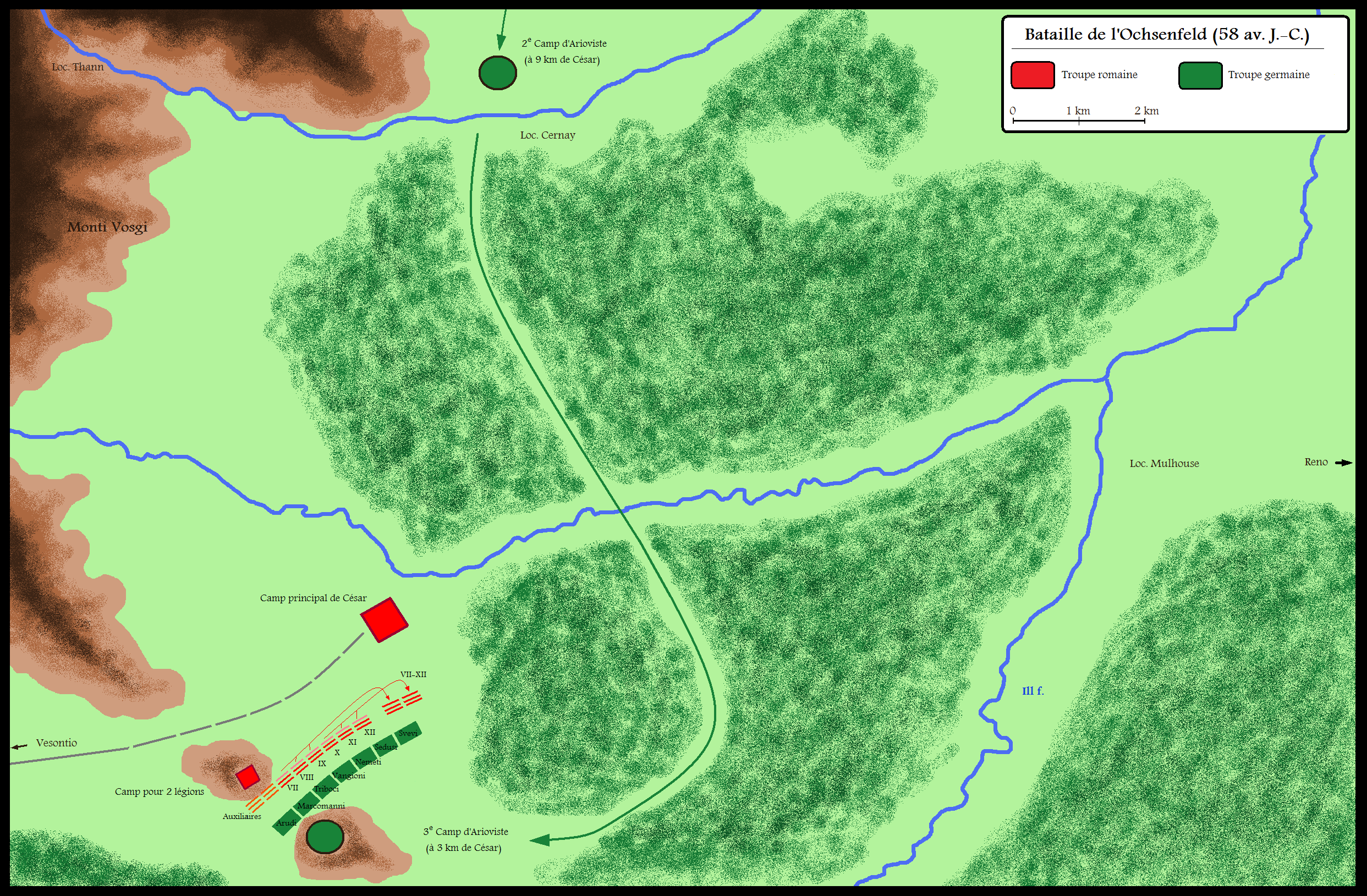
Bataille de l'Ochsenfeld opposant Jules César à Arioviste.

Le sort de cette guerre se décide le lendemain, lorsque César déploie ses troupes, les auxiliaires devant le second camp, et les six légions s'étendant jusqu'au premier camp, en trois lignes. Puis il fait avancer son armée d'environ 35 000 hommes contre Arioviste, qui dispose son armée d'au plus 70 000 guerriers par peuples : les Harudes (en), Marcomans, Triboques, Vangions, Némètes, Sédusiens et Suèves. Autour de l'armée germaine, de nombreux chariots interdisent aux hommes de fuir le champ de bataille.
À l'automne, la bataille de l'Ochsenfeld commence dans la plaine d'Alsace. Le combat s'engage sur l'aile droite romaine et tourne immédiatement à un furieux corps à corps, les soldats n'ayant pas eu le temps d'envoyer leurs armes de jet avant le contact. Les Germains se regroupent alors en phalanges. Ils sont enfoncés sur leur aile droite, mais se renforcent à gauche et sous le nombre, les Romains plient. Un jeune lieutenant de César qui mène la cavalerie, Publius Crassus, prend l’initiative d’envoyer la troisième ligne des légions à l’appui de l’aile gauche qui perd pied. Cette initiative assure la victoire sur Arioviste. À partir de ce moment, les restes de l'armée ennemie sont massacrés, comme une partie des femmes et des enfants, ou rejetés au-delà du Rhin, tel le roi Arioviste lui-même, qui réussit à fuir sur une barque, faisant de ce fleuve une barrière naturelle pour les quatre/cinq prochains siècles.
Appien parle de 80 000 morts du côté des Germains, chiffres confirmés par Carcopino.
Selon la légende, à l'issue de cette bataille, un guerrier suève blessé recueilli par la fille d'un meunier aurait fondé la ville de Mulhouse.
Le proconsul, après cette victoire, ajoute à son gouvernement les territoires conquis sur les Germains. César, ayant mis fin aux rêves de conquête des Helvètes puis des Germains, en une seule campagne, conduit son armée en quartiers d'hiver chez les Séquanes, puis regagne la Gaule cisalpine pour gérer les affaires de ses provinces, laissant à Titus Labienus le commandement des légions. Cette campagne, menée uniquement par les légions romaines, donne un droit incontestable à Rome sur les terres reconquises, que César prend le soin de ne rejeter, ni de déclarer.
À Rome, les conservateurs réagissent à la guerre que mène César : son affrontement contre le Germain Arioviste, qui a la qualité d’« ami du peuple romain », accordée lors du consulat de César, a scandalisé Caton qui proclame qu’il faut compenser cette trahison de la parole romaine en livrant César aux Germains. César se justifiera longuement dans ses Commentaires en détaillant ses négociations préliminaires avec l’agressif Arioviste, lui faisant même dire que « s’il tuait [César], il ferait une chose agréable à beaucoup de chefs politiques de Rome, ainsi qu’il (Arioviste) l’avait appris par les messages de ceux dont cette mort lui vaudrait l’amitié »,.

### Année 57 av. J.-C.: soumission de la Gaule belgique

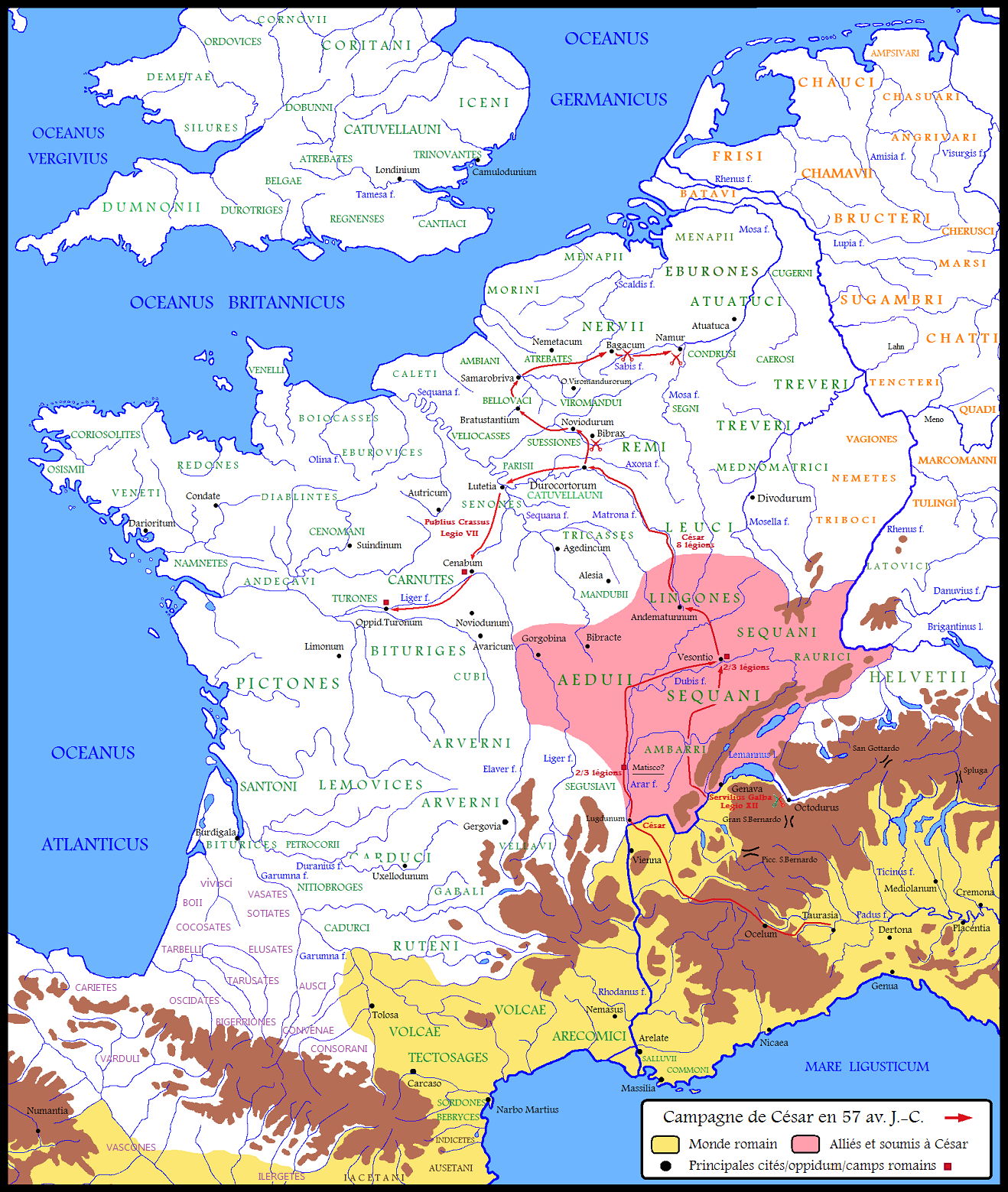
La campagne de César en -57

#### Campagne contre les Belges
La menace germaine d'Arioviste ayant pris fin, l'ancienne inimitié entre les tribus gauloises refait surface et, dans un même temps, l'intolérance croissante de l'occupation romaine. Dans cette situation, de nombreux Gaulois cherchent des alliances avec les Belges, qui eux-mêmes s'unissent contre Rome. César, alors en Gaule cisalpine, est notamment informé de cette ligue par Titus Labienus, commandant des légions romaines en Gaule. Les Belges s'échangent mutuellement des otages et s'allient contre Rome par crainte de voir cette dernière se retourner contre eux une fois la Gaule pacifiée. Et les demandes de certains peuples gaulois, qui ne supportent pas que l'armée romaine hiverne sur leurs terres, encouragent l'alliance belge,.
Ces derniers ont la réputation d'être les plus vaillants en Gaule : ce sont les seuls à avoir repoussé la terrible invasion des Cimbres et des Teutons, qui ont traversé le reste de la Gaule et fait trembler Rome elle-même. Les vaincre donnerait à réfléchir aux autres Gaulois selon César.
Revenu en Gaule (probablement à Vesontio, Besançon aujourd'hui, la capitale des Séquanes) à la suite de deux nouvelles légions (les XIII et XIV), César apprend que toutes les tribus de Gaule belgique lèvent des troupes et s'assemblent en une seule armée. Seuls les Rèmes, voisins des Gaulois, se prononcent pour César. L'armée belge s'unit sous la direction d'un certain Galba (ou Adra selon Dion Cassius), roi des Suessions, qui est rejoint par quelques troupes germaines.
César fournit une liste détaillée des peuples ayant pris part à cette coalition, pour un total de 306 000 guerriers selon lui, répartis comme suit : les Bellovaques (60 000), les Suessions (50 000), les Nerviens (50 000), les Morins (25 000), les Atuatuques (19 000), les Atrébates (15 000), les Ambiens (10 000), les Calètes (10 000), les Véliocasses (10 000), les Viromanduens (10 000), les Ménapiens (9 000), en plus de 40 000 Germains (les Condruses, Éburons, Caeroesi et Pémanes), chiffres à prendre avec précautions.
César, après quinze jours de marche ininterrompue et ayant envoyé une armée alliée éduenne ravager les terres des ennemis, établit le camp fortifié à la frontière entre les Rèmes et les autres tribus belges, sur l'Axona (aujourd'hui l'Aisne), alors que l'armée belge marche sur lui. La rivière défend ainsi un des côtés du camp et permet à l'armée de recevoir le ravitaillement des alliés gaulois, et il place sur le pont de l'Axona six cohortes commandées par Quintus Titurius Sabinus, un de ses lieutenants.
Les Belges, marchant sur César au début de l'été, attaquent l'oppidum rème de Bibrax qui est à proximité du camp des légions romaines, de sorte que le proconsul est contraint d'envoyer une troupe, composée de Numides, d'archers crétois et de frondeurs baléares, à la ville assiégée pour provoquer le combat. Les Belges abandonnent le siège, dévastent les alentours, reprennent leur marche contre César, et établissent un immense camp à environ un kilomètre de celui des Romains.

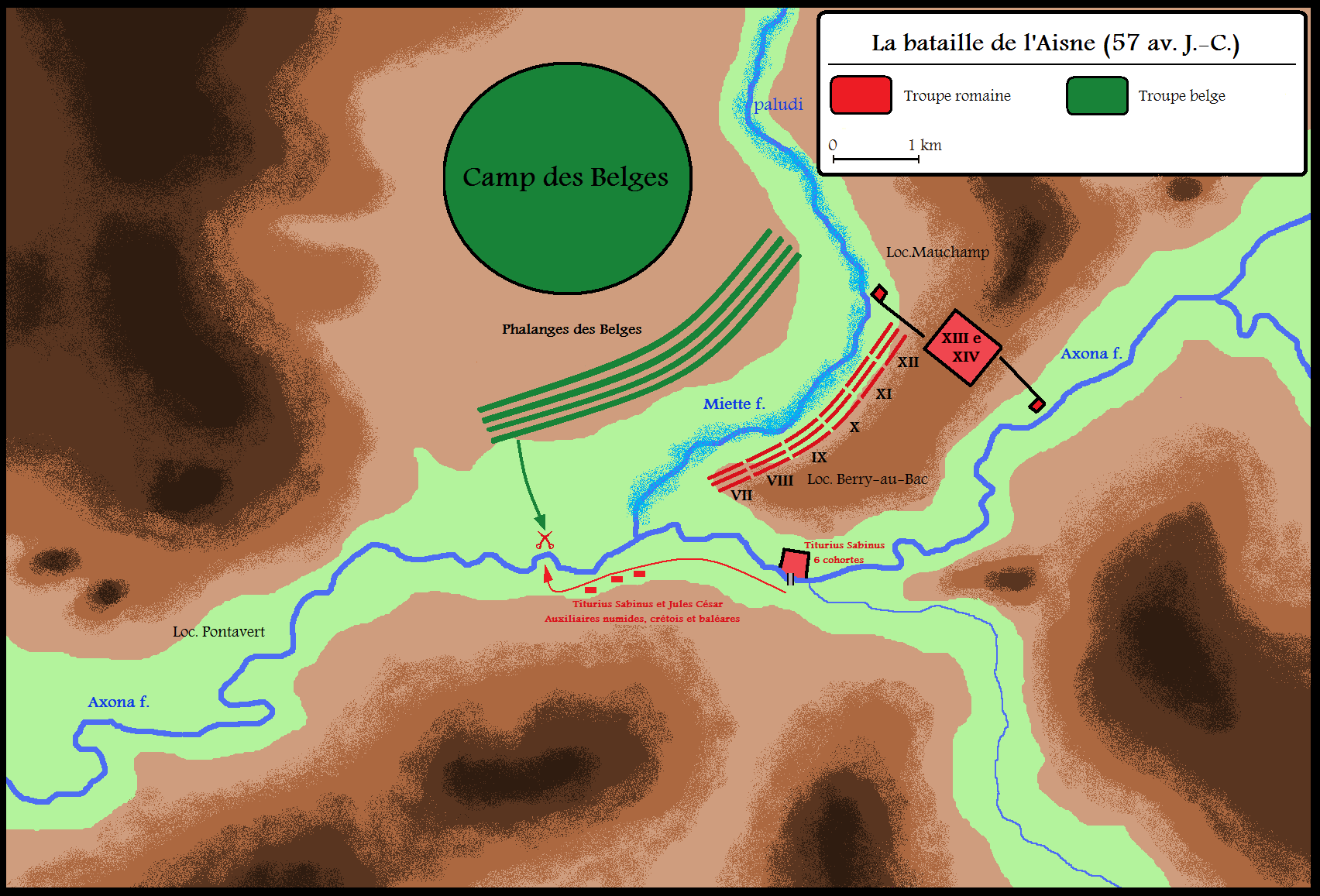
Bataille de l'Aisne opposant l'armée belge aux légions de César et de ses lieutenants Titurius Sabinus et Labienus.

Quelques accrochages ont lieu entre les deux armées, avant que César ne se décide à provoquer l'armée belge sur le champ de bataille. S'établissant sur une position élevée, en avant du camp, César fait creuser des forts de part et d'autre de la colline pour protéger son flanc droit par des machines de guerre, l'autre flanc étant accoudé à la rivière. Les six légions de la campagne contre les Helvètes puis contre les Germains sont alignées devant le camp (les VII, VIII, IX, X, XI et XII), les deux dernières étant mis en réserve (les XIII et XIV). Face à lui, Galba organise ses troupes en plusieurs lignes. Un marais peu étendu sépare les deux armées. Après quelques combats de cavalerie, César fait rentrer ses troupes dans le camp, poussant ainsi les Belges à passer à l'attaque, et à tenter de traverser l'Axona pour prendre à revers l'armée romaine, ou encore s'emparer du fort de Quintus Titurius Sabinus, voire de ravager le territoire des Rèmes et de couper ainsi le ravitaillement du camp de César.
Le proconsul rejoint alors Titurius Sabinus de nuit, avec toute sa cavalerie, ainsi que les Numides, les archers et les frondeurs, et prend par surprise une troupe belge essayant de traverser la rivière. À la suite de ces pertes, à l'impossibilité de s'emparer du fort de Titurius Sabinus, ou à couper le ravitaillement, les Belges décident de se retirer sur leurs terres, quand ils apprennent l'arrivée des Éduens de Diviciacos qui ravageaient leurs terres. Avant minuit, les Belges quittent le champ de bataille et César attend l'aube, croyant à une ruse, avant d'envoyer la cavalerie romaine et trois légions menées par Titus Labienus poursuivre l'armée ennemie et lui infliger de sévères pertes, sans grande résistance. Ainsi se termine la bataille de l'Aisne, sans véritable combat, mais de très importantes pertes belges lors de leur retraite qui se transforme en massacre quand les légions les rattrapent durant toute la journée suivante,.

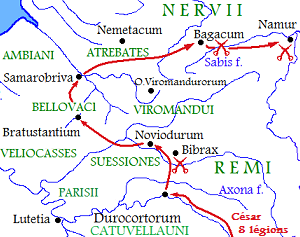
Campagne de César contre les Belges (détail de la carte de la Gaule en -57).

Le lendemain, César, avant que les ennemis retrouvent le moral à la suite du récent massacre, conduit son armée sur les terres des Suessions, et marche sur leur principal oppidum (Noviodunum (« nouvelle ville » en celte), aujourd'hui près de Soissons et Pommiers). Il tente un assaut contre la ville qui manque de garnison, mais échoue et prépare un siège. Les restes des Suessions de l'armée belge parviennent à intégrer la ville avant que César puisse établir ses machines de siège. Mais, effrayé par la technique et la promptitude des Romains dans les travaux de siège, ainsi que de l'ampleur de ces derniers, Galba offre la soumission de son peuple, donnant ses deux fils pour otage et déposant les armes. César consent à laisser la vie sauve aux Suessions, sur l'insistance des Rèmes.
Le proconsul reprend donc sa marche vers le pays des Bellovaques et sa capitale Bratuspantium (localisation inconnue, peut-être Beauvais ou aux environs). Cette fois-ci, ce sont les Éduens, par l'intermédiaire de Diviciacos, qui intercèdent en faveur de ce peuple, en les décrivant comme d'honnêtes alliés qui se sont rebellés, car trompés par leurs chefs. César accepte les demandes de son fidèle allié Diviciacos, et accepte la soumission des Bellovaques, en échange de 600 otages. Ensuite, le général romain marche contre les Ambiens qui se soumettent aussitôt, puis le proconsul apprend que les Nerviens mènent une nouvelle coalition. Après trois jours de marche, César s'approche de la rivière Sabis (aujourd'hui la Selle ou la Sambre) où il apprend qu'une grande armée composée de Nerviens, Atrébates et Viromanduens l'y attendent. Les Aduatuques sont en chemin pour rejoindre les troupes belges, mais n'arriveront pas à temps.

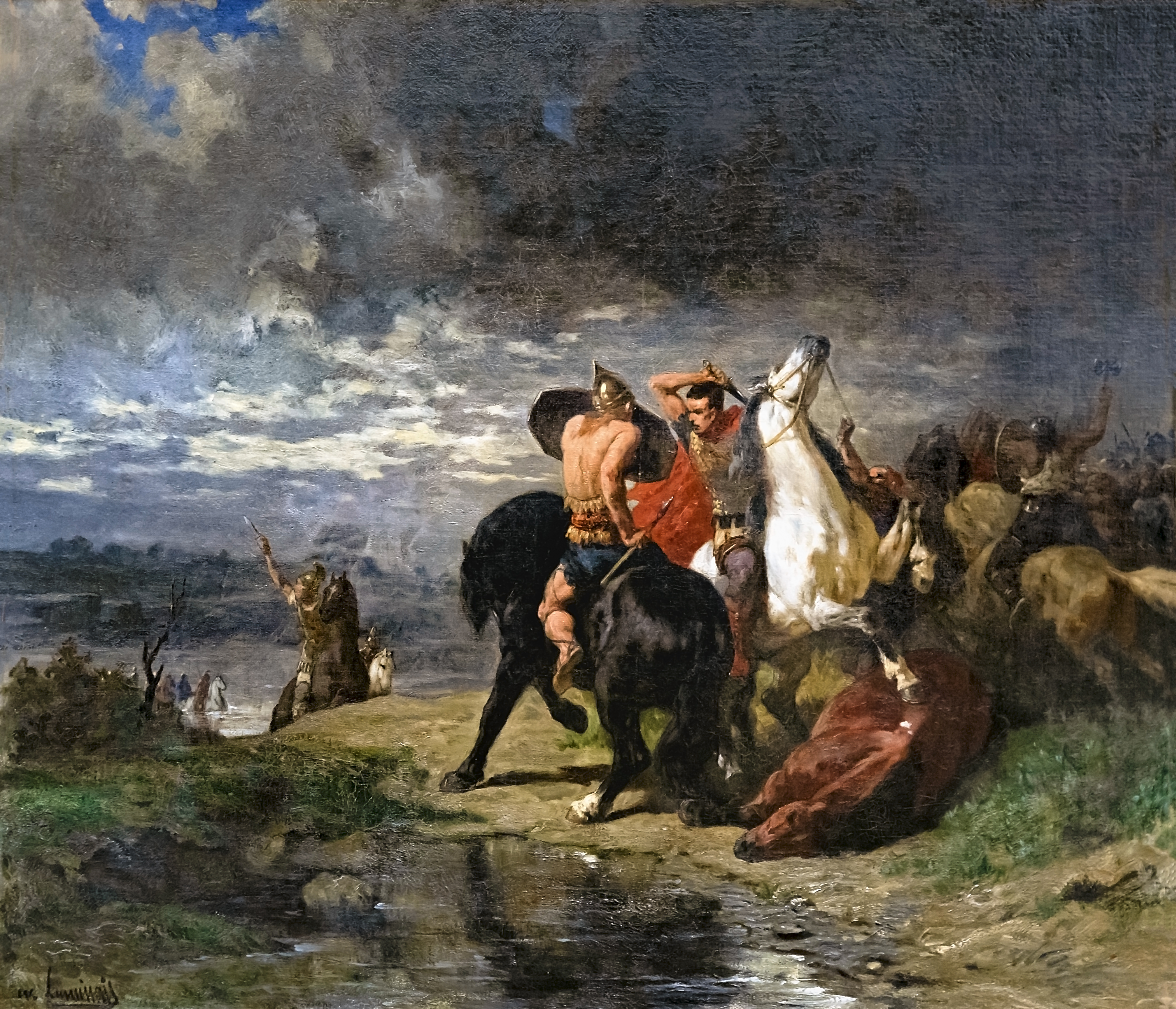
Combat de Romains et de Gaulois par Évariste-Vital Luminais, musée des Beaux-Arts de Carcassonne.

César établit son camp sur une colline face à celui des Belges, séparés par la rivière Sabis. Il mène l'armée avec ses six légions vétéranes (les VII, VIII, IX, X, XI et XII), les deux dernières levées protègent les bagages de l'armée qui suivent (les XIII et XIV). La cavalerie romaine, accompagnée par les frondeurs et les archers traversent la rivière et engagent le combat contre la cavalerie ennemie, qui recule. Pendant ce temps, César et ses six légions fortifient leur camp, et c'est alors que l'armée ennemie entière sort des bois et charge la cavalerie et l'infanterie légère romaine, qui sont mises en déroute. Dans leur élan, ils passent à leur tour la rivière pour attaquer les soldats en train de travailler sur le camp. Devant une telle situation, où l'ennemi tombe sur l'armée de César qui n'est pas prête, les lieutenants et les soldats réussissent à former quelques lignes avant le premier choc. Une grande partie des soldats n'est pas totalement équipée, faute de temps, et César et ses lieutenants parent au plus pressé, quelque peu dans le désordre, mais soutiennent le choc. Sur l'aile gauche de l'armée, les neuvième et dixième légions tombent sur les Atrébates à bout de souffle, et les repoussent promptement dans la rivière, perpétrant un massacre. Au centre, les huitième et onzième légions repoussent à leur tour l'ennemi, les Viromanduens, dans la rivière, laissant l'aile droite et le camp en position dangereuse.
Le gros de l'armée, composé des Nerviens de Boduognatos, entoure les deux dernières des six légions de la première ligne et s'empare du camp romain, mettant en fuite les aides de camp, la cavalerie et l'infanterie légère déjà battues, ainsi que les troupes auxiliaires gauloises. César appelle alors les deux dernières légions, préposées aux bagages, et Titus Labienus, qui s'empare du camp ennemi avec les quatre légions victorieuses. Ce dernier en renvoie une, la dixième, sauver l'armée de César et prendre à revers l'armée ennemie. Celle-ci, entourée, ne lâche que peu de terrain et résiste jusqu'à la mort. La bataille du Sabis voit presque la disparition du peuple des Nerviens, et de très importantes pertes du côté romain. Selon César, seuls 500 combattants belges survivent, sur les 60 000 au départ, et il accepte la soumission du reste de la population belge, qu'il autorise à retourner sur leurs terres,.

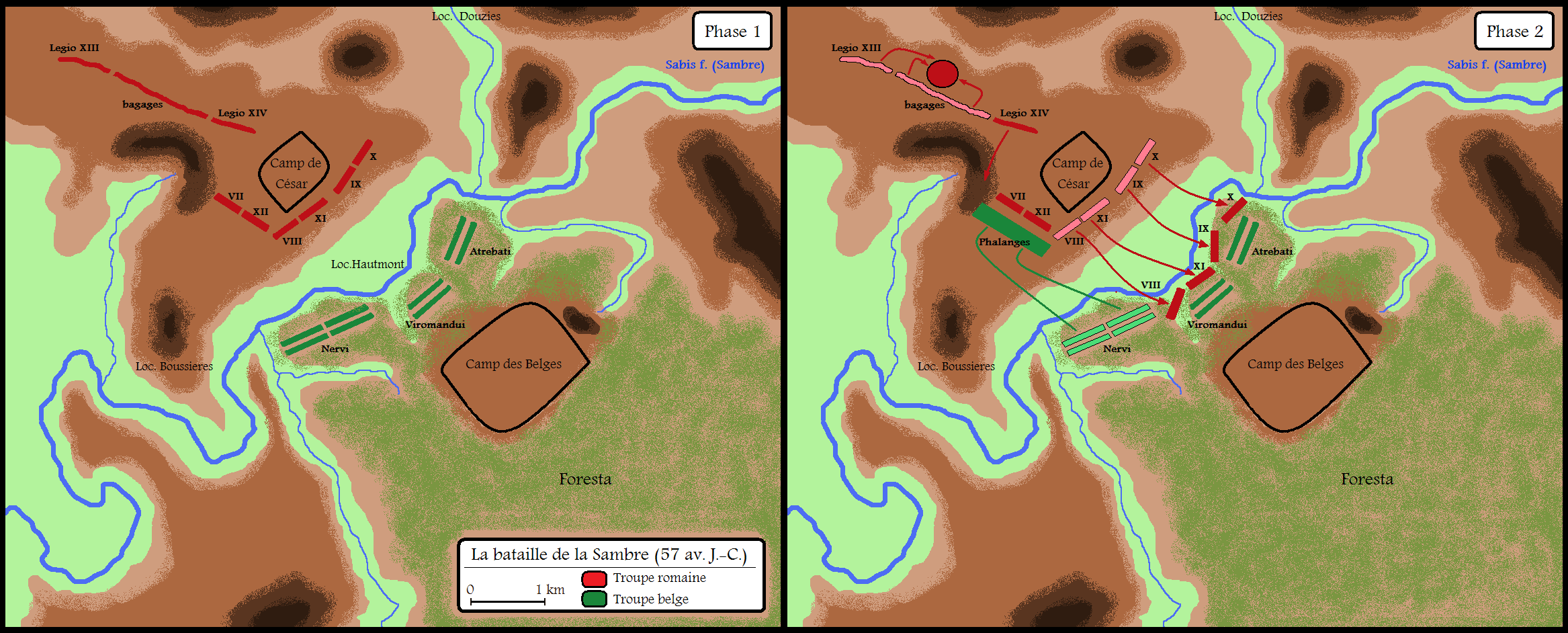
Bataille du Sabis opposant l'armée des Nerviens, Atrébates et Viromanduens aux légions de César et de son lieutenant Labienus.

Les Aduatuques font demi-tour quand ils apprennent le désastre de leurs alliés, et se retirent dans une unique place, fortifiée par la nature. César marche alors sur cette ville, et quelques petits combats ont lieu aux alentours, jusqu'à ce que les Romains fortifient leur camp, puis préparent les machines de guerre. Celles-ci impressionnent tellement les Belges qu'ils acceptent de se soumettre. Mais, une fois la nuit tombée, nombre de guerriers avaient gardé leurs armes et se lancent dans une attaque désespérée, se battant avec courage, mais mourant sous les coups des Romains plus nombreux et fortifiés : 4 000 d'entre eux meurent cette nuit-là, les quelques autres rejoignant la ville, qui est réduite à l'esclavage ; 53 000 Belges seront vendus comme esclaves. C'est le dernier peuple belge à être soumis par César. Le récit de César, notamment la traîtrise des Belges, n'est pas du tout remis en cause par Carcopino.
À la fin de ces opérations, toute la Gaule belgique, y compris les terres des Nerviens, Aduatuques, Viromanduens, Atrébates et Éburons, sont sous contrôle romain. César, ayant pacifié quasiment entièrement la Gaule après ces deux campagnes militaires, reçut des députés de peuples des deux rives du Rhin, souhaitant se soumettre à la puissance romaine. César, qui doit continuer ses fonctions d'administrateur d'Illyrie et de Gaule cisalpine, remet à plus tard les rencontres et retourne en Italie. Il met les légions en quartier d'hiver chez les Carnutes et les Turones, nations voisines des dernières guerres,.
Ayant besoin que ses exploits en Gaule soient connus et reconnus à Rome, et souhaitant aussi montrer le chemin qu'il reste à faire et son propre génie militaire, César publie deux premiers livres résumant ces deux premières campagnes, ceux-là mêmes qui aujourd'hui nous sont parvenus.
Le Sénat de la République romaine décrète pour ses victoires quinze jours d'actions de grâces aux dieux,.

#### Conquête de la côte atlantique
Alors que César termine de réduire les Belges à la soumission, Publius Crassus, fils du triumvir Marcus Licinius Crassus, est envoyé avec une seule légion (la VII, qui revient de Gaule belgique) contre les Vénètes, Unelles, Osismes, Coriosolites, Esuvii, Aulerques et Riedones, qui sont des peuples maritimes de la côte Atlantique (aujourd'hui de la Normandie à la Garonne) et les soumet. Il hiverne avec la septième légion chez les Andécaves.

#### Bataille dans les Alpes
À l'automne de l'an 57 av. J.-C., Servius Sulpicius Galba est envoyé par César avec une légion (la XII, elle aussi de retour de Gaule belgique) et une partie de la cavalerie pour ouvrir un chemin à travers les montagnes, chez les Nantuates, les Véragres et les Sédunes, dont le territoire s'étend depuis le pays des Allobroges, le lac Léman et le Rhône jusqu'aux Hautes-Alpes. Après quelques heureux combats et la prise de plusieurs forteresses, la paix est signée avec les Nantuates. Il laisse derrière lui deux cohortes en cantonnement. Il poursuit jusqu'au pays des Véragres. Parvenus au vicus d'Octodure (aujourd'hui Martigny, en Valais), les Romains repoussent les Gaulois au-delà de la rivière qui sépare le bourg en deux et commencent à installer leurs quartiers d'hiver dans la vallée laissée vide. L'armée romaine hiverne alors dans cette ville, contrôlant ainsi le passage stratégique du col du Grand-Saint-Bernard.
Quelques jours après leur installation, à la grande surprise des Romains, une multitude de guerriers Véragres, aidés par leurs voisins les Sédunes, se sont massés sur les hauteurs et harcèlent le camp romain de leurs flèches. Après 6 heures de combat, les Gaulois forcent les retranchements et comblent le fossé. Les troupes romaines sont épuisées et à court de munitions. Une sortie est tentée et le combat tourne rapidement à l'avantage des Romains qui auraient massacré 10 000 guerriers gaulois, mettent les autres en fuite et brûlent toutes les maisons du bourg. Craignant que ses ennemis se réorganisent après la bataille d'Octodure, Galba ramène sa légion chez les Allobroges pour y passer l'hiver, ce qui est sans doute le signe d'une bataille moins décisive que le récit de César veut nous le faire croire.

### Année 56 av. J.-C.: Armoricains et Aquitains

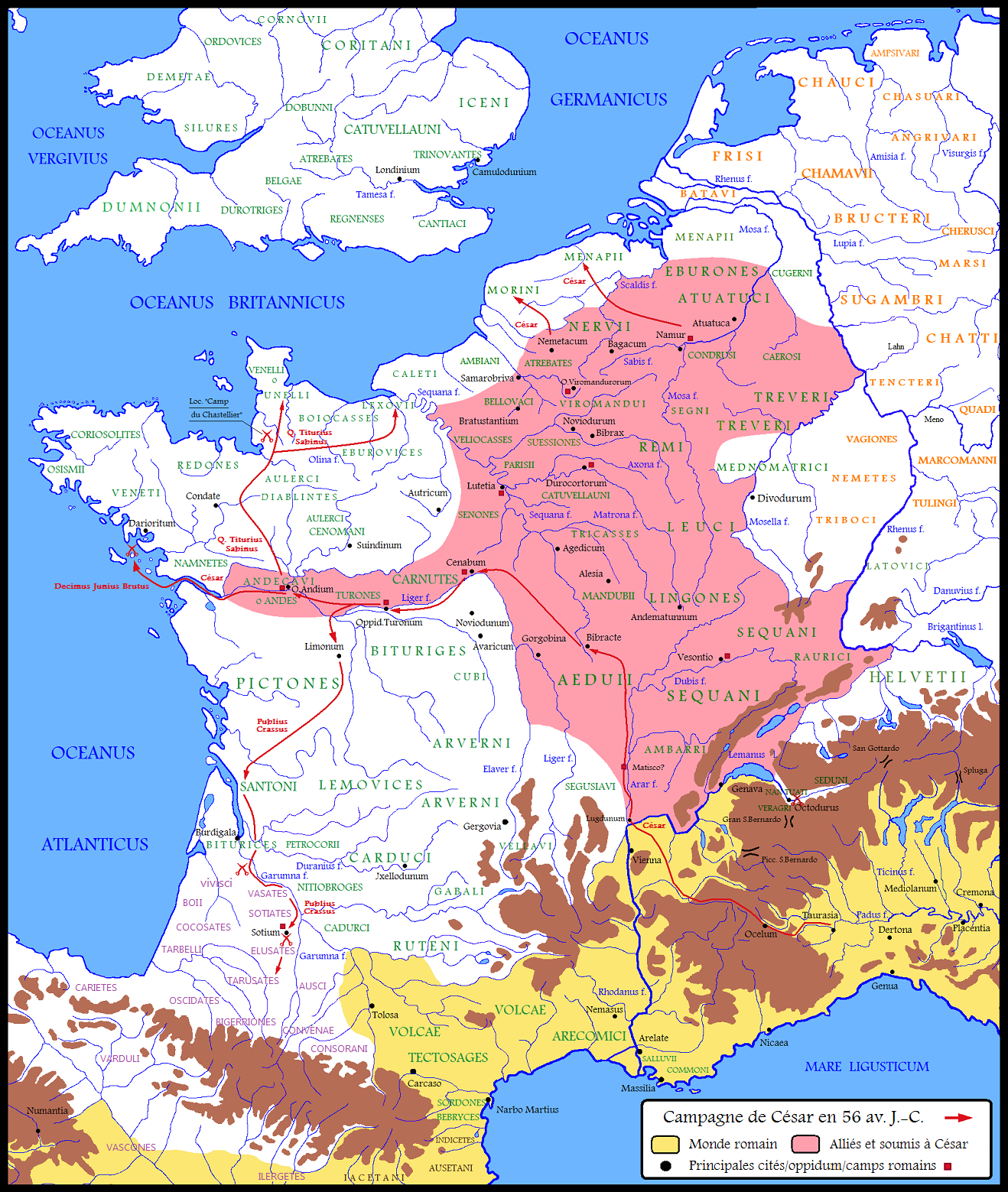
La campagne de César en -56

#### Campagne contre les Vénètes
Publius Crassus a donc pris ses quartiers d'hiver avec la septième légion chez les Andes, peuple de la côte atlantique (aujourd'hui aux environs d'Angers). Manquant de ravitaillement, il envoie des préfets et des tribuns militaires en quémander chez les peuples voisins, les Ésuviens, les Coriosolites et les Vénètes (Vannes). Ces derniers sont les plus puissants de toute la côte maritime, possédant un grand nombre de navires pour communiquer avec la Bretagne. Les Vénètes contrôlent ainsi tout le commerce maritime de la région. Ce sont eux qui déclenchent la rébellion des peuples armoricains, en retenant les délégués romains, ce qui enflamme tous les autres peuples contre Rome. Ils demandent aux Romains qu'on leur rende leurs otages en échange des envoyés romains. Les causes de cette révolte sont sans doute que les Vénètes, qui sont le peuple maritime gaulois le plus puissant, voient d'un mauvais œil la domination grandissante des Romains et craignent qu'ils ne rivalisent avec leur puissance maritime et commerciale.
César, qui se trouve alors en Italie où il renforçait le premier triumvirat à Lucques et qui croyait la Gaule pacifiée, ordonne la construction d'une flotte sur la Loire, qui se jette dans l'Atlantique, et de mobiliser des marins. La nouvelle coalition gauloise menée par les Vénètes se prépare à la colère de César, et mobilise les Osismes, Lexoviens, Namnètes, Ambilatres, Morins, Diablintes et Ménapiens, ainsi que quelques Bretons. Conscients qu'ils vont devoir se battre contre les Romains, les Gaulois comptent profiter de leur science maritime, du grand nombre de leurs navires lourds, adaptés aux conditions atmosphériques difficiles de l'Atlantique, du manque de provisions des Romains, et surtout de leur connaissance de la configuration géographique locale (le Golfe du Morbihan) : côte très disséquée parsemée d'îles nombreuses offrant de nombreux abris qu'ils connaissent bien, abers barrant les gués à marée haute, ports rares et disséminés. Le proconsul romain, qui n'est pas de retour en Gaule avant la fin du mois d'avril, déploie son armée afin d'occuper tous les territoires soumis et éviter de voir la rébellion se propager hors de l'Armorique.
- Titus Labienus, avec la cavalerie, est envoyé chez les Trévires, sur le Rhin. Il doit maintenir la paix en Gaule belgique et empêcher toute action des Germains ;
- Publius Crassus, avec 12 cohortes et des cavaliers, est envoyé en Aquitaine, pour empêcher cette nation d'envoyer des secours à la Gaule ;
- Quintus Titurius Sabinus, avec trois légions, est envoyé chez les Unelles, les Coriosolites et les Lexoviens pour tenir ces peuples en respect ;
- Decimus Junius Brutus Albinus, avec la flotte et les vaisseaux gaulois, chez les Vénètes.

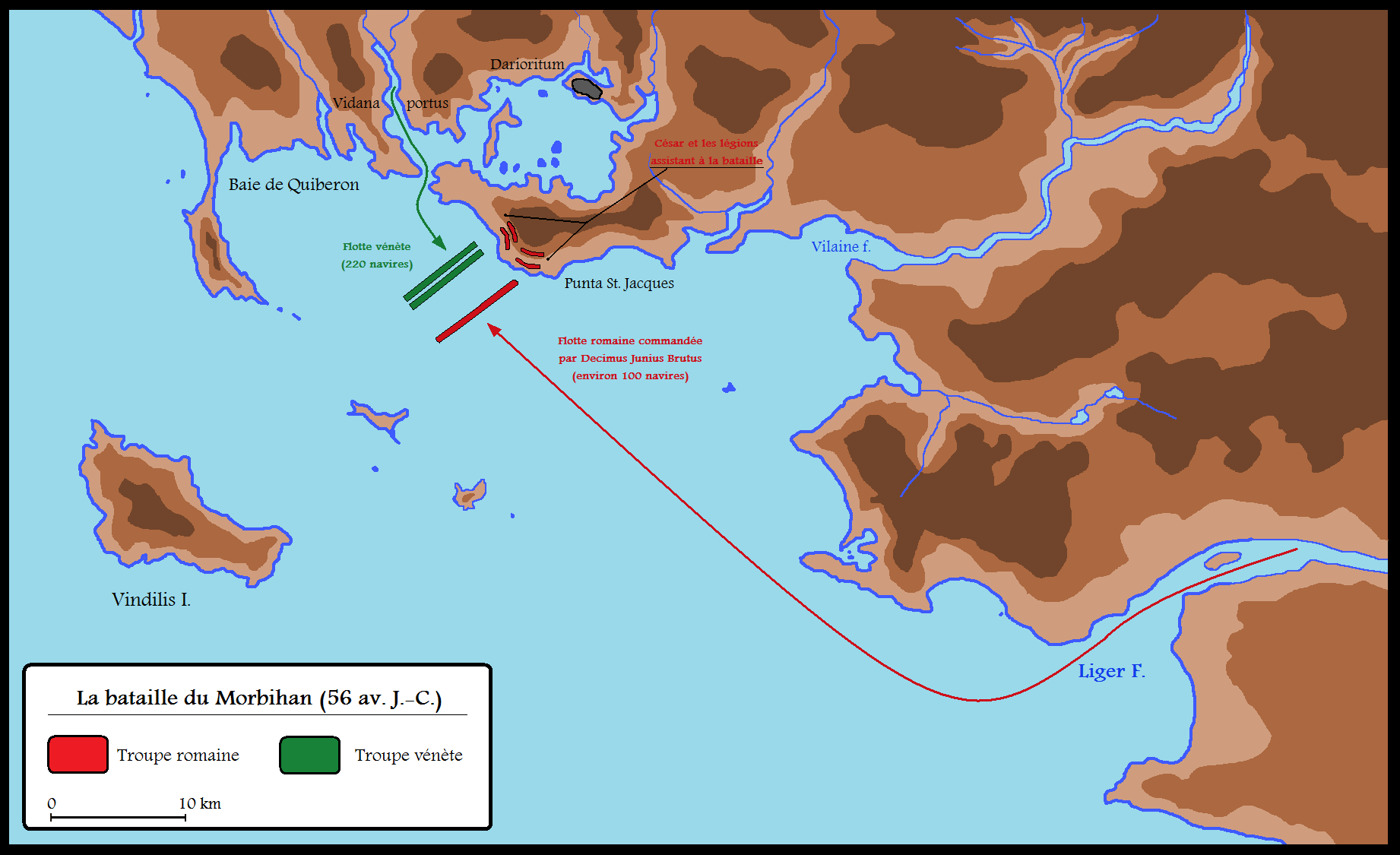
La bataille navale du Morbihan a opposé Decimus Junius Brutus à une flotte vénète dans la baie de Quiberon.

Les Pictons, Santons et d'autres pays pacifiés ont envoyé aux Romains une flotte, et César marche sur l'Armorique avec des troupes pour mener la campagne contre les peuples rebellés au côté de Junius Brutus. Les villes des Vénètes sont construites sur de petites péninsules ou des promontoires, inaccessibles depuis la terre, et très difficilement par voie maritime. César se rend vite compte que les sièges sont vains et décide de mener une bataille navale.
La flotte romaine d'une centaine de navires, commandée par Junius Brutus, fait face à 220 gros navires gaulois. L’affrontement a lieu l'été, dans un espace maritime limité par Houat, Hœdic, l’île Dumet, Sarzeau et l’entrée du golfe, dans la baie de Quiberon. Les projectiles tirés des navires romains ne peuvent atteindre les navires gaulois, beaucoup plus hauts, alors que les Gaulois peuvent attaquer facilement les Romains. Le seul moyen d'attaque des Romains, une sorte de faux utilisée pour sectionner les voiles et immobiliser les navires vénètes, les rendant ainsi impuissants et permettant aux soldats romains plus aguerris d'envahir les bateaux, se révèle cependant très efficace. Lorsque le vent tombe alors que les Gaulois commencent à battre en retraite, ces derniers se retrouvent sans moyen d'attaque maritime : ils sont vaincus pendant la bataille navale du Morbihan,.
Une fois leur flotte détruite, les Celtes n'ont plus les moyens de lutter et se rendent, ce qui met fin à la guerre des Vénètes. César, vainqueur, fait alors exécuter tous les membres du Sénat vénète, le reste de la population est déporté et réduit en esclavage.

#### Campagne contre les Unelles

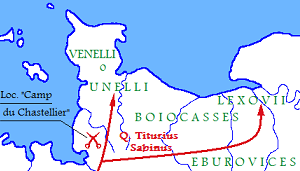
Campagne de Titurius Sabinus contre les Unelles (Détail de la carte de la Gaule en -56).

Tandis que la guerre des Vénètes bat son plein, Quintus Titurius Sabinus arrive sur les terres des Unelles (l'actuelle Normandie, près d'Avranches) avec trois légions. Viridorix mène une rébellion contre les Romains, s'alliant avec les Aulerques Éburovices et les Lexoviens. Ces derniers unissent une importante armée qui va tous les jours devant le camp romain, mais le lieutenant refuse d'engager le combat. Il a plutôt recours à un subterfuge, faisant croire à ses ennemis qu'il est terré par la peur et que César est battu par les Vénètes. Viridorix mène alors précipitamment l'armée gauloise contre les murs du camp romain, et la bataille s'engage entre les troupes romaines fraîches, et les Gaulois à bout de souffle. Quintus Titurius Sabinus met en déroute l'armée ennemie et reçoit la soumission de toutes les villes de la région,.

#### Campagne contre les Aquitains

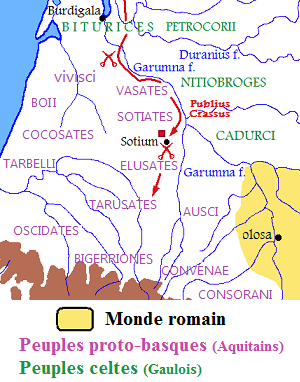
Campagne de Publius Crassus contre les Aquitains (détail de la carte de la Gaule en -56).

De son côté, Publius Crassus, toujours à la même époque, rejoint l'Aquitaine, qui représente le tiers de la Gaule au vu de sa population et de sa superficie. Quelques années auparavant, le général Lucius Valerius Preconinus y est mort lors d'une défaite du proconsul Lucius Manlius. Après avoir pris de nombreuses précautions, renforcé son armée, tant en hommes qu'en ravitaillement, le jeune lieutenant pénètre sur le territoire des Sotiates, qui rassemblent une armée et prennent les Romains dans une embuscade. Ces derniers réussissent à inverser la tendance et à faire fuir l'armée ennemie. Publius Crassus ne perd pas de temps et met le siège devant leur capitale. Malgré de nombreuses tentatives, ils ne peuvent briser le siège et acceptent finalement de capituler.
Une fois les otages et les armes reçus, le lieutenant marche sur les terres des Vasates et des Tarusates. Les peuples aquitains s'unissent et appellent des civitas d'Hispanie citérieure à leur aide. Publius Crassus, à la tête d'une armée peu nombreuse, cherche immédiatement le combat pour détruire l'armée ennemie avant qu'elle ne soit complète. Mais les Aquitains refusent le combat, attendent les renforts, et bloquent le ravitaillement des Romains. Ces derniers, menés par leur jeune commandant, partent à l'assaut du camp ennemi, bien qu'en sous-nombre. Les troupes romaines butent sur les fortifications du camp, mais un petit corps arrive à pénétrer dans le camp par un détour, et prend les ennemis à revers, qui sont vaincus.
La majeure partie de l'Aquitaine se soumet alors à Crassus, et parmi ces peuples, il y a : les Tarbelles, Biguerres, Ptianii, Vasates, Tarusates, Elusates, Gates, Ausques, Garunni, Suburates, et Cocosates. Carcopino souligne l'exploit du fils du triumvir, qui avec seulement douze cohortes et l'alliance de quelques cités gauloises, conquiert un immense pays.

#### Campagne contre les Ménapes et les Morins
À la fin de l'été, alors que Publius Crassus soumet l'Aquitaine, César, voyant la Gaule pacifiée hormis les Ménapiens et les Morins, qui refusent de se soumettre mais restent pacifiques, marche contre eux avec trois/quatre légions. Ces derniers usent d'une nouvelle tactique, en se repliant dans les forêts et les marais, et attaquant par surprise, sans grand succès. La météo empêchant César de combattre l'ennemi, il ravage le pays et ramène l'armée qu'il met en quartiers d'hiver chez les Aulerques, Lexoviens, et les autres peuples qui se sont récemment soulevés,.

### Année 55 av. J.-C.: Germains et Bretons

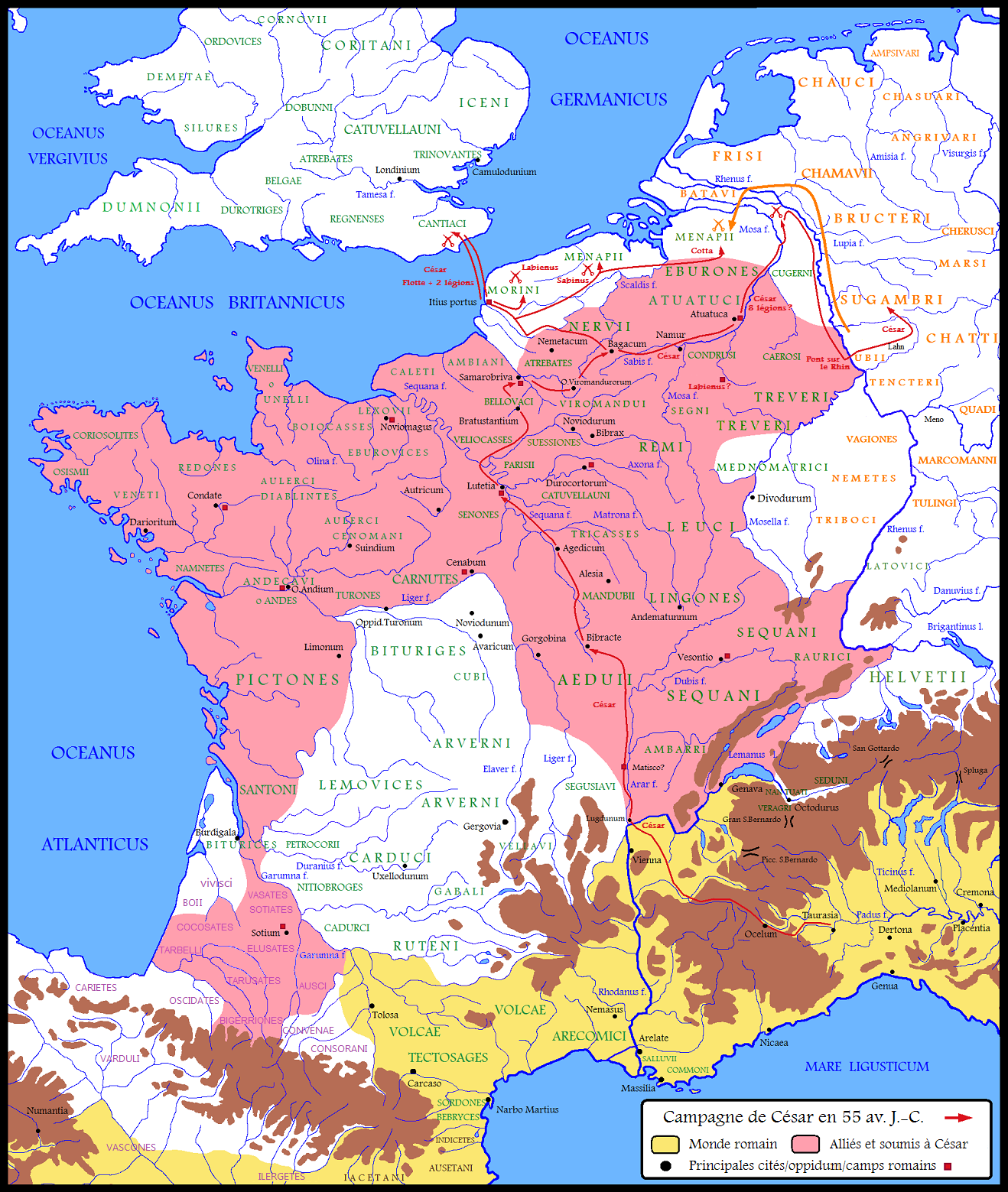
La campagne de César en -55

#### Campagne contre les Usipètes et les Tenctères
Les Usipètes et les Tenctères errent depuis trois ans en Germanie après avoir été chassés de leur territoire par les Suèves, Harcelés par ces derniers, ils gagnent le territoire des Ménapiens dans la basse vallée du Rhin. Devant cette intrusion, les Ménapiens établis de part et d'autre du fleuve doivent se replier sur sa rive gauche. Après que la cavalerie des Usipètes et Tenctères ayant simulé une retraite a défait les Ménapiens, les deux nations victorieuses, composés de très nombreux non-combattants, s'établissent sur la rive droite du Rhin.
Jules César décide de rejoindre son armée en Gaule belgique au plus vite pour marcher contre cette nouvelle menace (430 000 âmes selon César et Appien, que l'on peut aisément réduire). Carcopino souligne que César déclare se porter au secours des Ménapiens, peuple dont il a ravagé les terres quelques mois plus tôt, sous prétexte qu'ils ne s'étaient pas soumis.
Des négociations commencent, les Germains voulant des terres contre la paix, et César leur proposant celles des Ubiens, eux aussi menacés par les Suèves. Une trêve est rapidement conclue. Mais à peine les deux nations se mettent d'accord, que la cavalerie romaine (5 000 hommes) est attaquée par celle ennemie largement inférieure en nombre (800 cavaliers), et mise en déroute. César aligne immédiatement ses légions en ordre de bataille, en trois lignes, et attaque à son tour par surprise l'armée ennemie, sans chef, car ils ont été arrêtés quelque temps auparavant au camp de César, et massacre les deux peuples, hommes, femmes et enfants, les forçant à fuir au confluent du Rhin et de la Meuse. Il libère cependant ceux qu'ils avaient fait prisonniers,,,.
Selon Appien, qui s'appuie sur l'historien Canusius Geminus du Ier siècle av. J.-C., Caton, implacable ennemi de César et grand ami de son co-consul de 59 av. J.-C., Marcus Calpurnius Bibulus, propose au Sénat « de livrer aux barbares César comme l'auteur d'un acte exécrable envers des députés »,. En effet, non seulement il a retenu les députés qui venaient expliquer l'attaque de 800 des leurs contre la cavalerie romaine bien plus nombreuse, mais a ensuite immédiatement marché contre la population germaine pour massacrer toute âme qui vive, sous prétexte d'une escarmouche ennemie. La réaction semble démesurée par rapport à l'attaque subie. Carcopino, quant à lui, souligne que César a refusé toute trêve et que c'est à la suite de cela que sa cavalerie a été repoussée, déclenchant le massacre de la population germaine, dont l'historien blâme César. Il juge son action d'une « abominable cruauté ».

#### Traversée du Rhin
César décide alors de passer le Rhin, car il veut leur inspirer des craintes dans leur propre pays, et ainsi les décourager de vouloir s'établir en Gaule et montrer que Rome est capable de traverser ce fleuve. De plus, le gros de la cavalerie des Usipètes et des Tenctères, qui ravageaient des terres lors du massacre de leur peuple, s'est jointe aux Sugambres au-delà du Rhin. César demande à ce peuple de lui livrer ces cavaliers, mais ces derniers refusent arguant du fait que la domination romaine s'arrête au Rhin. En plus, les Ubiens, seul peuple d'outre-Rhin à être un « ami des Romains », en appellent à César contre les Suèves de plus en plus entreprenants.

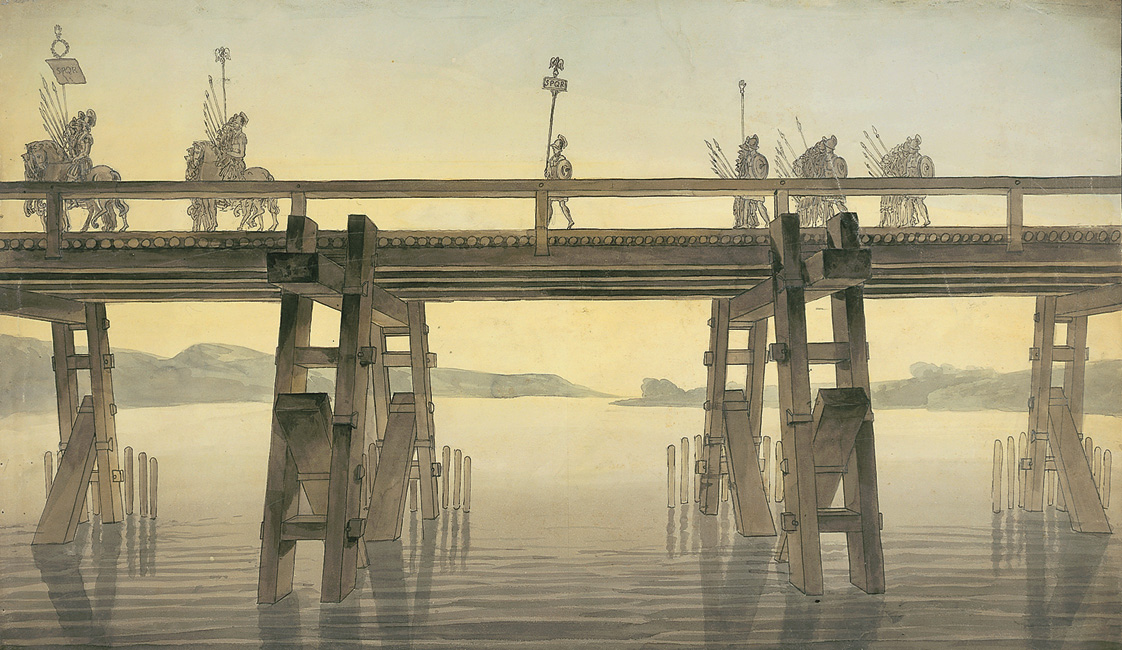
Pont de César sur le Rhin.

Le proconsul, ainsi décidé pour toutes ces raisons à traverser le fleuve, fait construire un pont sur le Rhin, le premier de l'histoire selon Suétone. Ce fleuve rend extrêmement difficile la construction d'un pont à cette époque, à cause de sa largeur, de sa profondeur et de son débit. César choisit pour cela l'endroit où le fleuve est le plus large, mais surtout le moins profond et où le débit reste raisonnable. Par une prouesse technique remarquable, les Romains réussissent à bâtir le pont en seulement dix jours,,.
Une fois le pont achevé, César et son armée le traversent et marchent sur le pays des Sugambres, laissant une forte garnison pour le pont. Les Sugambres, et les cavaliers des Usipètes et des Tenctères, abandonnent alors leurs terres, surpris de l'arrivée des Romains en Germanie. Le proconsul ravage le pays ennemi puis se rend chez les Ubiens pour faire face aux Suèves. Mais une fois que ces derniers ont réuni leur armée en plein milieu de leur territoire pour y attendre César, ce dernier, se disant satisfait de sa campagne outre-Rhin, retourne en Gaule après seulement dix-huit jours de campagne, sans avoir combattu, et fait rompre le pont,. Il se peut qu'une autre raison fasse que César abrège à ce point sa campagne contre les Germains, ne passant pas beaucoup plus de temps en Germanie qu'à construire le pont pour s'y rendre.

#### Première expédition en Bretagne
Quoique l'été tire à sa fin, César décide d'une expédition en Bretagne, car ils ont souvent envoyé des contingents aux ennemis gaulois de Rome. Le proconsul souhaite aussi cette expédition car il ne connaît rien des habitants de cette île, ni de l'île elle-même, et veut découvrir cela en allant sur place, même si le temps n'est pas suffisant pour une campagne militaire. Caius Volusenus et Commios, le roi des Atrébates, sont envoyés sur place tandis que César et son armée se rendent chez les Morins, qui détiennent les territoires les plus proches des îles Britanniques, avec la ville de Portus Itius (ou Gesoriacum, l'actuel Boulogne-sur-Mer). Ayant reçu la soumission de quelques peuples bretons en Gaule même, ainsi que des Morins, il réunit sa flotte et disperse ses légats et ses hommes dans la région : Quintus Titurius Sabinus et Lucius Aurunculeius Cotta chez les Ménapiens et les Morins, qui n'ont pas encore amené tous les otages promis et Publius Sulpicius Rufus à la garde du port.

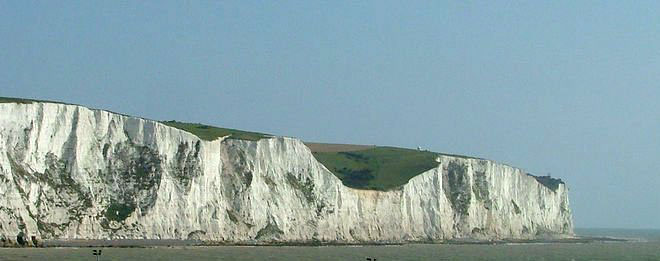
Les « falaises blanches de Douvres ».

Ces dispositions prises, César traverse la Manche avec deux légions (les VII et X) et jette l'ancre au large des falaises de Douvres, sur lesquelles les Bretons se sont réunis, empêchant tout débarquement des Romains. César tente alors un débarquement sur une plage plus loin sur la côte, mais y retrouve les Bretons. Ceux-ci luttent sur la terre ferme tandis que les Romains se battent dans l'eau, et le combat tourne au désastre. Finalement, usant des machines de guerre des navires ainsi que des tirailleurs, les Romains repoussent les Bretons, notamment grâce au courage de l'aquilifer de la dixième légion qui s'élance contre l'ennemi, et entraînant l'armée avec lui, sauve ainsi les troupes de César d'une débâcle. La lutte est acharnée, mais la victoire revient aux Romains, qui ne peuvent cependant poursuivre leur ennemi, faute de cavalerie, les navires amenant celle-ci n'ayant pas réussi à rejoindre ceux de l'infanterie.
César accepte la soumission des peuples bretons, et, bien que ceux-ci aient fait serment de ne point combattre, demande un grand nombre d'otages, dont une partie lui est livrée rapidement. De leur côté, les navires de la cavalerie pris dans une tempête doivent faire demi-tour, aucun ne pouvant gagner le rivage de l'île. C'est ensuite au tour de la flotte de César d'être en partie détruite, bloquant son armée en Bretagne, sans provisions, puisque César avait prévu d'hiverner en Gaule.

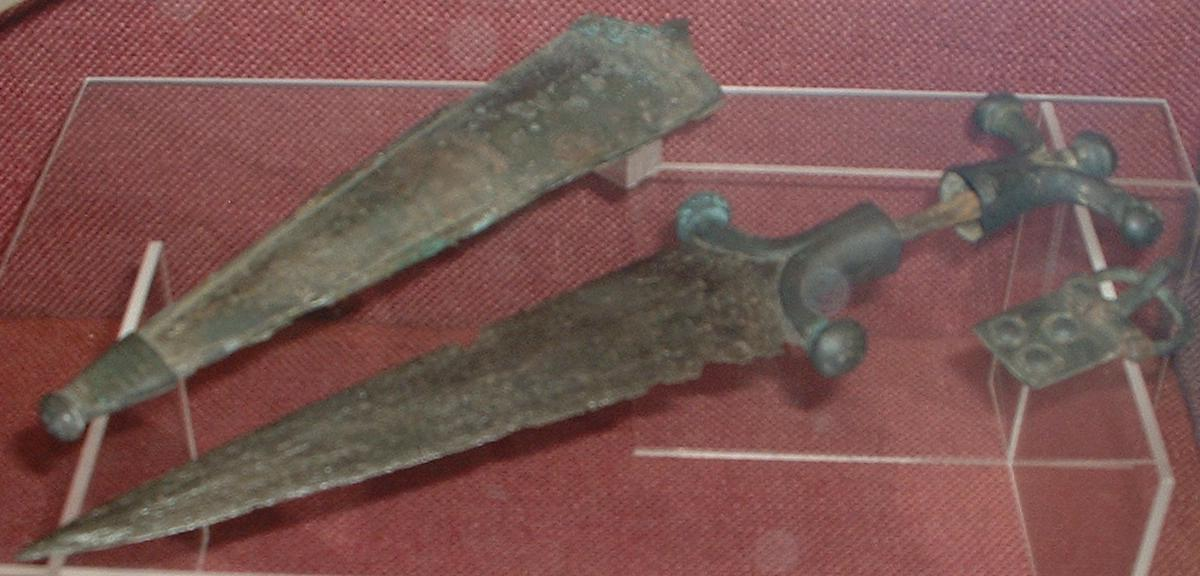
Dagues celtes (Angleterre).

César établit un camp sur l'île. Les Bretons, voyant les Romains en grande détresse, sans navires, ni vivres, ni cavalerie, forment une ligue pour reprendre la lutte. Alors que la septième légion part chercher des vivres, elle est prise dans une embuscade, la cavalerie et les chars bretons infligeant des pertes importantes aux légionnaires. César parvient avec toutes ses autres troupes sur le lieu de l'embuscade, et les Bretons se retirent à la vue de l'armée romaine complète, qui regagne ensuite le camp. L'armée bretonne se renforce de jour en jour, et marche sur le camp romain. Le général romain aligne ses troupes devant son camp, et les Bretons ne peuvent soutenir le choc de l'armée romaine sur un champ de bataille, et sont mis en déroute.
Une nouvelle paix est signée, le nombre d'otages bretons doublé, et finalement l'armée romaine parvient à regagner le continent pour hiverner tardivement dans la saison. Ainsi se termine cette première expédition qui faillit tourner au désastre plusieurs fois à cause de l'ignorance et de l'imprévoyance de son commandant, et du manque de préparation d'une traversée décidée trop tardivement par Jules César, qui a sous-estimé les forces ennemies et celles de la météo et de la mer.

#### Campagne contre les Ménapiens et les Morins

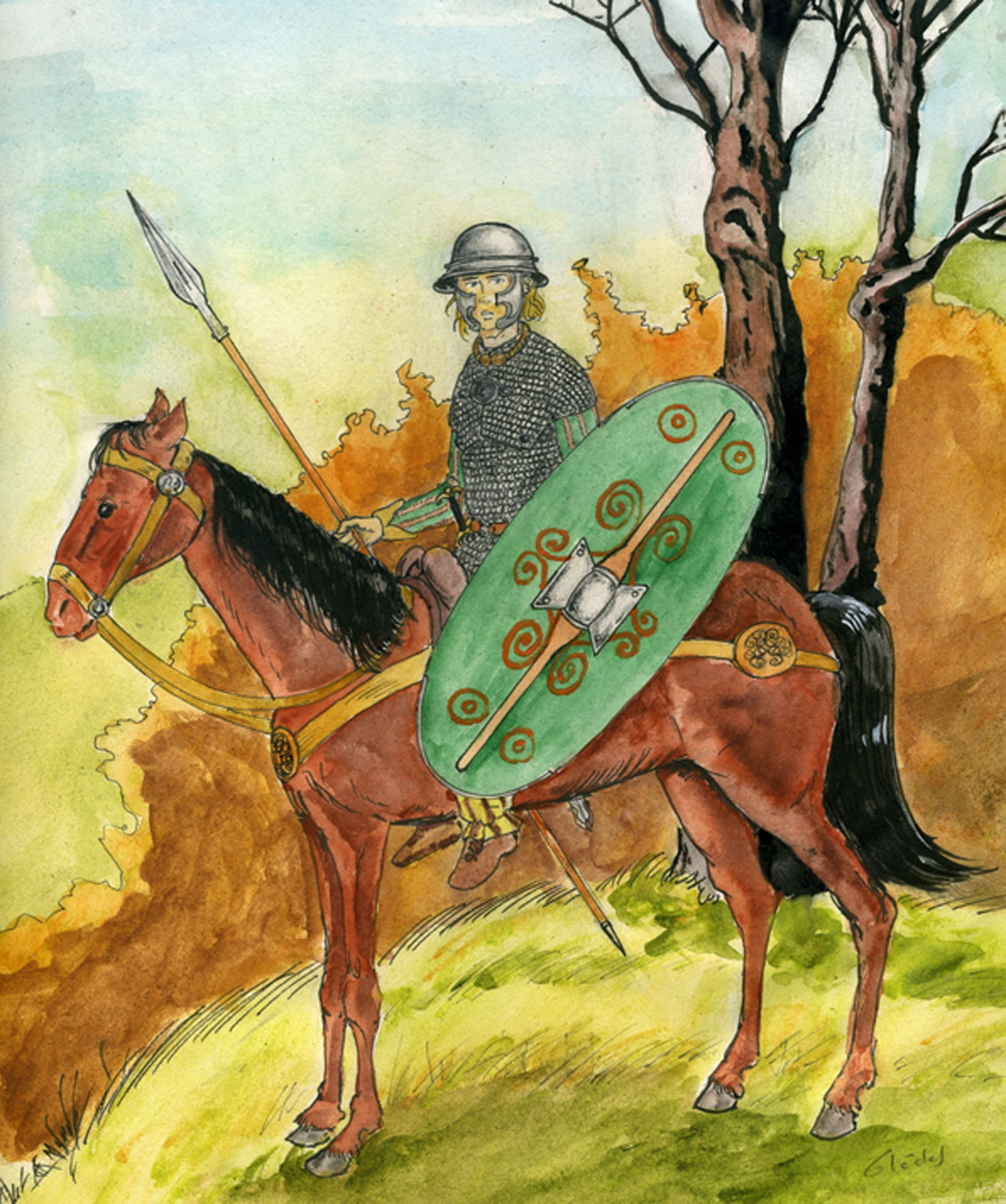
Cavalier celte du

Après le retour de cette première expédition outre-Manche, plusieurs contingents, environ 300 hommes, n'atteignent pas le continent au bon endroit, et doivent rejoindre le camp principal. Ils sont attaqués par traîtrise par les Morins, largement supérieurs en nombre, et résistent quatre heures durant jusqu'à l'arrivée de la cavalerie envoyée par César, qui fait un grand carnage des Gaulois.
Titus Labienus est envoyé avec les légions de Bretagne contre les Morins qui se révoltent. Contrairement à César l'année précédente, le lieutenant réussit à soumettre la région militairement, la météo étant plus clémente que lorsque le proconsul avait tenté en vain de les combattre. Enfin, Quintus Titurius Sabinus et Lucius Aurunculeius Cotta, soumettent aussi les Ménapiens, pour parachever la campagne de Labienus. César établit toutes ses légions en Gaule belgique pour hiverner, et ne reçoit les otages que de deux peuples bretons.
Le Sénat de la République romaine décrète vingt jours d'actions de grâces pour sa campagne militaire, d'abord contre les Germains, sur les deux rives du Rhin, puis pour avoir traversé la Manche et soumis les Bretons, sans lendemain, et les peuples gaulois révoltés,,,,. Il est le premier Romain à franchir le Rhin et à passer en Germanie et aussi le premier à franchir la Manche et à poser le pied sur l'île de Bretagne,.
Les historiens modernes se montrent très critiques envers les deux traversées de César, celle menant en Germanie et celle en Bretagne. Camille Jullian, pourtant très conciliant avec le proconsul, condamne César de vouloir conquérir trop de terres sans pacifier derrière lui celles conquises. Carcopino, toujours plus sévère envers le général, rejette les critiques de Julian concernant ses deux expéditions sans lendemain et donne d'autres raisons qu'une envie de conquête illimitée de la part de César : tout d'abord, et c'est une réussite, César souhaite impressionner le monde romain. Ensuite, il affirme son autonomie en allant sur des terres où les lois romaines ne lui donnent aucun droit, et ensuite à porter hors des Gaules le théâtre de la guerre. Ainsi, il se montre en tant que protecteur des Gaulois, et non conquérant, et soulage quelque temps les Gaulois des charges que font peser les légions sur leurs terres. Enfin, César, par ses campagnes et ses expéditions extraordinaires, s'attache ses soldats et ses concitoyens à jamais. Dans ce même but, il réunit aussi les notes prises pendant les campagnes en deux nouveaux livres qui ont un succès immédiat.
Jules César ordonne à ses lieutenants et à ses troupes, pendant l'hiver 55 av. J.-C., de construire le plus de navires possibles et de réparer les anciens. Lui-même quitte, comme chaque année, la Gaule pour passer l'hiver dans ses provinces, se rendant d'abord en Italie, puis en Gaule cisalpine et en Illyrie, où les Pirustes ravagent la frontière. Ces derniers, après avoir envoyé des otages à César, sont pardonnés.

#### Prorogation du triumvirat et du mandat de César
Dès 56 av. J.-C., Lucius Domitius Ahenobarbus, candidat au consulat soutenu par Caton et par Cicéron, met à son programme la destitution et le remplacement de César. Toujours obligé de se cantonner en Gaule, César réunit à Lucques Crassus, Pompée et tous les sénateurs qui les soutiennent. Ils renouvellent tous trois leur accord et définissent un partage des provinces. Ahenobarbus et Caton sont agressés en plein forum et empêchés de faire campagne. Pompée et Crassus profitent de l’appui de César pour remporter les élections et être élus pour un second consulat en 55 av. J.-C.. Cicéron a des obligations envers Pompée, que celui-ci lui rappelle vertement par l'intermédiaire de son frère Quintus. Cicéron s'incline et soutient la prorogation du gouvernement de César pour cinq nouvelles années,.

### Année 54 av. J.-C.: Bretons, Éburons et Trévires

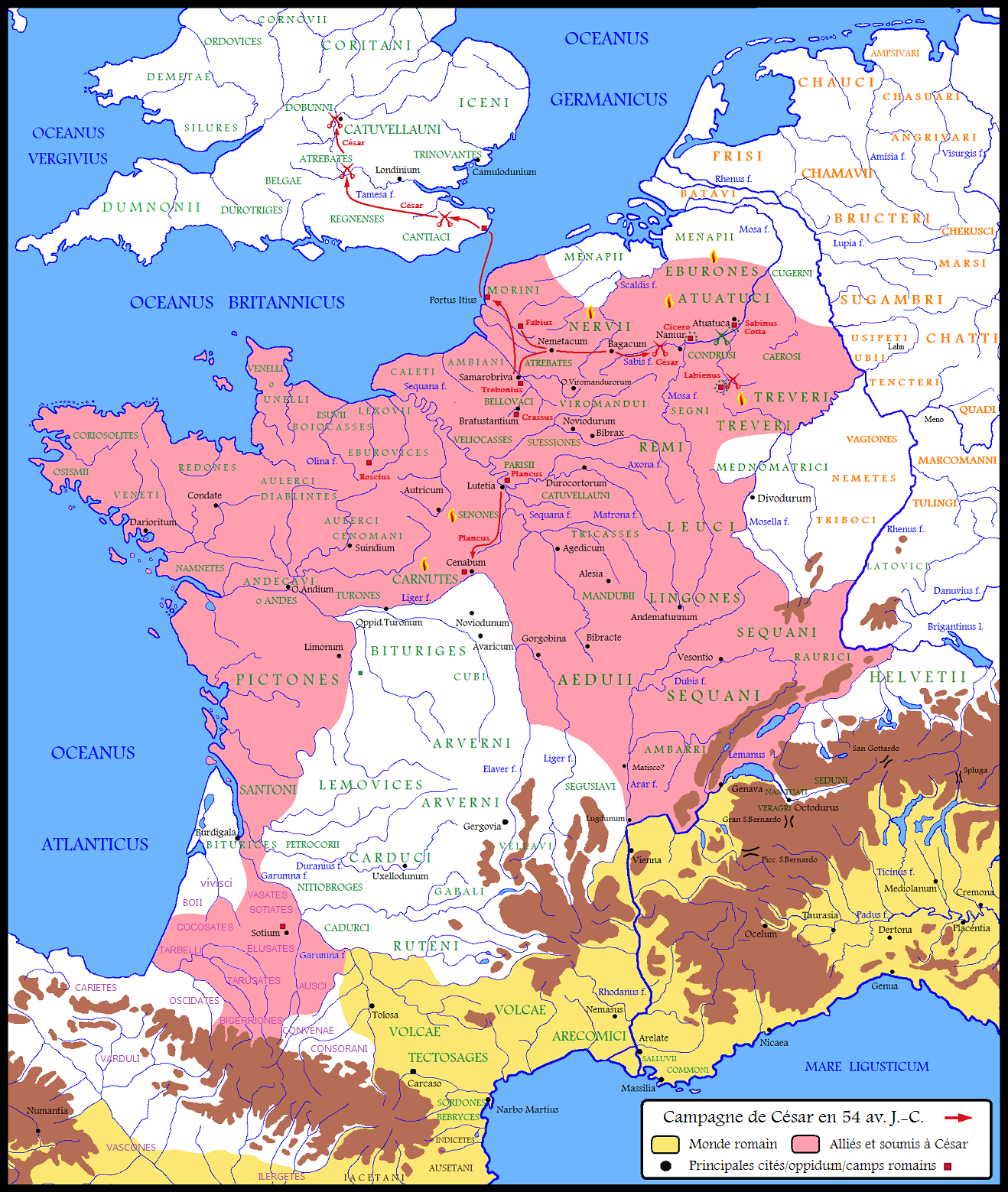
La campagne de César en -54

#### Préparatifs du départ en Bretagne
Une fois l'affaire des Pirustes réglée en Illyrie, il rejoint l'armée en Gaule belgique, pour découvrir la flotte romaine composée de 600 navires, stationnée à Portus Itius.
Il décide ensuite de marcher avec quatre légions et 800 cavaliers contre les Trévires, qui n'obéissent plus à ses ordres et dont il soupçonne qu'ils sollicitent les Germains à passer le Rhin. Chez eux, deux hommes se disputent la souveraineté : Indutiomaros et Cingétorix. Ce dernier se soumet immédiatement à César tandis que son adversaire prépare la guerre, mais accepte finalement de se soumettre face à l'avancée romaine, en envoyant nombre d'otages dont ses plus proches parents. César donne le pouvoir à Cingétorix faisant de Indutiomaros son pire ennemi.
De retour à Portus Itius, il réunit près de 4 000 cavaliers gaulois pour les emmener avec lui en Bretagne, et espérant ainsi empêcher de nouveaux soulèvements, puisque la cavalerie gauloise représente les nobles de chaque peuple. Parmi eux, l'éduen Dumnorix, qui refuse d'accompagner César hors de Gaule. Pendant près d'un mois, la flotte reste à quai faute de bons vents, et la situation dans le camp romain reste calme, mais dès que César donne l'ordre d'embarquer, Dumnorix et ses cavaliers éduens quittent le camp romain pour rejoindre leurs pays. César ordonne sa mise à mort, et tous les autres cavaliers éduens se rallient à lui.

#### Seconde expédition en Bretagne
Une fois l'ordre restauré, il laisse à Titus Labienus le commandement de trois légions et 2 000 cavaliers pour surveiller la Gaule, protéger les ports et le pourvoir en vivres. César s'embarque avec cinq légions et 2 000 cavaliers et débarque en Bretagne sans trouver de résistance.
Laissant à Quintus Atrius le commandement de la flotte avec dix cohortes et 300 cavaliers, César marche sur l'armée bretonne qui s'est réunie sur les hauteurs à l'intérieur des terres. Sur une rivière, la cavalerie romaine repousse celle ennemie et les chars bretons, puis se retirant dans les bois, les Bretons perdent leurs retranchements face à la septième légion formée en tortue et fuient. César préfère ne pas les poursuivre, ne connaissant pas le pays, et fortifie son camp.

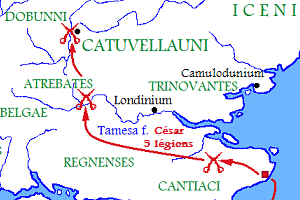
Seconde expédition de César en Bretagne (Détail de la carte de la Gaule en -54).

Le lendemain matin, ayant partagé l'infanterie et la cavalerie en trois corps, il les envoie à la poursuite des fuyards. César apprend par Quintus Atrius qu'une violente tempête a détruit presque tous les navires de la flotte, et rappelle alors ses hommes. Il ordonne la reconstruction de la plupart des navires et demande à Titus Labienus d'en bâtir de son côté. Puis après avoir mis la flotte à l'abri, il retourne au camp fortifié où il voit que tous les Bretons se sont unis sous un seul commandant, Cassivellaunos, roi d'une nation du nord de la Tamise.
De nouveaux combats entre la cavalerie romaine et son homologue breton, toujours accompagné de chars, ont lieu, à l'avantage des Romains. Mais la tactique des Bretons surprend les Romains : ils attaquent soudainement et se retirent tout aussi rapidement, faisant quelques pertes aux Romains surpris, mais dès que ces derniers se reprennent et sont en mesure de repousser les Bretons, ces derniers font une retraite, de sorte qu'ils ne perdent aucun homme. La cavalerie romaine est elle-même piégée par ces allées et venues, se retrouvant attirée loin des siens. De plus, les Bretons n'envoient jamais toutes leurs troupes, mais seulement de petits corps, sans cesse renouvelés. Une fois, ils essaient d'envoyer toutes leurs forces sur les trois légions romaines préposées au ravitaillement, mais très rapidement la lutte tourne à une bataille rangée, et les Bretons sont mis en déroute, n'ayant aucune chance face aux Romains dans cette position.

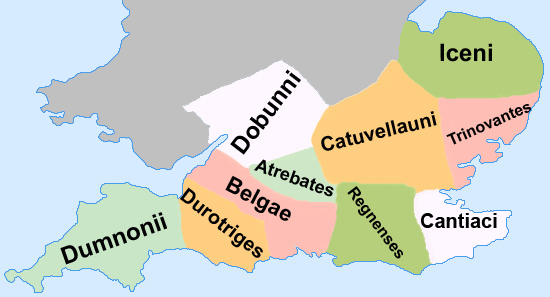
Peuples de la Bretagne méridionale contre lesquels César combat dans la deuxième campagne.

César, pour terminer la guerre, veut se porter sur le territoire de Cassivellaunos, et doit pour cela traverser la Tamise, où il n'y a qu'un seul gué traversable. Mais une nouvelle fois, malgré une traversée difficile des Romains, ces derniers mettent en déroute les Bretons, qui ne peuvent lutter face aux légions romaines en ligne secondées par la cavalerie. Cassivellaunos, comprenant qu'il ne peut vaincre une armée romaine organisée, reprend sa tactique d'escarmouches, et attaque en petit nombre les soldats qui ravitaillent l'armée, et détruit tous les vivres autour de l'armée de César. La division des Bretons sauve l'armée romaine de la disette, puisque les Trinovantes se soumettent aux Romains et leur envoient de quoi se nourrir. Ensuite, c'est au tour des Cénimagnes, Ségontiaques, Ancalites, Bibroques, et Casses, de se joindre aux Romains. Cassivellaunos s'est réfugié dans une place défendue par la nature et des fortifications, mais une nouvelle fois ses troupes ne peuvent résister à l'avancée des légions romaines, qui s'emparent du lieu. Il se peut que cette place forte soit la forteresse de la colline de St Albans, dans le Kent.
Cassivellaunos tente alors d'envoyer les peuples de la côte bretonne, commandés par Cingétorix, Carvilios, Taximagulos, Segovax, mais ils sont repoussés par les cohortes romaines gardant la flotte. Voyant ses terres ravagées par les légions de César, Cassivellaunos se soumet à César par l'intermédiaire de Commios, ce que le proconsul s'empresse d'accepter en échange d'otages et d'un tribut, car l'été touche à sa fin, et le général romain veut retourner en Gaule pour hiverner. Dès les otages reçus, il retourne sur la côte avec ses hommes, fait mettre à l'eau sa flotte réparée, et réussit la traversée pour aborder le continent.
Bien qu'il n'ait pas fait de nouvelles conquêtes territoriales en Bretagne, son expédition est couronnée de succès puisqu'il y terrorise la population, et se crée une clientèle, ce qui porte l'île dans la sphère d'influence romaine, et il est en plus le premier Romain à se couvrir de gloire pour avoir traversé avec ses légions la mer du Nord. De là, découlent des échanges et relations diplomatiques qui ouvrent la voie de la conquête romaine de l'île en 43.

#### Révoltes générales en Gaule
De retour en Gaule, il assiste à l'assemblée des Gaules à Samarobriva (aujourd'hui Amiens) et répartit ses légions dans plusieurs provinces contrairement aux années précédentes, à cause d'une famine causée par une importante sécheresse. César ne quitte la Gaule pour l'Italie qu'une fois ses légions établies :
- Caius Fabius, avec une légion, est envoyé chez les Morins ;
- Quintus Tullius Cicero, avec une légion, chez les Nerviens ;
- Lucius Roscius, avec une légion, chez les Ésuviens ;
- Titus Labienus, avec une légion, chez les Rèmes, à la frontière avec les Trévires ;
- Marcus Crassus, questeur, Lucius Munatius Plancus et Caius Trebonius, avec trois légions, chez les Belges ;
- Quintus Titurius Sabinus et Lucius Aurunculeius Cotta, avec une légion récemment recrutée au-delà du Pô et cinq cohortes, chez les Éburons.

Chez les Carnutes, le roi Tasgetios, un fidèle de César qui l'a rétabli, est assassiné. Lucius Munatius Plancus est envoyé châtier les coupables.

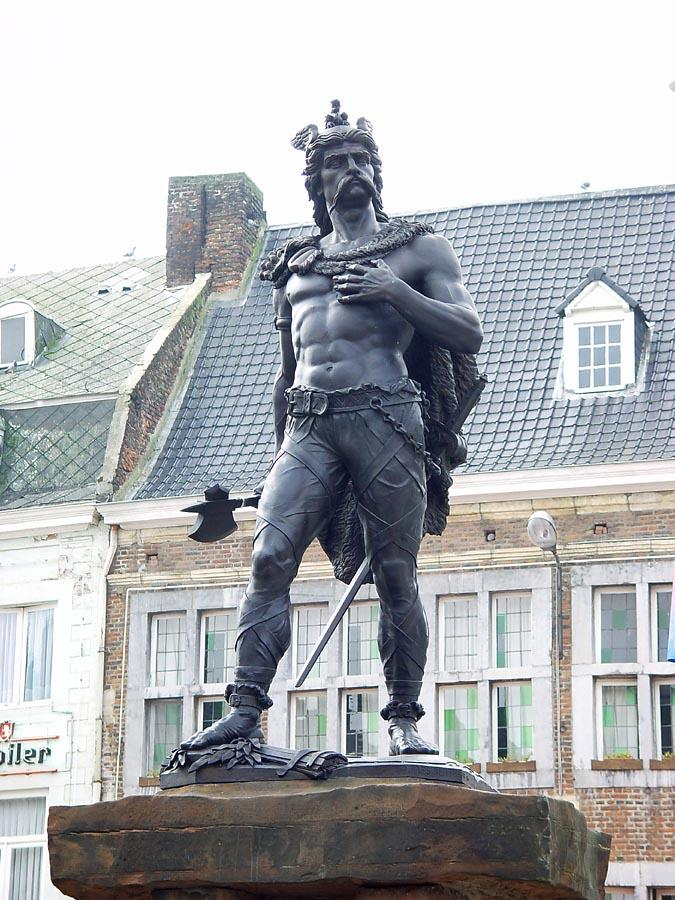
Statue d'Ambiorix sur la grand-place de Tongres.

Les Éburons, commandés par Ambiorix et Catuvolcos, aident tout d'abord la légion qui est sur leur territoire en lui fournissant des vivres, puis, au bout de deux semaines, aidés de quelques autres tribus, ils attaquent le camp romain commandé par Quintus Titurius Sabinus et Lucius Aurunculeius Cotta, en vain. Ces derniers envoient une députation à Ambiorix, qui les prévient qu'il s'agit d'une révolte de toute la Gaule, une coalition qui a pour but d'attaquer toutes les légions en même temps et séparément, pour éviter que l'armée de César puisse s'unir, et promet de les aider, puisqu'il serait lui-même opposé à cette coalition, et que son peuple aurait attaqué les Romains contre son avis. Il leur fait croire aussi que les Germains passent le Rhin pour s'unir aux Gaulois, et après moult discussions, la légion et les cohortes commandées par Quintus Titurius Sabinus et Lucius Aurunculeius Cotta quittent leurs retranchements pour rejoindre les autres légions romaines,,,.

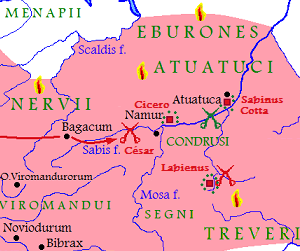
Révolte d'Ambiorix et ses alliés contre les légions romaines en Gaule belgique (Détail de la carte de la Gaule en -54), ordre chronologique des événements :
1. Massacre d'Aduatuca de la légion de Sabinus et Cotta ;
2. Victoire de César contre l'armée qui assiégeait Cicero ;
3. Victoire de Labienus contre les troupes qui l'assiègent.

Mais Ambiorix mène les Éburons sur le chemin emprunté par les Romains, et forme une embuscade, dans une vallée étroite dans laquelle les Romains s'engagent, (entre Glons et Boirs) qui serait la vallée de la Geer. C'est alors que débute la bataille d'Aduatuca. Les soldats romains, encerclés de toute part par une armée de même nombre mais avantageusement placée, sont pris au piège. Le combat dure toute la journée, mais finalement quasiment tous les Romains sont massacrés, Quintus Titurius Sabinus par traîtrise alors qu'il essayait de négocier et Lucius Aurunculeius Cotta les armes à la main. Seuls quelques-uns réussissent à joindre le camp de Titus Labienus pour lui annoncer le désastre : une légion romaine (la XIII), cinq cohortes et les deux lieutenants, soit 8 000 hommes, sont massacrés lors de cette embuscade menée par Ambiorix, roi des Éburons,,,.
Cette victoire d'Ambiorix répand la révolte chez les Aduatuques, les Nerviens, où Quintus Tullius Cicero hiverne, puis chez les Ceutrons, Grudii, Lévaques, Pleumoxii et Geidumnes, vassaux des Éburons. Tous ces peuples attaquent Quintus Cicero, dont la légion résiste avec peine et renforce le camp. Chaque jour, les Romains repoussent difficilement la nouvelle coalition. Ils tentent la même stratégie qu'avec Sabinus et Cotta, espérant ainsi qu'il soit pris au piège de la même manière, mais Quintus Cicero refuse d'abandonner le camp sur les promesses de ses ennemis. Alors, les Nerviens mettent le siège au camp romain, où se distinguent deux centurions, Titus Pullo et Lucius Vorenus, de la septième légion,,,.
La légion résiste de moins en moins aux attaques répétées, s'affaiblissant de jour en jour, et les courriers que Quintus Cicero envoie à César sont arrêtés et mis à mort à la vue des soldats romains. César reçoit enfin une des lettres de la légion encerclée par l'intermédiaire d'un esclave gaulois, et ordonne immédiatement à Marcus Crassus et Caius Fabius, ainsi qu'à Titus Labienus s'il le peut, de le rejoindre pour marcher au secours de la septième légion. Titus Labienus est lui-même encerclé par les Trévires, et ne peut se joindre à l'armée de César, mais l'informe du massacre de la légion de Sabinus et de Cotta. César, à la tête de deux légions, part à marche forcée en direction des Nerviens,,,.
Ces derniers, apprenant l'arrivée d'une armée romaine, lèvent le siège et marchent contre lui. Selon César, ils sont 60 000 alors que lui ne possède que deux légions, soit 7 000 hommes. César apprenant que Quintus Cicero et sa légion ne sont plus sous la menace, se retranche dans un camp fortifié pour y attendre l'ennemi. Celui-ci, sûr de lui, attaque imprudemment le camp et est mis en déroute par les Romains. César rejoint ensuite la septième légion, éprouvée, mais sauve,,,.
Les Trévires, menés par Indutiomaros, lèvent le camp, laissant ainsi la légion de Titus Labienus respirer. César réunit trois légions, près de Samarobriva, pour établir les quartiers d'hiver, et reste lui-même en Gaule. De son côté, Lucius Roscius et la treizième légion, ont eux aussi échappé à l'attaque des Armoricains, qui ont marché contre lui et se sont retirés quand ils ont appris la défaite des Nerviens. Néanmoins, partout dans la Gaule, des cités reprennent les armes contre les Romains à la suite du massacre de la légion par les Éburons.
Les Trévires d'Indutiomaros tentent de rallier les tribus germaines, et regroupent une partie des Gaulois qui se révoltent contre Rome. Parmi eux, les Sénons, Carnutes, Nerviens et Aduatuques, qui se préparent à la guerre, et décident de marcher contre la légion de Titus Labienus. Ce dernier a fortifié sa légion sur une place imprenable, et réussit à joindre à lui des corps de cavaliers gaulois restés fidèles à Rome, notamment ceux de Cingétorix, opposant de Indutiomaros parmi les Trévires et fidèle à Rome. Titus Labienus, plutôt que d'essayer de vaincre l'armée ennemie entière sur le champ de bataille, conçoit un tout autre plan. Grâce à sa cavalerie, secondée par quelques cohortes, il met en fuite la cavalerie ennemie et ordonne qu'on ne cherche à tuer qu'un seul des cavaliers ennemis : Indutiomaros, avant même que l'infanterie ennemie attaque. Le plan de Labienus fonctionne à merveille, et la tête de son adversaire lui est rapportée, mettant en fuite les armées ennemies, dont une partie est tuée par la cavalerie romaine et alliée de retour. Cela met fin, du moins pour cette année, aux révoltes en Gaule belgique,.

### Année 53 av. J.-C.: une révolte de plus en Gaule

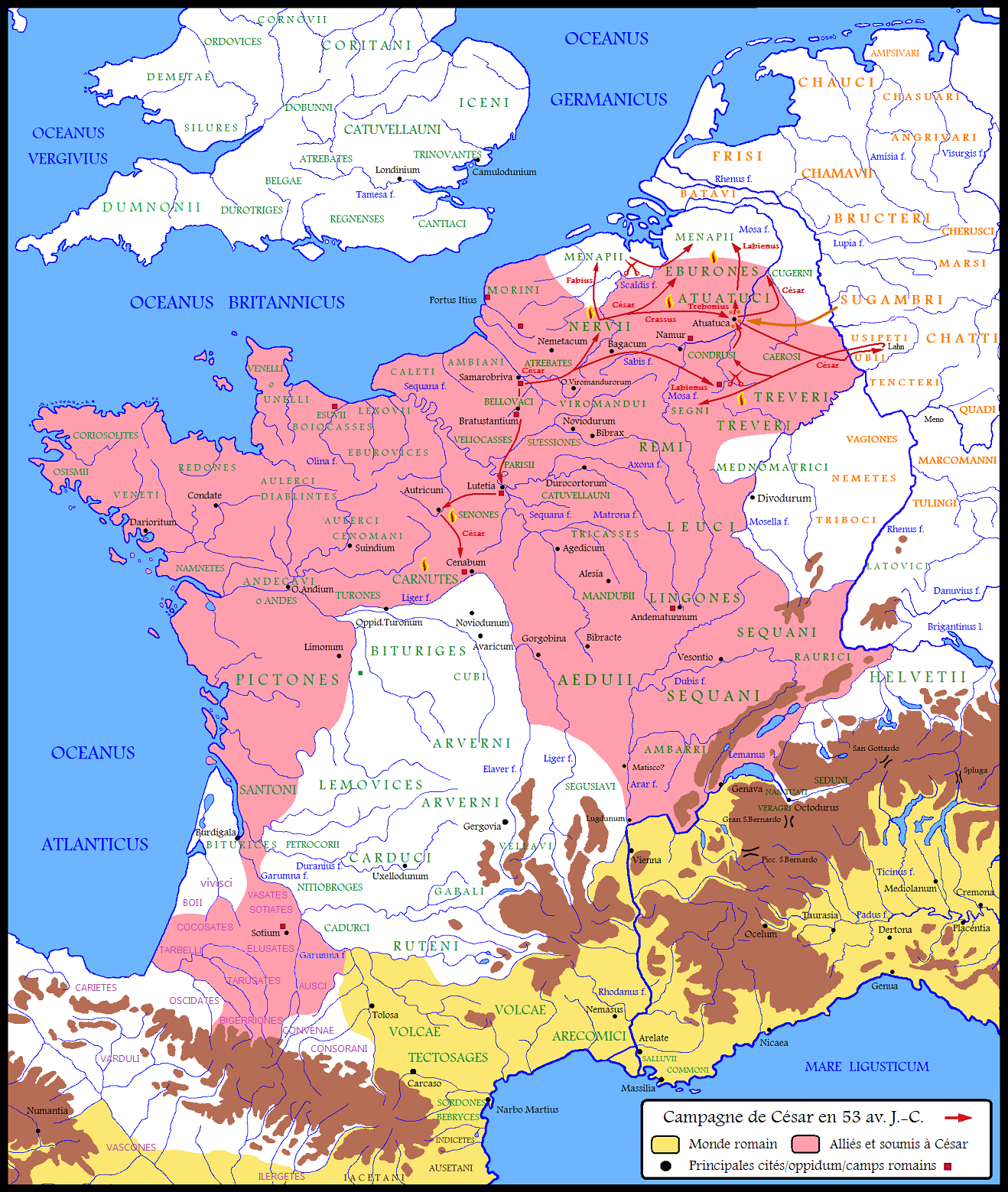
La campagne de César en -53

#### Campagne contre les Ménapiens et les Trévires
À l'issue du consulat des deux triumvirs en 54 av. J.-C., chacun reçoit le gouvernement d’une province : Crassus part en Asie chercher une gloire militaire qui égale celles de Pompée et de César, l'Hispanie et l'Afrique sont attribuées à Pompée, qui préfère rester à Rome, centre du pouvoir, et envoie ses légats gouverner. Sur les quatre légions qui lui sont attribuées, Pompée en prêtera deux à César, qui a besoin de renforts. Jules César, qui avait jusque-là dominé le triumvirat, doit abandonner à Pompée les rênes de la politique romaine et rester en Gaule. On peut noter que Pompée, malgré la mort de Julia, sa femme et fille de César, qui les unissait politiquement, fait d'admirables efforts pour faciliter la tâche de César, qui possède plus d'hommes que jamais.
À la suite des révoltes de l'hiver 54 av. J.-C., à la perte d'une légion entière, et aux nombreuses attaques qui ont blessé nombre de légionnaires romains, César ordonne la mobilisation de nouvelles troupes, pour reformer la légion perdue (la XIIII). Ainsi, trois légions sont levées avec les deux de Pompée (les XV et I), soit le double de ce qui a été perdu à la bataille d'Aduatuca. César veut ainsi montrer aux Gaulois que Rome peut lever bien plus de troupes qu'il n'y en a en Gaule en des temps records et est convaincu qu'il doit prendre l'initiative dans l'année à venir et mener une campagne punitive dans le Nord de la Gaule, afin d'éviter un soulèvement général,.
Après la mort de Indutiomaros selon le plan de Titus Labienus, les Trévires ne se découragent pas et en appellent toujours aux civitas germaines ainsi qu'à d'autres peuples gaulois. Ambiorix se joint à eux, ainsi que les Nerviens, Aduatuques, Ménapiens, des peuples de Germanie cisrhénane, puis les Sénons et les Carnutes.
César, voulant empêcher la coalition de s'organiser, et avant même le début de l'été, réunit les quatre légions qu'il a avec lui et fond à l'improviste sur les terres des Nerviens en mars 53 av. J.-C. Ceux-ci sont défaits, leurs terres ravagées, et ils doivent se soumettre. À l'assemblée des Gaules qu'il convoque chaque printemps depuis le début de la guerre, trois peuples manquent : les Trévires, les Sénons et les Carnutes. C'est un certain Acco qui mène la révolte, et César, après avoir emmené l'assemblée des Gaules à Lutèce, capitale des Parisii et voisine des Sénons, marche sur eux à la tête de ses légions en avril. Les Sénons se soumettent, aidés en cela par les Éduens, leurs anciens alliés, puis c'est au tour des Carnutes d'être pris de court, et d'accepter la domination romaine, par le concours des Rèmes, fidèles alliés de Rome.
Dans cette partie de la Gaule, la révolte est éteinte. Ne restent plus que les Trévires, les Ménapiens, les Éburons et le chef Ambiorix. César décide de marcher contre les Ménapiens à la tête de cinq légions, tandis que le reste de l'armée et les bagages sont sous la garde de son principal lieutenant, Titus Labienus. Arrivé en terres des Ménapiens, César les ravage, et ces derniers se soumettent à leur tour, et sont placés sous la garde de l'Atrébate Commios. L'armée de César se dirige alors vers les Trévires.
Ceux-ci décident d'attaquer Titus Labienus et son unique légion, qui hiverne sur leurs terres. Mais celui-ci voit arriver les deux légions envoyées par César avec les bagages. Labienus marche alors sur eux, et établit son camp près de ses ennemis avant que les contingents germains qui doivent les rejoindre arrivent. Il a à nouveau recours à un stratagème, faisant croire qu'il préfère se retirer que traverser la rivière qui sépare les deux camps, ce qui a pour conséquence de voir les Gaulois charger la troupe romaine. Mais celle-ci se retourne, et commandée par le lieutenant, soutient le choc et met en déroute les troupes ennemies. Labienus, prenant la tête de la cavalerie et de la poursuite, fait nombre de prisonniers, et reçoit dix jours plus tard la soumission du pays. C'est à Cingétorix, un trévire fidèle à César, que revient la souveraineté de cette nation,.

#### Traversée du Rhin pour la deuxième fois
Jules César, après la victoire de son lieutenant Titus Labienus sur les Trévires, décide à nouveau de traverser le Rhin, et ce, pour deux raisons : l'une pour punir les Germains d'envoyer des secours aux révoltés gaulois, l'autre pour empêcher de passer le Rhin à Ambiorix, responsable de la perte d'une légion romaine. En peu de jours, près de l'endroit où a été édifié le premier pont, ses soldats en bâtissent un nouveau. Laissant une garde sur le pont, notamment du côté gaulois, chez les Trévires, il rejoint avec toute son armée les Ubiens, ses anciens alliés, qui se soumettent à nouveau. Il apprend aussi que les Suèves réunissent de nouveau leurs troupes en un seul lieu, au beau milieu de la Germanie,.
Le proconsul, sachant cela, et craignant de manquer de vivres, refuse de s'engager plus loin sur des terres inconnues, repasse le Rhin et détruit le pont édifié. Il laisse cependant sous les ordres de Caius Volcacius Tullus douze cohortes du côté gaulois du Rhin, où il édifie de nombreux retranchements,.

#### Extermination des Éburons
De retour de Germanie, César décide de marcher contre Ambiorix, en passant par la forêt des Ardennes. Il envoie Minucius Basilus à la tête de la cavalerie en avant pour tenter de surprendre les Germains et de tuer son chef. Mais celui-ci, protégé dans sa fuite par quelques proches, réussit à s'enfuir à l'arrivée des cavaliers romains. Il ne peut cependant réunir son armée pour lutter contre les Romains, et les Gaulois préfèrent alors se cacher plutôt que combattre. Catuvolcos, autre roi des Éburons, un vieillard selon César, se suicide quant à lui.
Arrivé sur les terres de ses ennemis, il reçoit les Sègnes et les Condruses, peuples d'origine germaine, qui habitent entre les Éburons et les Trévires, qui assurent à César qu'ils n'ont pas participé à la révolte ou n'ont aidé Ambiorix et ses hommes. Le proconsul décide de répartir ses troupes :
- Quintus Tullius Cicero, avec tous les bagages, ainsi que la quatorzième légion et 200 cavaliers, réutilise le camp que Sabinus et Cotta avaient édifié pour leurs quartiers d'hiver, près du lieu de la bataille d'Aduatuca ;
- Titus Labienus, avec trois légions, est envoyé à la frontière des Ménapiens ;
- Caius Trebonius, avec trois légions, est envoyé aux frontières des Atuatuques, avec ordre de les ravager.

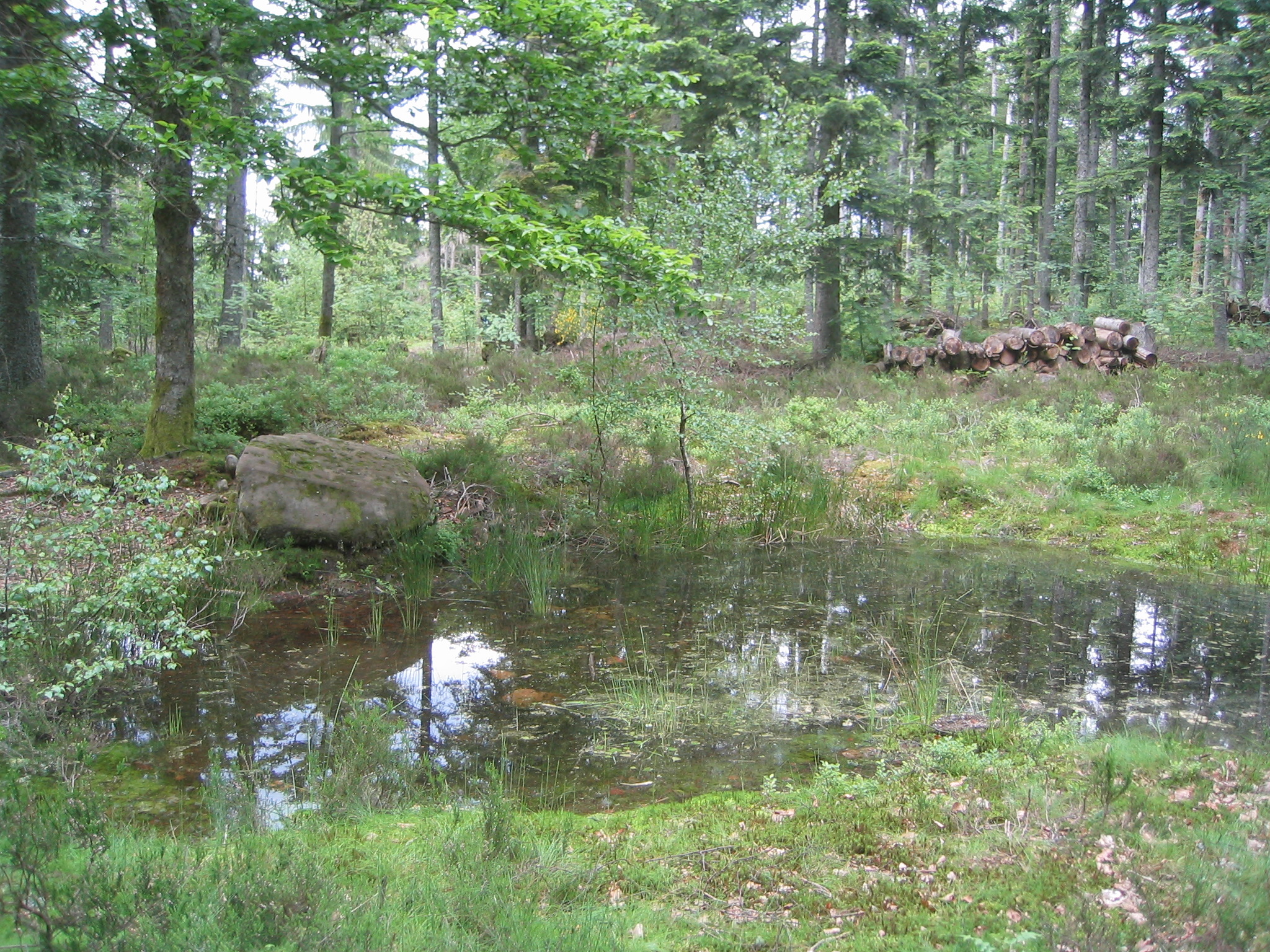
Bassin de Taranis-Jupiter au camp celtique de la Bure (Saint-Dié-des-Vosges).

Jules César doit faire face à une armée germaine extrêmement dispersée, qui ne peut rien faire contre une troupe unie, mais celle-ci ne peut non plus rien faire contre tant d'hommes dispersés en tant de lieux. Pourtant, le général romain a décidé d'exterminer les Éburons, responsables du massacre d'Aduatuca. Pour ce faire, il en appelle aux autres peuples gaulois, leur promettant le butin qu'ils trouveraient, plutôt que d'envoyer ses hommes au combat dans la forêt, ce qui l'obligerait à trop disséminer ses troupes et les mettrait en danger.
Les Sugambres, ceux-là mêmes qui avaient recueilli les Tenctères et les Usipètes, apprenant que le territoire des Éburons est livré au pillage, réunissent 2 000 cavaliers et traversent le Rhin. De son côté, Quintus Cicero, qui a la garde de tous les bagages de l'armée de César, laisse ses hommes libres de leur mouvement, cédant à leurs supplications de pouvoir aller chercher des vivres dans la région. C'est alors que surgissent les cavaliers germains, surprenant le camp romain, et qui faillirent s'en emparer. La garde aux portes résiste avec peine, et la panique s'empare de la légion. La cavalerie germaine fait aussi de nombreuses pertes aux légionnaires qui ont quitté le camp et sont sans protection. Finalement, les Germains se retirent à l'approche des autres légions menées par César.

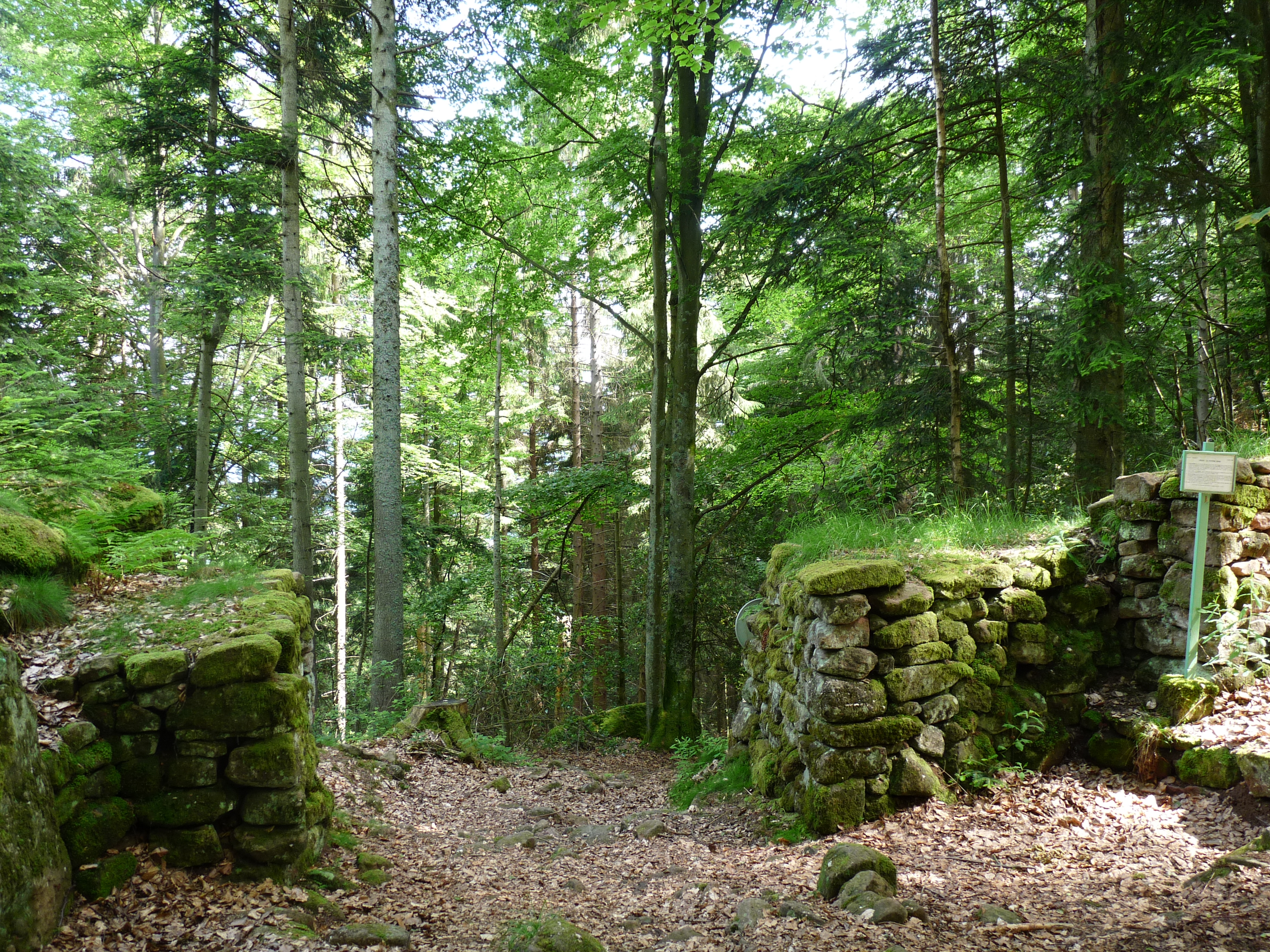
Poterne nord du camp celtique de la Bure (Saint-Dié-des-Vosges).

Le général romain envoie ses troupes brûler tous les villages, ravager toutes les terres, laissant le pays vierge de toutes ressources. Ainsi, les Éburons sont exterminés, et seul Ambiorix réussit à s'échapper. Après la dévastation de ce territoire, l'armée, qui a perdu deux cohortes, retourne à Durocortorum, capitale des Rèmes. César y convoque une assemblée des Gaules, et condamne la conjuration des Sénons et des Carnutes. Acco, qui en a été le chef, reçoit sa sentence de mort à la romaine, ce qui provoque un choc chez les Gaulois.
Ces représailles excessives contre les Sénons, comme l'extermination féroce des Éburons, entraînent de nouveaux soulèvements, dont le plus important verra Vercingétorix unir la Gaule derrière lui. C'est le début de l'insurrection générale de la Gaule. La mort atroce d'Acco, qui paraît avoir été un aristocrate respecté au-delà même de son peuple, joue un rôle dans la mobilisation des Gaulois contre César. Les chefs s'assemblent dans des endroits isolés en forêt. Les Carnutes en tout cas y proclament dans l'enthousiasme général le début de la révolte.
À l'automne 53 av. J.-C., Jules César qui avait convoqué une assemblée des principaux États de la Gaule à Chartres, chef-lieu du culte druidique, ordonna de la transférer à Lutèce. Si les députés Bellovaques s'étaient rendus à l'assemblée, les députés des pays Parisii, Sénonais, Carnutes d'Autricum, les Éburons de Belgique et Trévires ne s'étant pas rendu à la convocation, le général romain considéra cette absence comme une déclaration de guerre et marcha contre les Sénons.
La résistance des Sénons et des Carnutes ne fut ni vive, ni longue. À l'approche des légions romaines, ils demandèrent à se soumettre et obtinrent leur pardon par l'entremise des Éduens et des Rèmes. Les Éburons de Belges et les Trévires qui firent également rapidement leur soumission, termina la 6e campagne de la guerre des Gaules.
L'hiver étant arrivé et la campagne terminée, César répartit ses troupes pour les quartiers d'hiver : deux légions chez les Trévires, deux chez les Lingons, et six chez les Sénons. Lui-même retourne en Italie pour s'occuper de ses provinces et à Rome ou la mort de Publius Clodius Pulcher tué dans une lutte par les clients de Titus Annius Milon cause un grand nombre de troubles.
En 53 av. J.-C., la défaite et la mort de Crassus et de son fils Publius Crassus à la bataille de Carrhes contre les Parthes, et la mort de Julia, fille de César et épouse de Pompée, et de l’enfant qu'elle avait eu de Pompée, défont les liens du triumvirat,,. César propose à Pompée la main de sa petite-nièce Octavie, et demande en mariage la fille de Pompée, mais ces offres d'alliances matrimoniales n'aboutissent pas.

### Année 52 av. J.-C.: révolte de Vercingétorix

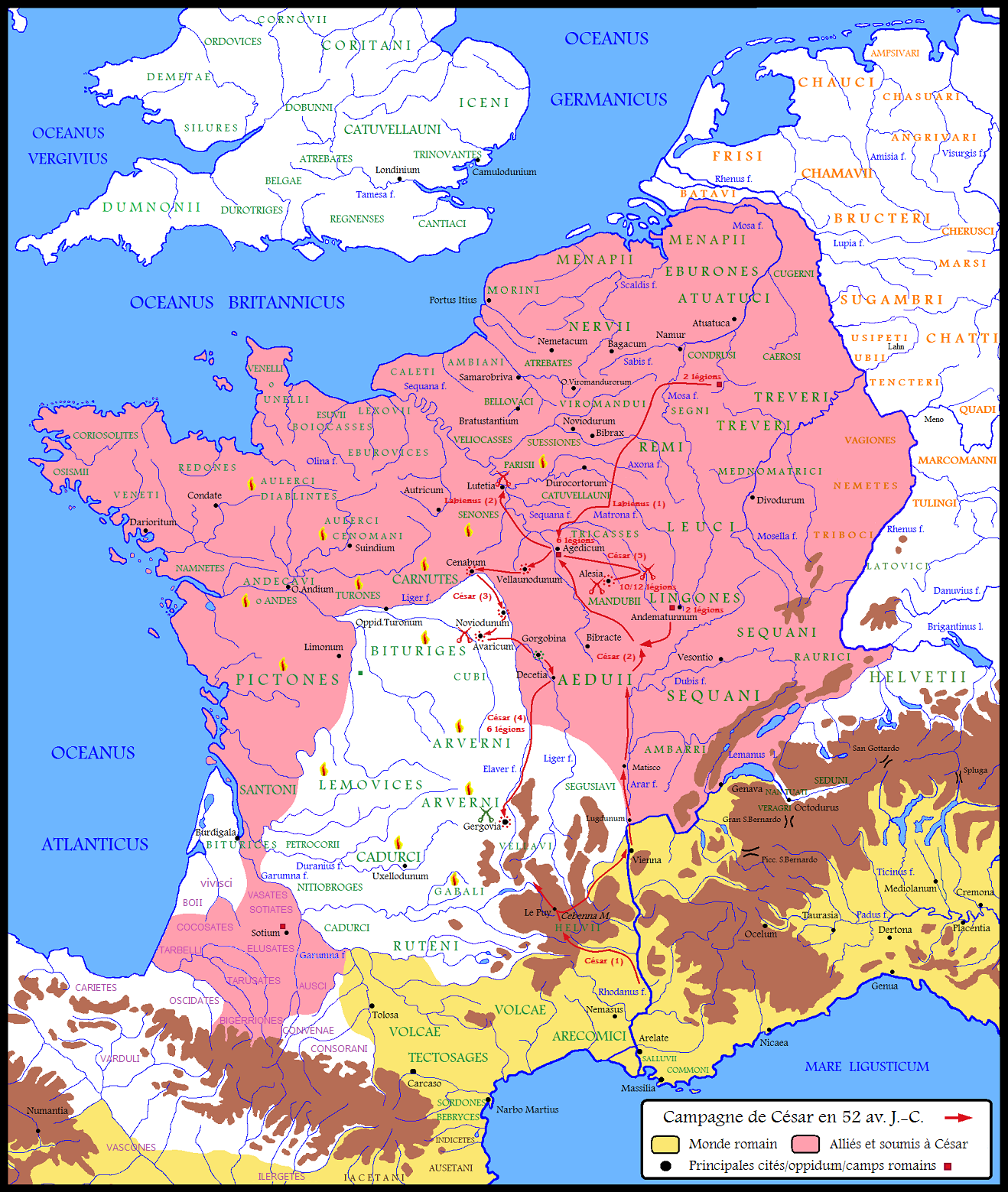
La campagne de César en -52

#### Début de révolte et destruction d'Avaricum
Une fois Jules César de retour en Italie, où il effectue de nouvelles levées dans ses provinces, une coalition se prépare en Gaule contre la domination romaine. Le premier acte de cette nouvelle révolte a lieu le 23 janvier par le massacre de Cénabum, effectué par les Carnutes, sous les ordres de Cotuatos et de Conconnetodumnos, durant lequel tous les citoyens romains (négociants) qui se trouvent dans la ville sont exécutés,.

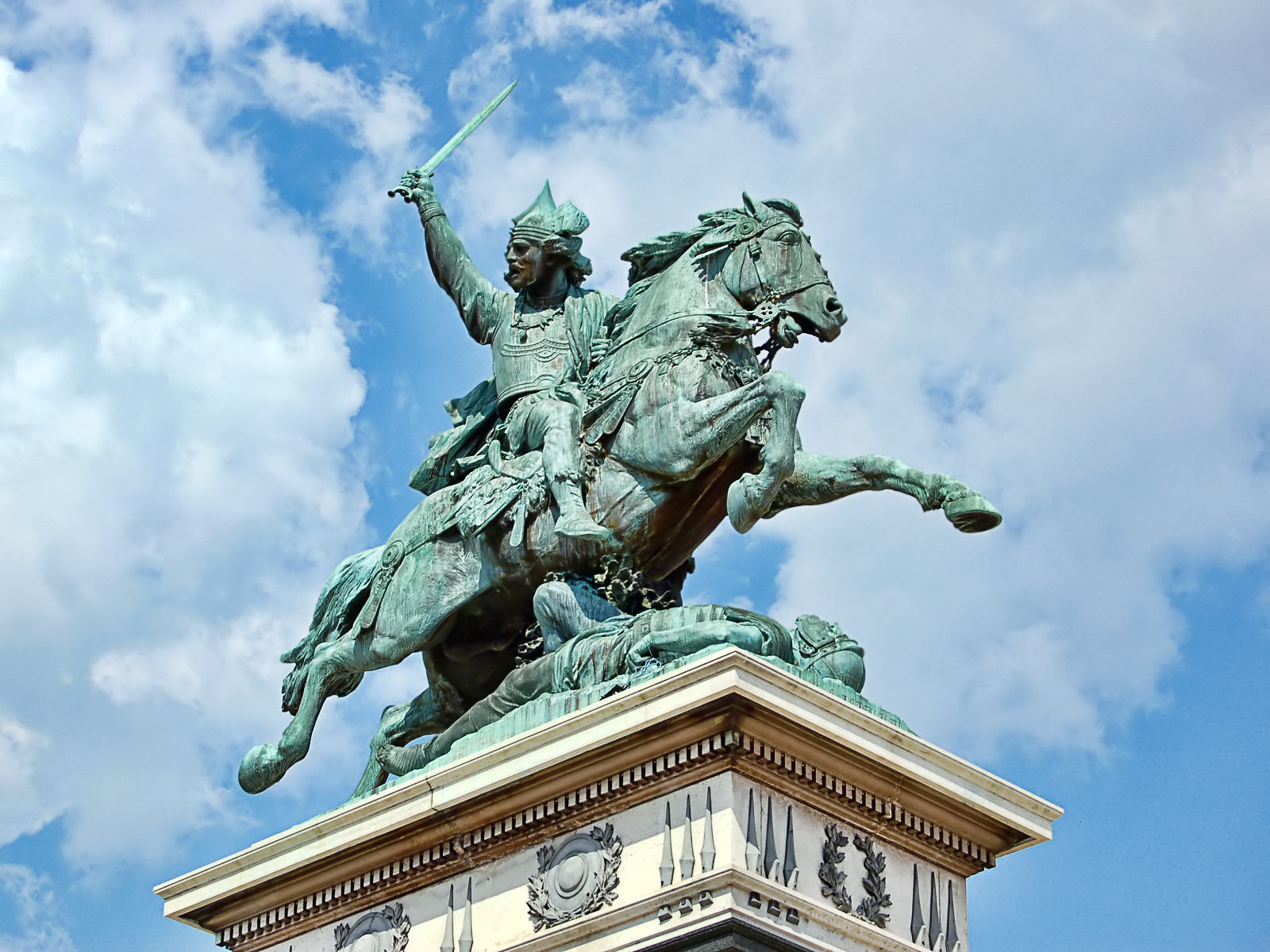
Statue équestre de Vercingétorix, par Bartholdi, place de Jaude à Clermont-Ferrand.

La nouvelle se répand dans toute la Gaule, et notamment chez les Arvernes, où un jeune noble puissant, Vercingétorix, soulève son peuple contre Rome. Très rapidement, les Sénons, Parisii, Pictons, Cadurques, Turones, Aulerques, Lémovices, Andes, et tous les autres peuples qui bordent l'océan, se joignent à la révolte et tous s'accordent pour donner à Vercingétorix le commandement suprême de la lutte contre les Romains. Les Bituriges se liguent à leur tour, malgré le fait qu'ils sont les clients des Éduens,.
Le proconsul romain, quant à lui, ne peut rejoindre ses troupes, situées au nord de la Gaule, puisqu'une grande partie des peuples du centre se révoltent et que l'autre partie n'est pas fiable. De plus, les Rutènes, Nitiobroges et Gabales rejoignent à leur tour la coalition et menacent la Gaule transalpine. César s'y rend immédiatement à la tête des nouvelles recrues, et organise la défense autour de Narbo Martius, chez les Volques Arécomiques, les Tolosates et les Rutènes de la province romaine, ainsi que chez les Helviens, où il unit ses troupes. Vercingétorix espère fixer César dans la province romaine, mais ce dernier traverse les Cévennes depuis le territoire des Helviens, et arrive à la frontière des Arvernes, qu'il surprend par son arrivée à travers ces montagnes jugées infranchissables avant l'été. Mais le général romain ne s'arrête pas dans le pays de son nouvel ennemi, qui revient sur ses terres, mais traverse le pays des Éduens, encore alliés, puis celui des Lingons où il retrouve une partie de ses légions qui hivernent ici. Les Gaulois ont échoué à isoler César de ces légions.
Une fois César à la tête de ses légions, Vercingétorix reprend l'offensive sans se décourager, de retour chez les Bituriges, assiège une ville des Boïens, vassaux des Éduens. L'hiver n'étant pas terminé, César hésite à marcher au secours de ses alliés, mais craignant de les pousser à l'ennemi s'il n'intervient pas, il marche à la tête de ses douze légions contre Vercingétorix, n'en laissant que deux avec les bagages de toute l'armée. Passant par Vellaunodunum, ville des Sénons, il s'en empare en seulement trois jours, évitant ainsi de laisser des ennemis derrière lui, qui pourraient lui couper le ravitaillement. Il se dirige ensuite vers Cénabum, ville des Carnutes, qu'il prend par surprise à son arrivée, massacrant sur place les Gaulois qui tentaient de fuir avant son attaque, par vengeance. César traverse ensuite la Loire et arrive sur le territoire des Bituriges. Là, on lui livre Noviodunum (aujourd'hui Neung-sur-Beuvron, chef-lieu de canton de Loir-et-Cher), ville des Bituriges, mais celle-ci reprend les armes à l'approche de la cavalerie de Vercingétorix, qui précède le reste de l'armée. La cavalerie romaine ploie d'abord devant son homologue gauloise, mais le renfort de 600 cavaliers germains fait pencher la balance en faveur du général romain. Après cette victoire d'avant-garde, Noviodunum se rend définitivement à César, qui décide alors de marcher vers Avaricum (aujourd'hui Bourges), la plus grande ville des Bituriges,.

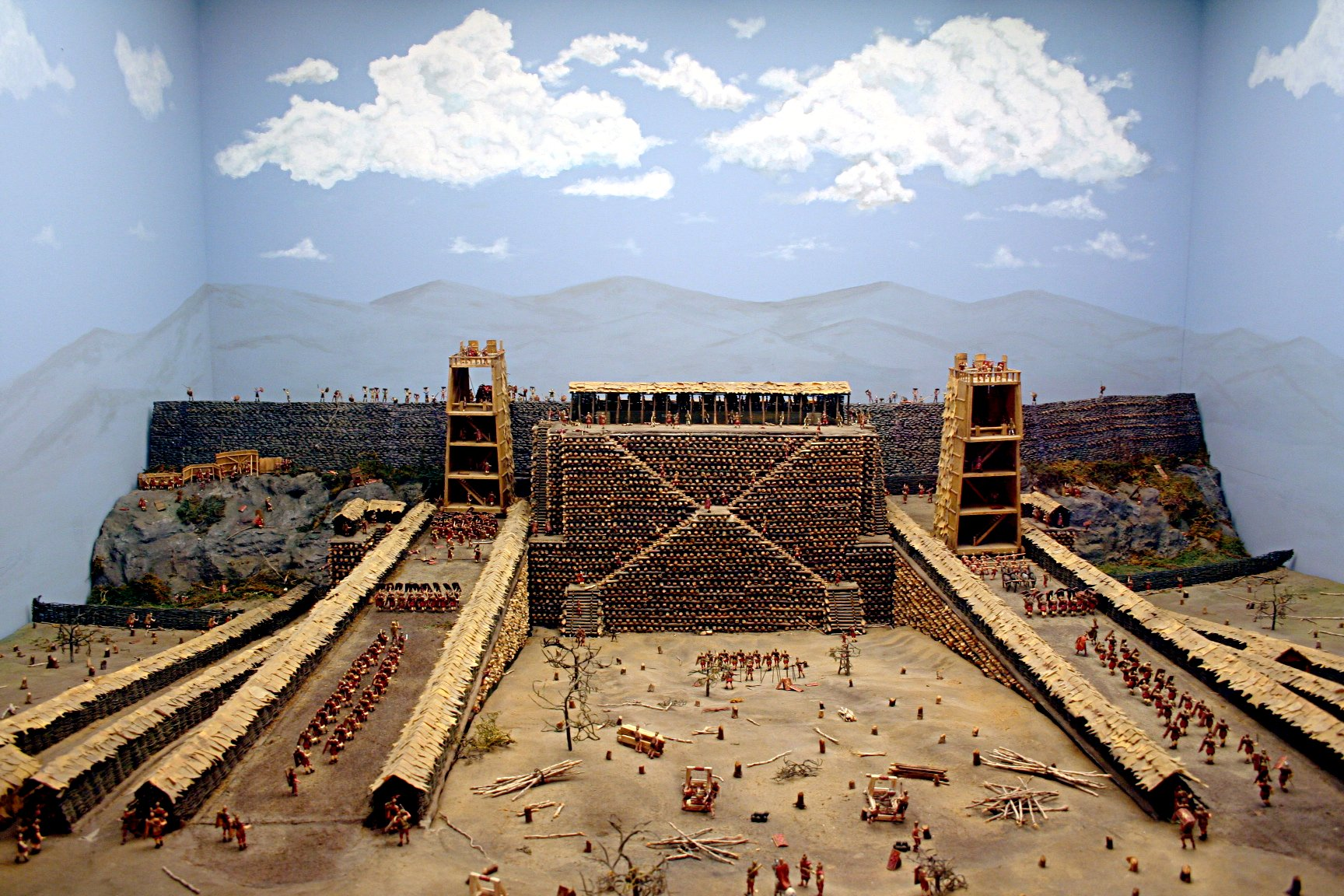
Maquette du siège d'Avaricum : les tours de siège, au bout des terrasses sur rouleaux.

Vercingétorix, après ces revers, adopte une nouvelle tactique : celle de la terre brûlée. Plus de vingt villes des Bituriges sont détruites en un jour, et plusieurs autres dans les contrées voisines de l'armée de César, pour lui couper tout ravitaillement. Seule la ville d'Avaricum est épargnée, les Celtes croyant la ville imprenable. Le résultat est que les légions romaines, positionnées devant Avaricum, manquent rapidement de vivres, peu aidées par les Éduens. César tente par surprise de s'emparer du camp adverse, mais doit faire face à toute l'armée ennemie qui se place sur une colline, et renonce à son projet pour continuer le siège. Les habitants d'Avaricum se défendent avec beaucoup de zèle, ralentissant énormément les travaux de siège (notamment des terrasses sur rouleaux amenant les tours de siège à surplomber la ville) engagés par les Romains : les premiers assauts sont une série d'échecs pour les Romains, de nombreuses tours de siège sont incendiées, les assiégés creusent également des galeries souterraines qui provoquent l'effondrement de tours et de fortifications romaines. De son côté, Vercingétorix s'applique, avec sa cavalerie et son infanterie légère, à détruire tous les convois de ravitaillement destinés aux 12 légions romaines (50 000 soldats et 50 000 hommes s'occupant de l'intendance, soit 500 tonnes de ravitaillement par jour),.
Sous une pluie battante, les légions romaines tentent un ultime assaut, et profitent du désarroi créé par cette attaque surprise par un temps exécrable. Les habitants de la ville préfèrent fuir, mais sont massacrés aux portes par les légionnaires qui s'emparent de la place et par la cavalerie qui reste aux abords de la ville. L'armée romaine ne songe pas alors au pillage, mais plutôt, animée par le souvenir du carnage de Cénabum, à massacrer toute vie dans la ville : non seulement les guerriers celtes, mais aussi les vieillards, les femmes et les enfants. Seuls 800 parmi les 40 000 habitants que compte la ville parviennent à rejoindre Vercingétorix, dont le camp est situé non loin de là,.
Vercingétorix n'est point découragé après la prise et la destruction de la ville d'Avaricum, et réussit à s'allier de nouveaux peuples de la Gaule pour lutter contre les légions césariennes. De son côté, Jules César reste quelque temps dans Avaricum, où son armée trouve des vivres et du repos, puis l'hiver touchant à sa fin, il se prépare à se lancer dans une nouvelle campagne militaire. Ses alliés éduens le trouvent pour régler un différend à la tête de leur nation : le pouvoir est partagé entre deux Convictolitavis et Cotos, et la guerre civile menace ce peuple gaulois, un des seuls à être resté fidèle à César durant toute la guerre. Sachant que Vercingétorix pourrait s'allier à un des deux partis, le proconsul se résout à intervenir et écarte Cotos du pouvoir, laissant Convictolitavis seul chef.

#### Victoire de Vercingétorix à Gergovie

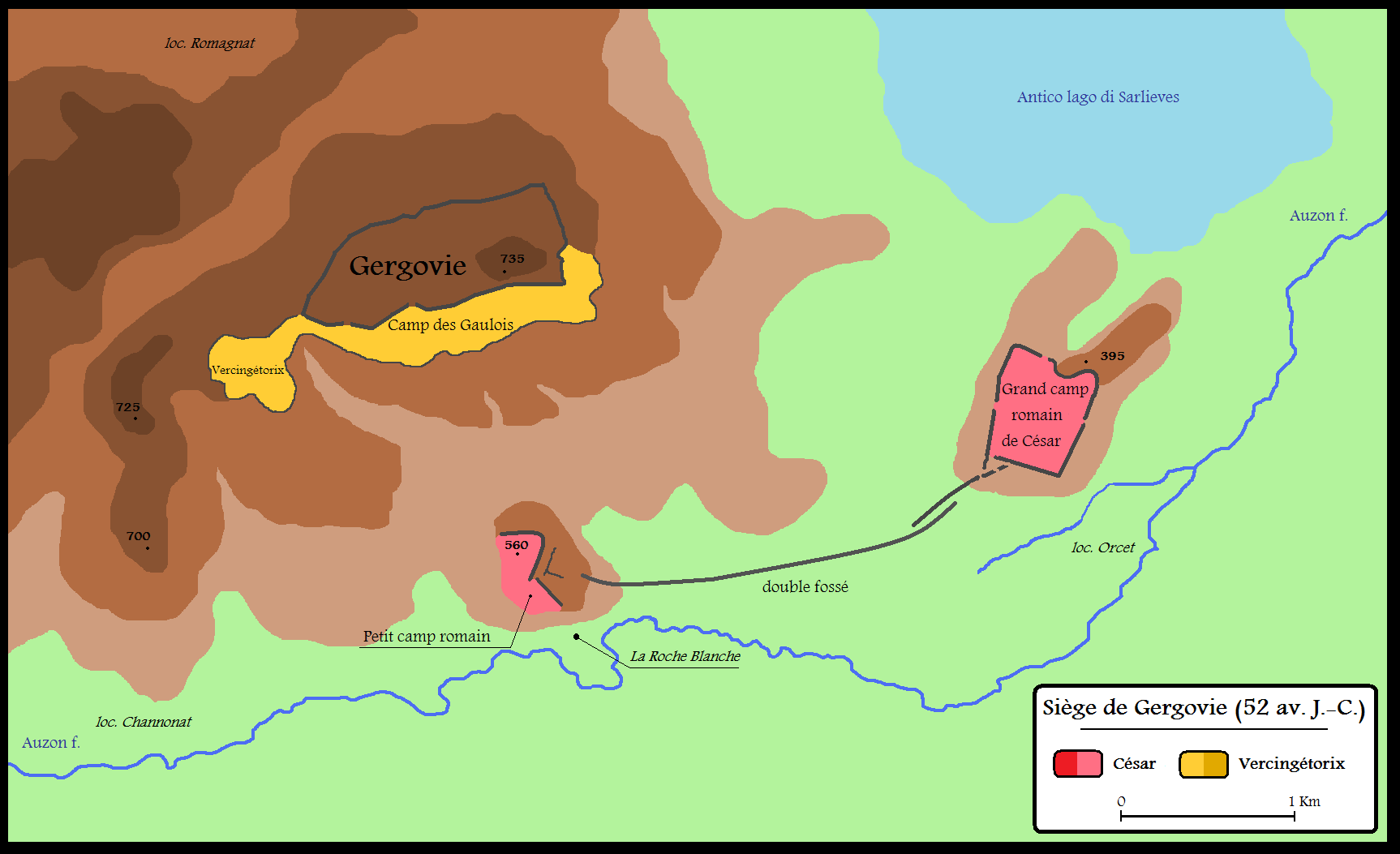
Siège de Gergovie par César,.

Jules César divise son armée en deux, laissant quatre légions et de la cavalerie à Titus Labienus pour aller chez les Sénons et les Parisii. Lui-même, à la tête des six autres légions, s'avance vers Gergovie, le long de la rivière Allier, dont Vercingétorix a fait détruire tous les ponts. Mais César réussit à tromper la vigilance des Gaulois et parvient à reconstruire l'un des ponts et à traverser la rivière. L'armée gauloise préfère reculer que combattre en ligne contre l'armée romaine, et les deux se retrouvent près de Gergovie, où quelques combats de cavalerie ont lieu. L'oppidum et les sommets voisins sont occupés par les troupes de Vercingétorix. Compte tenu des difficultés d'accès à l'oppidum constatées par César, le siège de la ville n'est décidé qu'après avoir assuré l'approvisionnement des troupes. César fait d'abord construire un grand camp et cherche à améliorer ses positions, d'autant plus que des engagements réguliers ont lieu. Il utilise alors deux légions pour déloger une troupe gauloise d'une colline proche de l'oppidum. Il y fait installer un petit camp ainsi qu'un double fossé de douze pieds de large qui permet aux Romains de circuler entre les deux camps en étant protégés des forces ennemies,.
Les Éduens ont promis à César de lui envoyer près de 10 000 hommes, commandés par Litaviccos. Or ce dernier, sous l'influence de Convictolitavis, trahit César pour se joindre aux Arvernes. Le général romain, aidé par des Éduens restés fidèles, Éporédorix et Viridomaros, déjoue la trahison, en se portant avec quatre légions au-devant des 10 000 Éduens avant qu'ils aient eu le temps de se joindre aux autres Celtes ou de le prendre à revers. Litaviccos est forcé à fuir et rejoint Vercingétorix à Gergovie, et le reste de l'armée éduenne est épargnée par César, qui retourne à son camp. Celui-ci, commandé par Caius Fabius, avec deux légions, a subi une sévère attaque pendant l'absence du proconsul : nombre de légionnaires sont blessés, mais le camp a tenu, en particulier grâce à leur artillerie, et César se presse de rejoindre son lieutenant et de réunir l'armée au complet, soit six légions,.
Sur le territoire des Éduens, nombre de citoyens romains sont massacrés, leurs biens pillés et détruits, quand ils apprennent la trahison de Litaviccos. Mais une fois qu'ils apprennent que ce dernier a été contraint de fuir et que son armée est aux mains de César, les Éduens reviennent sur leur pas et obtiennent le pardon du général romain.

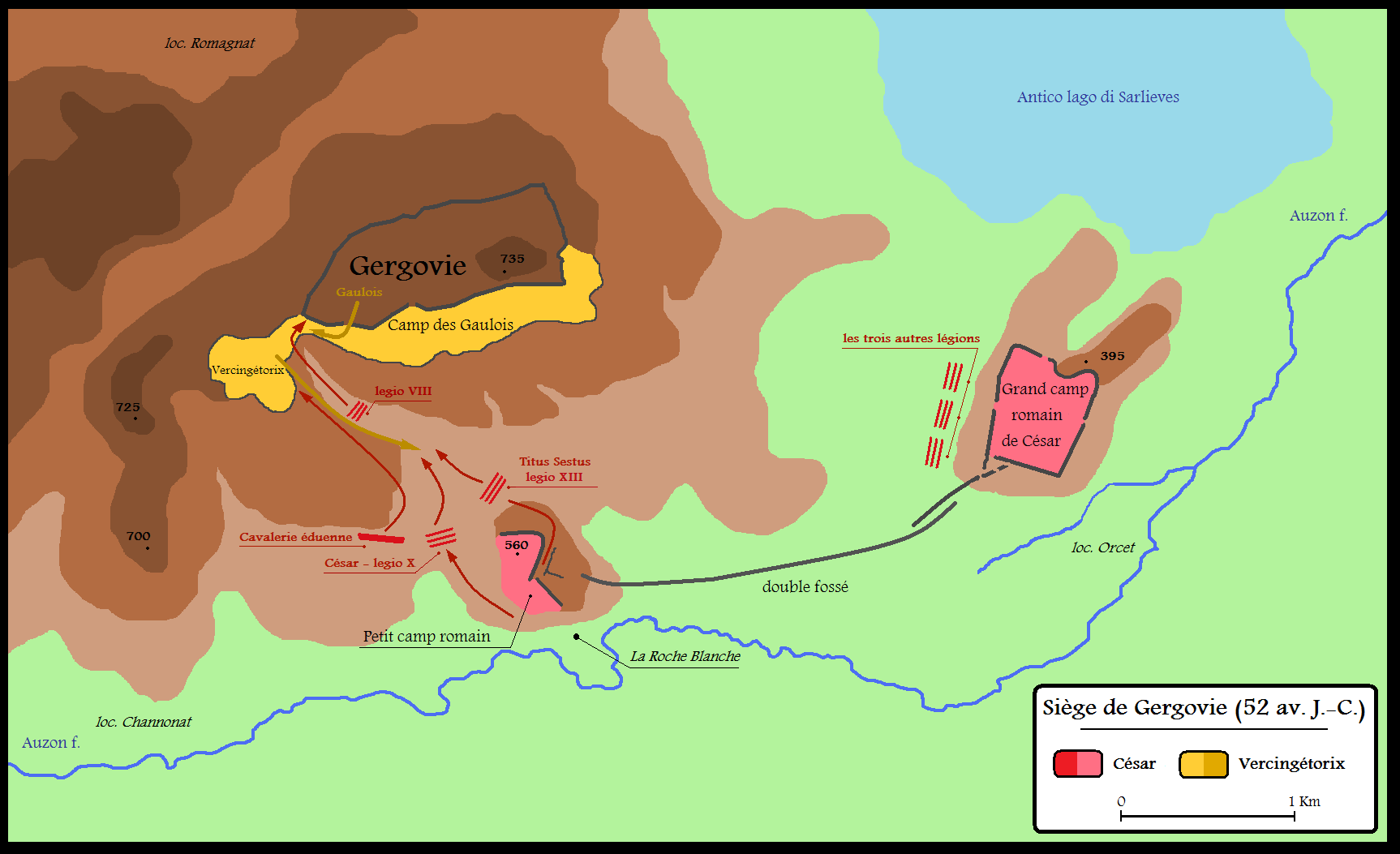
Tentative d'assaut de Gergovie par César,.

César tente ensuite une ruse pour vaincre l'assiégé ; il feint de vouloir prendre une colline qui auparavant est envahie de Gaulois. Pour cela, il y envoie des troupes ainsi que des légionnaires déguisés en cavaliers. Pendant ce temps il fait passer le gros de ses troupes du grand camp au petit camp grâce au double fossé. Les Éduens qu'il a réussi à rattacher à son mouvement font une attaque par la droite en sortant du grand camp. Cela semble fonctionner jusqu'au moment où César, à la tête de la dixième légion, sonne la retraite. La topographie déjouant ses plans, bon nombre d'entre ses troupes n'entendent pas ce signal et continuent à se battre jusqu'au-dessous des remparts, notamment des soldats de la huitième légion. De plus, ils confondent les Éduens qui manœuvrent en diversion sur leur flanc avec les assiégés, ce qui provoque leur retraite dans de très mauvaises conditions. L'armée romaine essuie alors des pertes importantes. Elle ne rétablit sa position que lorsque les soldats qui sont parvenus jusqu'au rempart et ont pu en réchapper firent la jonction avec la dixième légion et des troupes de la treizième. Vercingétorix n'a pas lancé de poursuite plus avant, c'est la fin de la bataille de Gergovie. Le siège n'est plus tenable, les risques sont trop grands compte tenu des troupes rassemblées par César : l'issue du siège est donc favorable aux Gaulois. Jules César admet une perte d'environ sept cents hommes dont quarante-six centurions,.
Le proconsul romain décide de quitter les lieux en faisant croire qu'il part pour soutenir Labienus dans ses batailles et ne montre nullement qu'il vient de faire face à un échec important. Après avoir tenté en vain de provoquer une bataille en rase campagne, les Gaulois étant restés dans l'oppidum, et ne sortant que pour quelques escarmouches, César et ses armées quittent l'Auvergne en reprenant l'itinéraire longeant l'Allier. Les cavaliers éduens, menés par Éporédorix et Viridomaros, quittent la colonne de César : l'alliance avec les Éduens est morte. Si le chef romain a évité le piège consécutif au retournement politique des Éduens, réussissant in extremis et momentanément à reprendre le contrôle de leur cavalerie, il a échoué à reprendre le contrôle total de la situation et il doit manœuvrer dans des contrées de plus en plus hostiles,.

#### Défaite des Sénons, Parisii et Aulerques

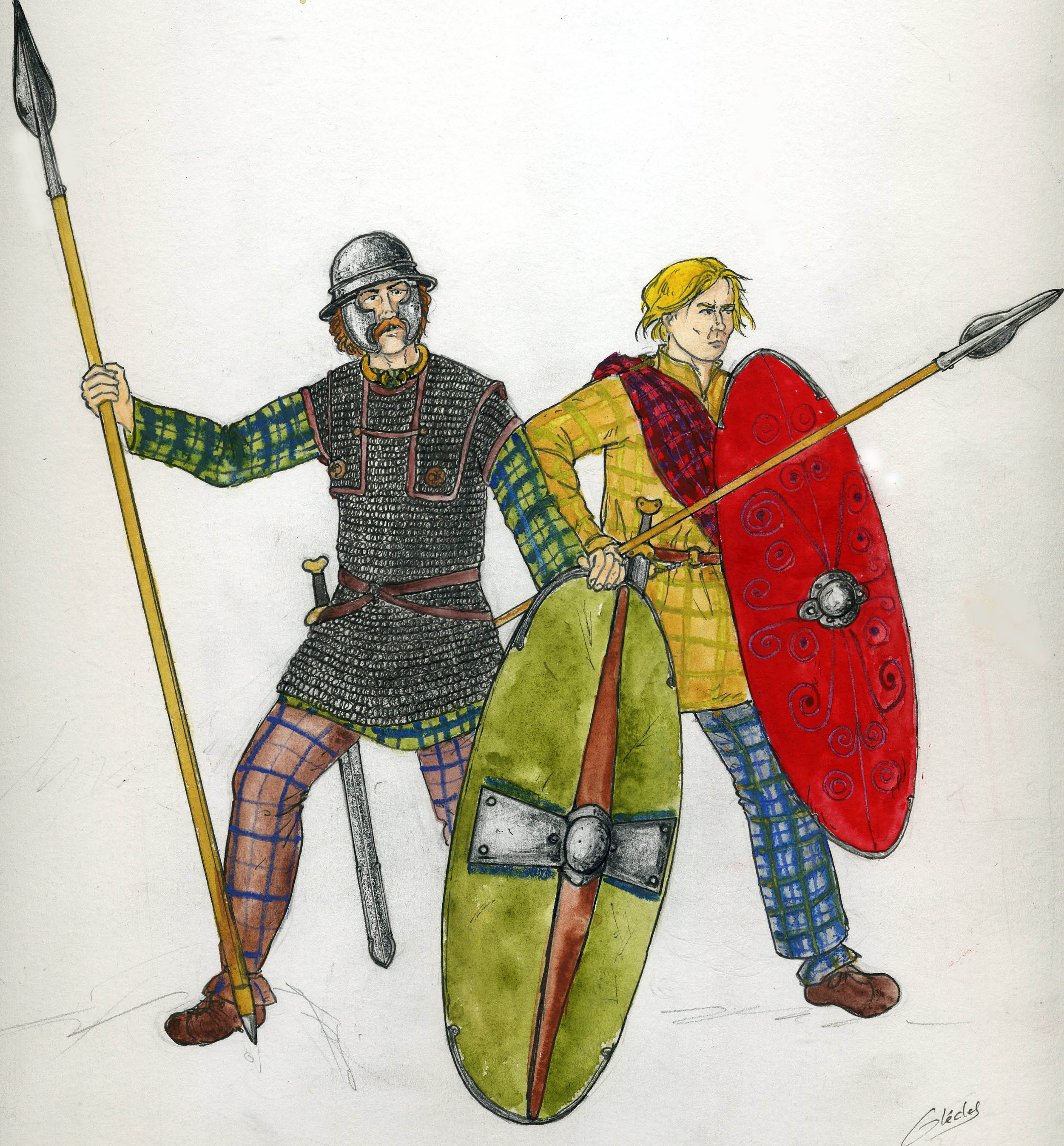
Guerriers celtes du

Titus Labienus, avec ses quatre légions, marche sur Lutèce (ville non encore localisée avec certitude) des Parisii, ayant laissé les bagages de l'armée à Agedincum (aujourd'hui Sens), sous la garde des nouvelles recrues d'Italie. Le commandement des troupes gauloises est donné à l'Aulerque Camulogène, qui place ses troupes sur la Seine pour empêcher le passage de l'armée romaine. Labienus, ne pouvant passer à travers les marais autour de la Seine, préfère se retirer et s'empare par surprise de la ville de Metlosédum (aujourd'hui Melun) des Sénons, et traverse là le fleuve. Les Gaulois, apprenant la perte de cette ville, détruisent Lutèce et tous les ponts de la Seine, bloquant ainsi Labienus sur la rive gauche, alors que ses bagages et les troupes de réserve sont situées sur l'autre rive. De plus, les Bellovaques, apprenant la traîtrise des Éduens, sont au bord de la révolte, et se situent dans le dos du lieutenant de César. Celui-ci décide donc de se replier sur Agedincum pour se joindre au proconsul, traverse la Seine de nuit grâce à des barques mais les Gaulois tentent de l'empêcher de rejoindre César en lui barrant la route. L'armée ennemie, composée de Sénons, Parisii et Aulerques Éburovices, commandée par Camulogène, est rangée en bataille, pensant que les Romains fuient alors qu'il se retirent organisés.
La bataille de Lutèce commence : au premier choc, la septième légion placée à l’aile droite enfonce l'ennemi ; à gauche, où est la douzième, les jets de pilums brisent la première charge, mais les Gaulois opposent une résistance farouche, encouragés par leur vieux chef, l'Aulerque Camulogène. La décision est provoquée par l'action des tribuns militaires de la septième légion, qui tombent sur les arrières de l’ennemi. Les troupes laissées en réserve par les Celtes interviennent en prenant une colline proche mais ne peuvent inverser le cours de la bataille, ils combattent à mort tel leur chef ou prennent la fuite et leurs pertes sont alourdies par la cavalerie romaine lancée à leur poursuite. Après ce combat, Labienus retourne vers Agedincum, où sont laissés les bagages de toute l'armée. De là, il rejoint César avec toutes les troupes.

#### Fin de la révolte, Vercingétorix se rend à Alésia
La nouvelle de la défection des Éduens étend la guerre à toute la Gaule. Toute la Gaule s'unit à Vercingétorix à Bibracte, hormis les Rèmes, les Lingons et les Trévires, les deux premiers car ils restent fidèles à Rome, les derniers car ils sont pressés par les Germains. Le commandant arverne ordonne à tous d'incendier leurs demeures et de détruire leurs récoltes à l'approche des Romains, espérant affamer les légions de César. En outre, Vercingétorix possède plus de 15 000 cavaliers pour harceler l'armée romaine. Il pousse les Allobroges à la guerre, ainsi que les Helviens, pour menacer la Gaule transalpine peu défendue.
César avait envoyé son lieutenant Labienus combattre et soumettre les Parisii, pendant qu'il attaquait lui-même les Arvernes à Gergovie : « Labienus, laissant à Agédincum, pour garder les bagages, les troupes de renfort qu'il venait de recevoir d'Italie, part vers Lutèce avec quatre légions ». Après son échec au siège de Gergovie, fin avril 52 av. J.-C. César remonte au nord avec ses six légions et, à proximité de Sens, rejoint les quatre légions de son lieutenant Labienus à qui il a demandé de revenir de Lutèce : « Il craignait fort pour Labienus, qui était séparé de lui, et pour les légions qu'il avait détachées sous ses ordres ». Devant faire face à la révolte de tous les peuples gaulois, à l'exception de trois, les Lingons, les Rémois, et les Trévires, César décide de regrouper toute son armée et de quitter la Gaule. Il réunit ses six légions avec les quatre légions de Labienus à Sens Agedincum, où se trouvent en réserve deux légions venues d'Italie. Avec ses douze légions réunies, il s'éloigne du pays des Sénons en révolte, et se replie vers Langres, capitale des Lingons, ses alliés. Il stationne sur le territoire des Lingons, peuple resté fidèle à Rome. Installé à Langres pendant l'été de 52 av. J.-C. il fait venir une cavalerie de mercenaires germains propre à garantir une retraite plus sûre vers la Province romaine.
Plusieurs facteurs contribuent à le décider à un repli. D'une part, il y a la révolte généralisée des peuples gaulois, les menaces d'attaques par les Éduens et les Arvernes sur la Province romaine peuplée d'Allobroges, et sur les secteurs de la province Narbonnaise en Aquitaine où Vercingétorix a envoyé des ambassadeurs, d'autre part, il y a des problèmes de famille et de politique à Rome : la mort de sa fille Julie, épouse de Pompée, l'alliance nouvelle de Pompée avec ses ennemis, une opposition chez les sénateurs à Rome à sa politique de conquête qui prend de plus en plus d'importance, la menace d'une remise en cause de son proconsulat. Tous ces facteurs l'obligent à envisager un repli de son armée vers la Province romaine et l'Italie.
Vercingétorix, observant la retraite romaine, abandonne sa stratégie de terre brûlée et décide d'anéantir l'armée de César avant qu'elle n'ait pu rejoindre la province romaine. Mi-août, alors que l'armée romaine est en cheminement sur une distance d'environ 30 kilomètres entre deux camps, Vercingétorix lance une attaque d'environ 15 000 cavaliers divisés en trois corps, deux sur les côtés et une de face, contre la tête de colonne, espérant la traverser et la mettre en déroute. Mais les légionnaires se rassemblent, reçoivent des renforts, permettant la contre attaque. La cavalerie germaine nouvellement recrutée est engagée et crée la surprise. Les cavaliers celtes sont repoussés et mis en déroute, et trois nobles Éduens réfugiés sur une hauteur sont capturés : Cotos, écarté par César, Cavarillos, commandant de l'infanterie après la défection de Litaviccos, et Éporédorix. Vercingétorix, voyant sa cavalerie défaite, ordonne à son infanterie de lever le camp et se replie sur Alésia, appartenant aux Mandubiens, mais perd 3 000 hommes à l'arrière garde, poursuivi par les troupes romaines,.

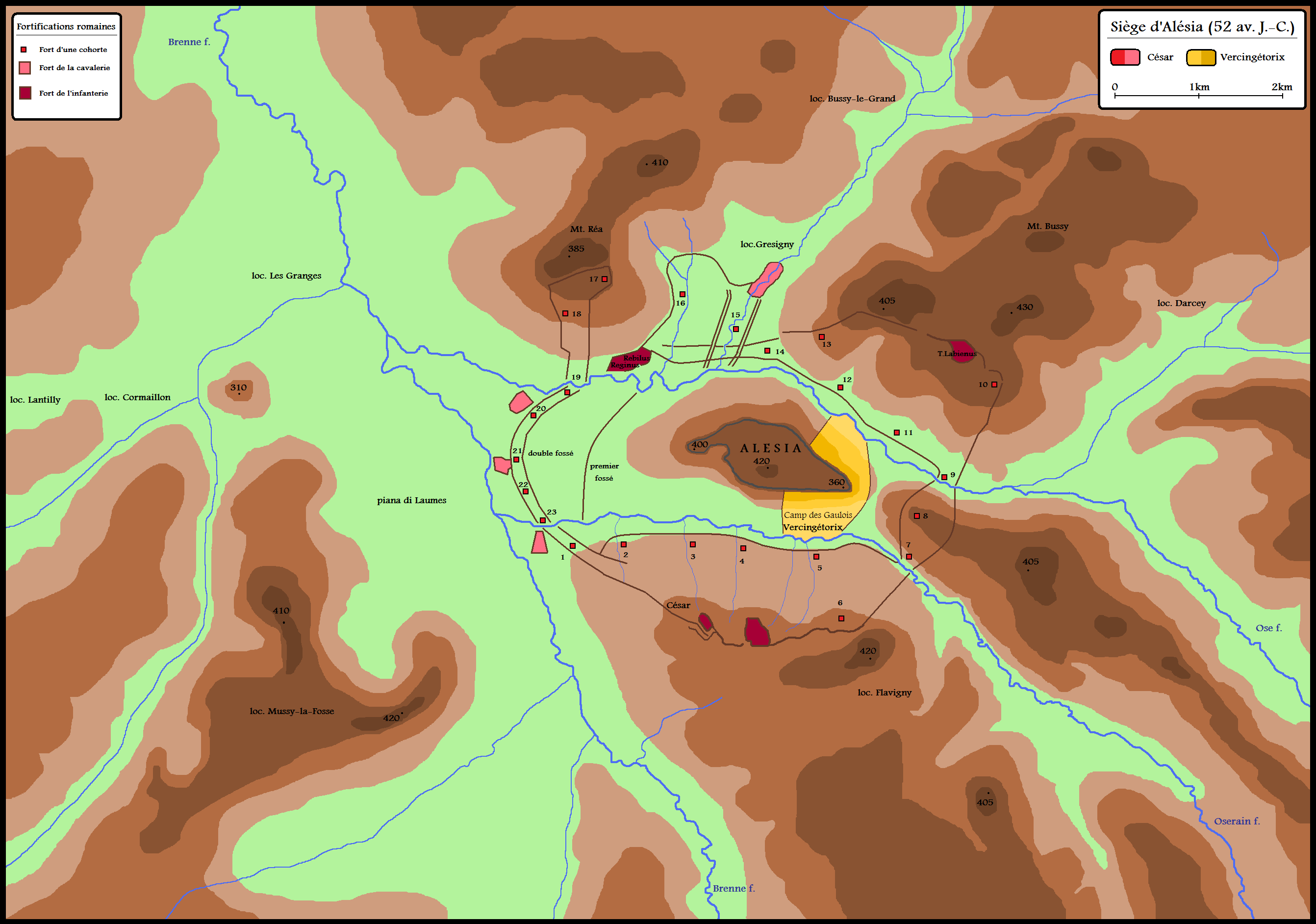
Les fortifications de César lors du siège d'Alésia (en supposant que le lieu de la bataille se situe à Alise-Sainte-Reine ; voir Siège d'Alésia#Alise-Sainte-Reine).

Le lendemain, César établit son camp devant l'oppidum d'Alésia, à une demi étape, soit environ 15 kilomètres, du lieu de la bataille de cavalerie. Vercingétorix possède une armée composée, d’après César, de 95 000 hommes (15 000 cavaliers et 80 000 fantassins), et n'est muni que d'un mois de ravitaillement. Il attend à Alésia l'armée gauloise de secours, qui doit venir prendre l’armée romaine à revers. César et ses dix à douze légions, soit 60 à 72 000 hommes, décident de mettre le siège autour de l'oppidum d'Alésia, qui contrôle la route vers la province : le siège d'Alésia débute.
Selon César, l'oppidum est établi sur une hauteur entre deux cours d'eau. Étant de plus en infériorité numérique, le général romain doit renoncer à un assaut. Il met alors en œuvre le génie romain pour les travaux de siège, afin d'affamer les Gaulois et de réduire la ville à la reddition. Il établit une double ligne de fortifications. Autour de la ville, une ligne de travaux défensifs de plus de 16 kilomètres, la contrevallation, est édifiée pour empêcher les sorties des assiégés, avec de nombre de fortifications. Les mêmes travaux sont effectués pour une deuxième ligne de défense de 21 kilomètres, la circonvallation, tournée vers l'extérieur et destinée à protéger les assaillants d'une éventuelle armée de secours. Lors de l'établissement de ses lignes de défense, les Romains tirent parti du relief accidenté du site d'Alésia, afin de limiter les travaux au strict nécessaire. Les lignes ne sont donc pas continues sur tout le périmètre défensif,.
L'armée de secours arrive devant Alésia six semaines plus tard, à la fin septembre. Elle est commandée par l'Atrébate Commios, les Éduens Viridomaros et Eporédorix, et l'Arverne Vercassivellaunos, cousin de Vercingétorix, et forte, selon César, de 246 000 fantassins et de 8 000 cavaliers :

« les Éduens, avec leurs clients les Ségusiaves, les Ambivarètes, les Aulerques Brannovices, les Blannovii, trente-cinq mille hommes ; les Arvernes avec les peuples de leur ressort, tels que les Eleutètes, les Cadurques, les Gabales, et les Vellaves, un pareil nombre ; les Sénons, les Séquanes, les Bituriges, les Santons, les Rutènes, les Carnutes, chacun douze mille ; […] ; les Lémovices, autant ; les Pictons, les Turones, les Parisii, les Helvètes, huit mille chacun ; les Ambiens, les Médiomatriques, les Pétrocores, les Nerviens, les Morins, les Nitiobroges, chacun cinq mille ; les Aulerques Cénomans, autant ; les Atrébates, quatre mille ; les Véliocasses, les Lexoviens, les Aulerques Éburovices, chacun trois mille, les Rauraques avec les Boïens, mille ; vingt mille à l'ensemble des peuples situés le long de l'Océan, et que les Gaulois ont l'habitude d'appeler Armoricains, au nombre desquels sont les Coriosolites, les Redones, les Ambibarii, les Calètes, les Osismes, les Lémovices, les Unelles. Les Bellovaques […] envoyèrent deux mille hommes »

— Jules César, Guerre des Gaules, VII, 75

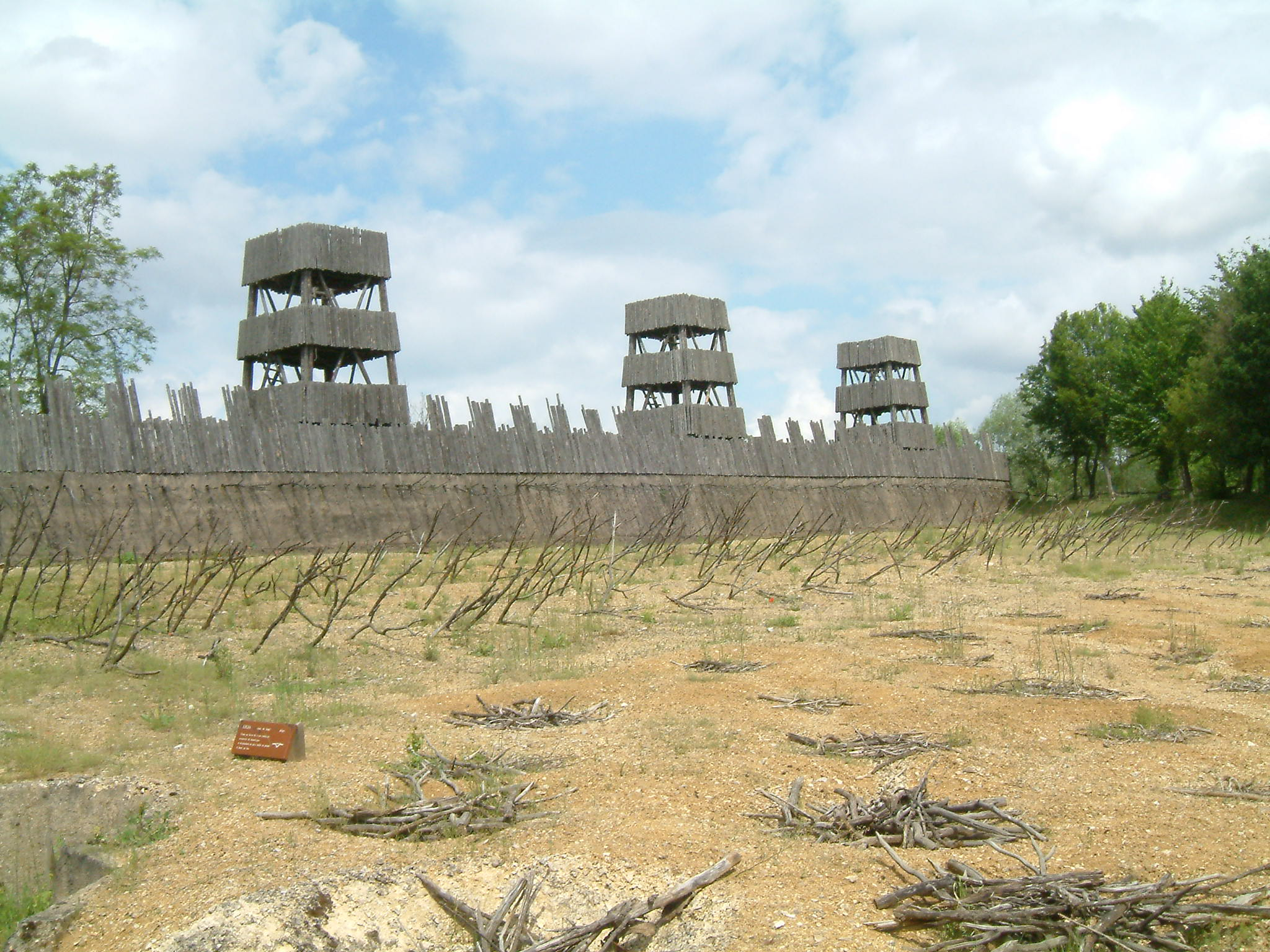
Réplique des fortifications utilisées lors du siège d'Alésia (Archéodrome de Beaune, Merceuil, Bourgogne).

La concentration d’hommes réunis dans cet affrontement décisif est extraordinaire : maximum 400 000 combattants sont en présence, auxquels s’ajoutent la masse des civils emmenés avec les armées, les serviteurs et esclaves de l’armée romaine.
Quand l'armée de secours arrive en vue des fortifications romaines, César indique que les Gaulois « ayant occupé une colline située en retrait, s'établissent à mille pas à peine de nos lignes ». « Le lendemain, ils font sortir leur cavalerie et couvrent la plaine dont nous avons dit qu'elle avait trois milles de long ».
L'infanterie romaine prend position sur les lignes de contrevallation et circonvallation. César ordonne à sa cavalerie d'engager le combat contre la cavalerie gauloise renforcée par des archers et de l'infanterie légère. Les combats durent de la mi-journée jusqu'à la tombée de la nuit. La cavalerie germaine finit par mettre les cavaliers gaulois en fuite et massacre les archers puis poursuit les fuyards jusqu'à leur camp. Le jour suivant, les Gaulois de l'armée de secours fabriquent passerelles, échelles et harpons, puis lancent l'assaut au milieu de la nuit. Ils se servent de flèches et pierres pour bousculer les défenseurs romains. Ceux-ci avec des frondes, des casse-têtes, des épieux repoussent les attaquants. L’obscurité entraîne des pertes lourdes des deux côtés. L’artillerie lance une grêle de projectiles. Les Romains renforcent systématiquement les points faibles à l'aide de troupes empruntées aux fortins situés en arrière. Les pièges ralentissent l'avancée des Gaulois au pied des palissades et, n'ayant pu percer nulle part, ils finissent par se replier au petit matin craignant d'être pris sur leur flanc droit si l'infanterie romaine du camp supérieur tente une sortie. Vercingétorix, bien qu'alerté dès les premiers combats par les clameurs, perd trop de temps à manœuvrer ses engins d'assaut et à combler les premiers fossés. Il apprend la retraite des siens avant même d'arriver aux retranchements et regagne la ville,.
À la suite de ces deux échecs, une troupe d'élite de 60 000 hommes est constituée et mise sous le commandement de Vercassivellaunos, un cousin de Vercingétorix. Après une longue marche de nuit et une matinée de repos, Vercassivellaunos attaque le camp supérieur après avoir contourné la montagne Nord. En même temps, la cavalerie gauloise s’approche des fortifications de la plaine et le reste des troupes se déploie en avant du camp gaulois. Vercingétorix sort de la ville avec tout son matériel d'assaut. Les Romains attaqués de toute part commencent à céder, d'autant que les Gaulois réussissent à combler les obstacles. César envoie Labienus en renfort pour le camp supérieur. Les assiégés, désespérant de venir à bout des fortifications de la plaine, tentent l’escalade des abrupts ; ils y portent toutes les machines qu’ils avaient préparées. Ils chassent les défenseurs des tours sous une grêle de traits, comblent les fossés, réussissent à faire une brèche dans la palissade et le parapet. César envoie d’abord des renforts puis il amène lui-même des troupes fraîches. Ayant refoulé l’ennemi, il rejoint Labienus avec quatre cohortes et une partie de la cavalerie tandis que l’autre partie de cette dernière contourne les retranchements extérieurs et attaque l’ennemi à revers. Voyant la cavalerie derrière eux et de nouvelles cohortes approchant, les Gaulois prennent la fuite. Les cavaliers romains leur coupent la retraite et les massacrent. Vercassivellaunos est capturé. Voyant ce désastre, Vercingétorix ordonne le repli de ses troupes. Au signal de la retraite, les troupes de secours quittent leur camp et s’enfuient. Les fuyards sont en partie rattrapés par la cavalerie romaine ; beaucoup sont pris ou massacrés ; les autres, ayant réussi à s’échapper, se dispersent dans leurs cités,.

Vercingétorix jette ses armes aux pieds de César, 1899, par Lionel-Noël Royer.

Le lendemain, Vercingétorix décide de se rendre. Carcopino signale le dévouement rituel du chef Arvenne, qui se sacrifie en s'agenouillant au pied du vainqueur plutôt que de se lancer dans un dernier massacre, épargnant ainsi ses hommes. L'historien blâme César, qui ordonne de jeter Vercingétorix aux fers, insensible à la noblesse de ce dévouement rituel. Le chef gaulois attendra six ans son supplice, lors du triomphe de César en 46 av. J.-C., devant être traîné de prison en prison, ou misérablement à la suite des armées de César pendant la guerre civile. Carcopino souligne qu'il trouve cela incompréhensible quand l'on connaît le soin que met le général romain à soigner sa réputation de clémence.
Après la reddition des Gaulois, la plupart des guerriers gaulois, sauf les Éduens et les Arvernes, sont réduits en esclavage et distribués aux légionnaires, « à raison d'un par tête ».
Il reçoit ensuite la soumission des Éduens sur leurs terres, puis celles des Arvernes. Le proconsul met ensuite ses légions en quartiers d'hiver, et passe lui-même l'hiver à Bibracte avec deux légions (les X et XII) :
- Titus Labienus, avec deux légions (les VII et XV) et la cavalerie, chez les Séquanes ;
- Caius Fabius et Lucius Minucius Basilus, avec une légion chacun (respectivement les VII et IX), chez les Rèmes ;
- Titus Antistius Reginus, avec une légion (XI), chez les Ambivarètes ;
- Titus Sextius, avec une légion (XIII), chez les Bituriges ;
- Caius Caninius Rebilus, avec une légion (I), chez les Rutènes ;
- Quintus Tullius Cicero et Publius Sulpicius, avec une légion chacun (respectivement la VI et XIIII) dans les postes de Cabillon (aujourd'hui Châlons) et de Matiscon (aujourd'hui Mâcon), au pays des Éduens, sur la Saône, pour assurer le ravitaillement.

La réputation de César revient à son apogée, après deux trois années sombres, depuis la bataille d'Aduatuca et l'insurrection totale de la Gaule. César fait publier les derniers livres de ces campagnes pour regagner le cœur des foules romaines, et son œuvre a un succès exceptionnel, bien qu'il ait perdu une grande partie de son influence auprès des instances dirigeantes romaines et de Pompée. Le Sénat de la République romaine ordonne vingt jours de prières publiques pour ces événements.

### Année 51 av. J.-C.: ultimes révoltes en Gaule

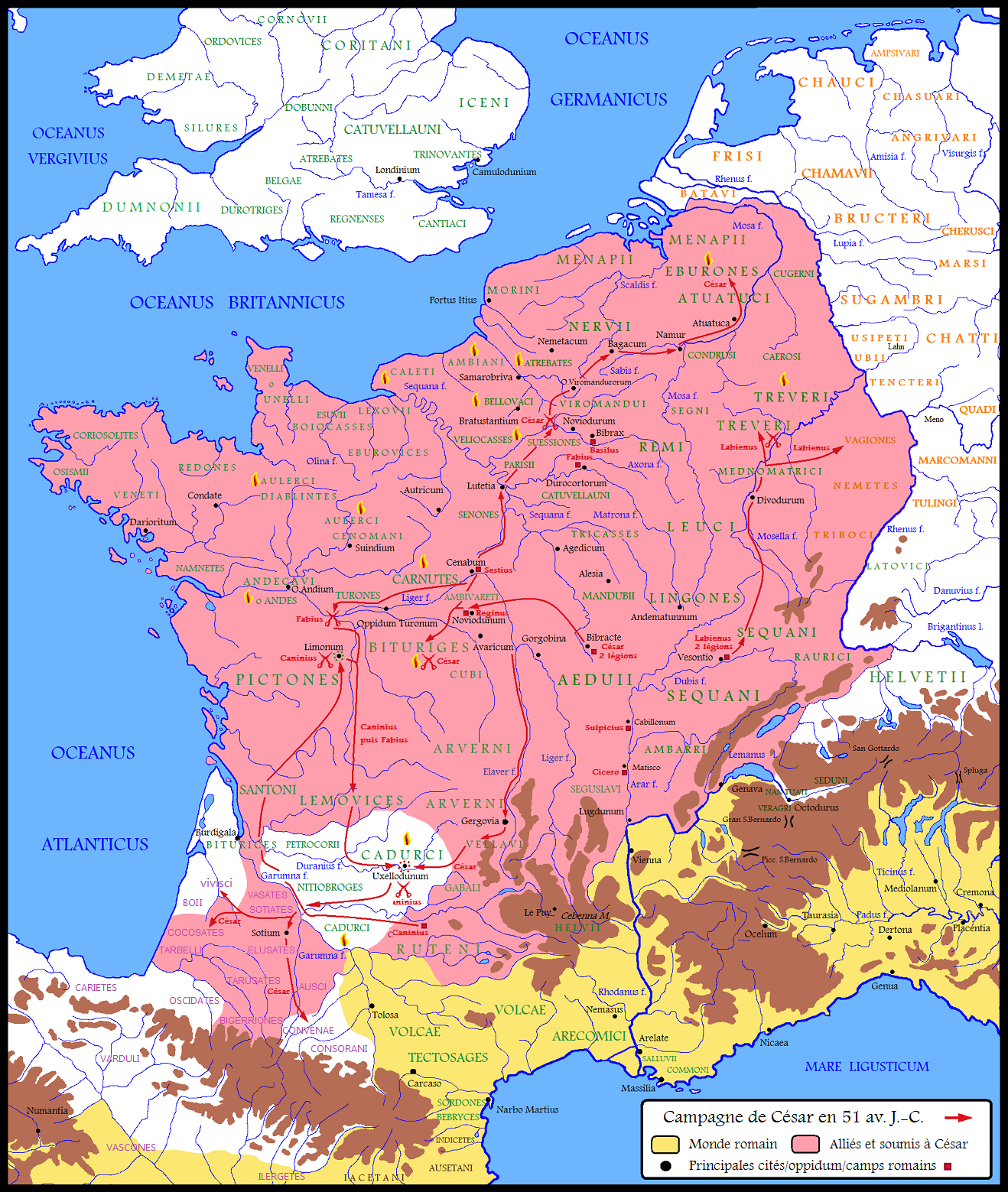
La campagne de César en -51

#### Campagne contre les Bituriges et les Bellovaques
Malgré la reddition à Alésia de Vercingétorix, et la vente en esclavage de quasiment tous les guerriers celtes de cette bataille, de nouvelles coalitions se préparent au sein de la Gaule contre la domination romaine. César, ne voulant pas laisser aux nouveaux révoltés le temps de se préparer, rejoint la treizième légion, à laquelle il joint la onzième, et part en campagne contre les Bituriges, que la présence sur leurs terres d'une légion n'a pas empêché de préparer la guerre. L'arrivée soudaine du général romain, encore en hiver, prend de court le peuple gaulois, qui se soumet après un mois. De retour à Bibracte, Jules César doit repartir en guerre contre les Carnutes en février, prenant cette fois avec lui les sixième et quatorzième légions, et marche sur Cénabum, une de leurs villes. De là, les troupes romaines infligent des pertes importantes aux Carnutes.
À la suite de ces deux révoltes durant l'été, il apprend alors que les Bellovaques et leurs alliés s'apprêtent à envahir le territoire des Suessions, avec à leur tête le Bellovaque Correus et de l'Atrébate Commios. Partant à la tête de la onzième légion, il se fait rejoindre par les deux postées à Cénabum et une de celles que Titus Labienus a sous ses ordres. Établissant son camp à la frontière des Bellovaques, il découvre que ces derniers l'attendent sur leurs terres, avec les Ambiens, Aulerques, Calètes, Véliocasses et Atrébates, et que des secours germains sont en route. Ces derniers ne veulent engager le combat que si César marche à la tête de trois légions, et ce dernier laisse une des siennes le suivre de plus loin, pour faire croire aux Celtes qu'ils peuvent combattre. Il établit un camp fortifié face à l'armée celte, qui s'est placée sur une hauteur. Les deux armées se font face, quelques combats d'avant garde ont lieu, mais aucune n'ose engager réellement l'autre. Les renforts germains, 500 cavaliers, rejoignent l'armée celte tandis que le proconsul romain appelle trois autres légions. Une embuscade fait des pertes importantes parmi la cavalerie des Rèmes, alliée de César, puis c'est au tour des troupes germaines de César de mettre en déroute une troupe celte. L'approche des trois légions de renfort a pour effet de faire reculer le camp des Bellovaques. Pour empêcher les Romains de les poursuivre, ils mettent le feu derrière eux pour cacher leur retraite et l'établissement de leur camp sur une hauteur plus avantageuse encore,.
Correus, le commandant des Bellovaques, avec 6 000 fantassins et 1 000 cavaliers, prépare une embuscade aux Romains, mais César l'apprend, et réunit son armée pour prendre l'adversaire à son propre piège. La cavalerie romaine est prise dans l'embuscade, mais résiste, bien qu'entourée de toute part, mais les légions romaines menées par César entourent maintenant les Gaulois, qui sont mis en déroute, et Correus est tué au combat,.
Ce succès de l'armée romaine a pour conséquence la soumission des Bellovaques, abattus par leur défaite, que César accepte. Néanmoins, Commios, s'enfuit, ayant juré de ne plus paraître devant un Romain depuis que Titus Labienus avait envoyé un centurion tenter de l'assassiner lors d'une entrevue. À la suite de cette nouvelle victoire romaine, César disperse à nouveau ses légions, et marche avec son lieutenant Marc Antoine sur la patrie d'Ambiorix pour ravager la région. Ensuite, il envoie Titus Labienus chez les Trévires avec deux légions, pour les rappeler à l'ordre.

#### Campagne contre les Pictons
En Aquitaine, Caius Caninius Rebilus se porte au secours d'un fidèle allié gaulois, Duratios, assiégé dans Lemonum (aujourd'hui Poitiers) par une partie de son peuple, les Pictons, menés par Dumnacos. Mais, ayant trop peu d'hommes avec lui, le lieutenant de César se fortifie près de la ville, ce qui a pour effet d'attirer l'armée adverse qui tente des assauts infructueux avant de retourner assiéger Lemonum. Caius Fabius, envoyé dans la région par César auparavant, se presse d'arriver au secours de Duratios. Dumnacos, apprenant l'arrivée d'un deuxième lieutenant de César avec plus de troupes, bat en retraite, mais ce mouvement est prévu par Caius Fabius qui le surprend en pleine retraite. La cavalerie romaine combat d'abord seule, puis l'arrivée des légions met en déroute l'armée des Pictons, qui perd plus de 12 000 hommes.

#### Campagne contre les Cadurques près d'Uxellodunum
Après cette déroute des Pictons, 5 000 des leurs sont recueillis par le Sénon Drappès et le Cadurque Lucterios, deux ennemis de Rome. Caius Caninius Rebilus marche contre eux à la tête de deux légions tandis que Caius Fabius entre en campagne contre les Carnutes et les autres nations qui ont soutenu Dumnacos. La célérité de sa campagne oblige les Carnutes à se soumettre, ainsi que les Armoricains quand le lieutenant de César arrive sur leurs terres.
Drappès et Lucterios, apprenant l'arrivée des légions de Caius Caninius Rebilus, retournent sur les terres des Cadurques et prennent position dans Uxellodunum. Le légat romain arrive à son tour devant la citadelle, et tire une ligne de circonvallation autour de la place, pour empêcher la cité de recevoir des vivres. Les deux commandants, Drappès et Lucterios, décident d'une sortie avec quasiment toutes leurs troupes pour aller chercher du ravitaillement et tenir un long siège, ne laissant que 2 000 hommes dans la ville. En peu de jours, ils amassent de grandes quantités de blé sur les terres des Cadurques, et se préparent à revenir dans la ville. Caius Caninius arrête les travaux de siège, ne pouvant convenablement entourer la ville d'une ligne défensive avec si peu d'hommes, et préfère réunir ses troupes en peu de points. Les deux chefs gaulois espèrent pouvoir entrer dans la ville par des chemins inconnus des Romains, mais le légat est prévenu, et écrase une troupe commandée par Lucterios. Il surprend ensuite le camp celte où Drappès et ses hommes attendent de pouvoir pénétrer dans la ville, et le légat romain menant une de ses deux légions, fait un massacre de ses ennemis, empêchant ainsi tout ravitaillement de la ville. Il reprend ensuite le siège de la ville d'Uxellodunum, aidé par l'arrivée de Caius Fabius et ses troupes. Les habitants de la ville refusent de se soumettre aux légats romains et décident de continuer de résister, malgré leur faible nombre, mais n'ayant plus de problèmes de vivres depuis le départ de la majorité des troupes.
De son côté, Jules César laisse Marc Antoine chez les Bellovaques avec quinze cohortes, afin d'empêcher de nouvelles révoltes chez les Belges. Apprenant la défaite de Lucterios puis celle de Drappès, mais surtout la résolution opiniâtre des habitants de la ville, il prend la route de Uxellodunum avec la cavalerie pour superviser le siège. Sachant que les assiégés possèdent suffisamment de vivres pour tenir un long siège, le proconsul décide de les priver d'eau. Ne pouvant dévier le cours de la rivière qui arrose la citadelle, il se décide à empêcher les habitants de s'y ravitailler, bien qu'elle soit difficile d'accès à tous, aussi bien aux assiégeants qu'aux assiégés. Plaçant des archers, des frondeurs et des armes de siège à chaque accès d'eau, il empêche les habitants de pouvoir atteindre la rivière. Il ne reste alors plus qu'une source abondante sortant de la falaise qui entoure la cité, et qui pourvoit la ville en eau. Les assiégés empêchent vivement le général romain d'édifier des constructions pour couper ce dernier accès à l'eau, mais en vain, car César parvient à prendre possession de cette fontaine, ou du moins à placer des hommes qui en empêchent l'accès aux habitants. Après plusieurs tentatives infructueuses pour détruire les édifications romaines, ils sont forcés de se soumettre au général romain.
César a jusque-là fait preuve d'une grande clémence par calcul politique, hormis contre les insurgés des deux dernières grandes révoltes, envers ceux qui se révoltent contre la domination romaine, notamment pour les populations (les nobles sont souvent, quant à eux, exécutés à titre d'exemple), mais il choisit cette ville comme exemple pour tous les autres peuples de la Gaule qui veulent se révolter : il fait couper les mains de tous ceux qui ont pris les armes, afin de décourager de nouvelles révoltes (éviter ainsi que la population gauloise ne suive les chefs révoltés), montrant ainsi qu'il peut faire preuve d'une extrême cruauté. Carcopino trouve ces atrocités impardonnables, mais les explique pour des raisons de politique internes à la République romaine : César sait que son mandat arrive à terme et que ses ennemis politiques ne manqueront pas de l'attaquer à ce sujet, or ces dernières révoltes le forcent à se maintenir en Gaule, et il ne peut plus se permettre une nouvelle insurrection en Gaule.

#### Derniers combats et soumissions
Titus Labienus se rend chez les Trévires à la tête de deux légions, et remporte une victoire éclatante sur ce peuple et leurs alliés germains. Nombre de chefs sont faits prisonniers, dont le dernier noble éduen à ne pas encore avoir déposé les armes.

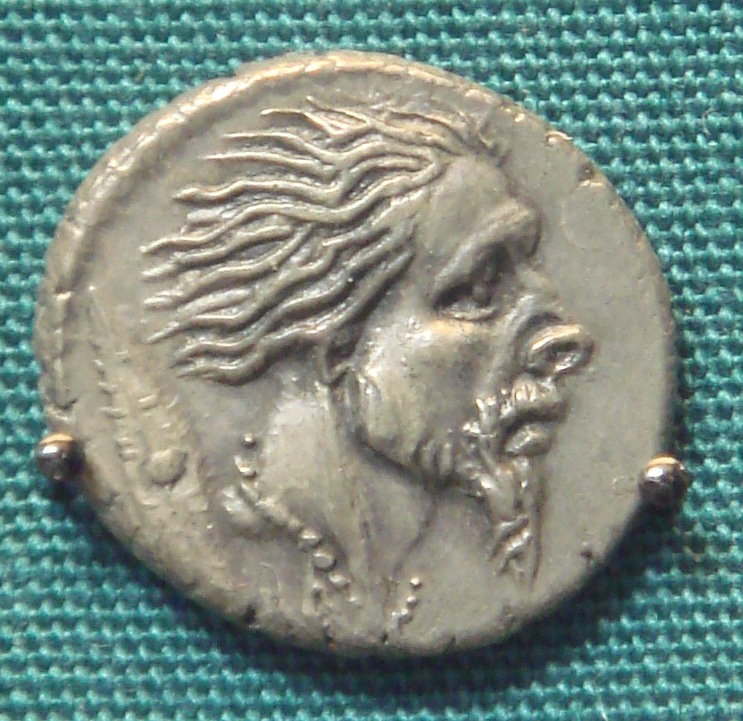
Denier romain d'argent avec la tête d'un Gaulois captif (-48).

Jules César se rend en Aquitaine pour la première fois de la guerre, puisque cette région a été soumise par son lieutenant Publius Crassus en 56 av. J.-C. Les peuples aquitains se soumettent, César passe ensuite en Gaule transalpine, et il répartit ses légions en quartiers d'hiver, puis rejoint celles de Gaule belgique, passant l'hiver à Nemetocenna :
- Marc Antoine, Caius Trebonius et Publius Vatinius, avec quatre légions, en Gaule belgique ;
- deux légions chez les Éduens, contrôlant ainsi le centre-est de la Gaule ;
- deux légions chez les Turones, sur la frontière des Carnutes, pour contenir toutes les contrées qui touchent l'océan ;
- deux légions chez les Lémovices, non loin des Arvernes.

L'Atrébate Commios, après avoir été aux prises avec la cavalerie de Marc Antoine, part en exil, promettant de ne jamais se retrouver face à un Romain.
Ainsi se termine la guerre des Gaules, après huit années de campagne, depuis la victoire sur les Helvètes jusqu'au siège d'Uxellodunum, qui voit la reddition des derniers combattants de la Gaule libre.
Durant cette longue guerre de conquête, la Gaule qui comptait entre cinq et dix millions d'âmes, aurait perdu près d'un million d'habitants (selon Jules César, chiffres qui nous sont parvenus par Plutarque et Pline l'Ancien) et un autre million aurait été réduit en esclavage, toujours selon Plutarque, sur une population évaluée à plus d'une dizaine de millions d'individus (à peu près autant que sous le règne de Louis XIV)[réf. à confirmer]. Selon Velleius Paterculus, César massacre plus de 400 000 ennemis et en fait prisonniers un plus grand nombre encore. Ces chiffres qui peuvent paraître excessifs, semblent pour l'historien Michel Reddé fiables, et traduisent bien l'impression qu'ont laissée les combats menés par César.

### Chronologie de huit années de campagne
- 59 av. J.-C. : Consulat de Caius Julius Caesar et Marcus Calpurnius Bibulus :
  - La Lex Vatinia octroie la Gaule cisalpine, l'Illyrie et ses trois légions pour cinq ans à César en tant que proconsul ;
  - Un senatus consulte ajoute la Gaule transalpine et sa légion sous le commandement du futur proconsul ;
- 58 av. J.-C. : Consulat de Lucius Calpurnius Piso Caesoninus et Aulus Gabinius :
  - Début de la migration des Helvètes et des Boïens sous les ordres de Divico vers l'Ouest de la Gaule ;
  - César les repousse à Genua et les poursuit à l'appel des Éduens, il les bat une première fois sur la Saône ;
  - Victoire écrasante de César et Labienus près de Bibracte ;
  - Renvoi des Helvètes chez eux et installation des Boïens dans la région en tant que vassal des Éduens ;
  - Début de campagne contre les Germains, entrevues écourtées entre César et Arioviste près de Vesontio ;
  - Victoire de César dans les plaines d'Alsace, Arioviste s'enfuit ;
- 57 av. J.-C. : Consulat de Publius Cornelius Lentulus Spinther et Quintus Caecilius Metellus Nepos :
  - Début de campagne contre les Belges menés par Galba ;
  - Première victoire du proconsul sur les Suessions, qui se soumettent, ainsi que les Bellovaques ;
  - Deuxième victoire de César et Labienus sur les Nerviens, Atrébates et Viromanduens, qui se soumettent à leur tour ;
  - Soumission des peuples de l'Atlantique et d'Armorique par Publius Crassus ;
  - Bataille d'Octodure dans les Alpes, Servius Sulpicius Galba sauve sa légion et recule en terres conquises ;
- 56 av. J.-C. : Consulat de Cnaeus Cornelius Lentulus Marcellinus et Lucius Marcius Philippus :
  - Début de la guerre des Vénètes à la suite de l'insurrection des tribus gauloises autour de Publius Crassus ;
  - Victoire navale de Decimus Junius Brutus Albinus sur les Vénètes, les Armoricains sont soumis ;
  - Quintus Titurius Sabinus soumet les Unelles et leurs alliés menés par Viridorix ;
  - Publius Crassus bat les Aquitains et impose la domination romaine ;
- 55 av. J.-C. : Consulat de Marcus Licinius Crassus et Cnaeus Pompeius Magnus :
  - Victoire de César sur les Usipètes et les Tenctères ;
  - Il traverse le Rhin, une première pour un général romain ;
  - Première expédition en Bretagne, qui est aussi une première ;
  - Campagne victorieuse de Labienus sur les Morins et les Ménapiens ;
  - Prorogation du gouvernement de César pour cinq nouvelles années ;
- 54 av. J.-C. : Consulat de Appius Claudius Pulcher et Lucius Domitius Ahenobarbus :
  - Seconde expédition en Bretagne et victoire de César sur la coalition bretonne de Cassivellaunos ;
  - Révoltes générales en Gaule, notamment des Éburons, commandés par Ambiorix et Catuvolcos ;
  - Massacre d'une légion romaine sous les ordres de Quintus Titurius Sabinus et Lucius Aurunculeius Cotta par Ambiorix ;
  - Quintus Tullius Cicero assiégé dans son camp avec une légion par les Nerviens, battus par César ;
  - Titus Labienus l'est aussi par les Trévires, qu'il repousse seul, en tuant le chef Indutiomaros ;
- 53 av. J.-C. : Consulat de Marcus Valerius Messalla Rufus et Cnaeus Domitius Calvinus :
  - César et Labienus mettent fin aux révoltes dans le Nord de la Gaule ;
  - Deuxième traversée du Rhin par César ;
  - Extermination des Éburons, Ambiorix s'échappe ;
- 52 av. J.-C. : Consulat de Cnaeus Pompeius Magnus et Quintus Caecilius Metellus Pius Scipio Nasica :
  - Massacre des Romains à Cénabum par les Carnutes ;
  - Début de la révolte de Vercingétorix qui unit une partie des peuples gaulois ;
  - Après plusieurs revers, l'Averne applique la politique de la terre brûlée hormis pour Avaricum ;
  - Siège, prise et destruction d'Avaricum par César ;
  - Siège de Gergovie, trahison des Éduens et défaite de César qui recule ;
  - Victoire de Labienus à Lutèce sur les Sénons et Parisii ;
  - Défaite de Vercingétorix qui se replie sur Alésia ;
  - Défaite de l'armée de secours et des assiégés gaulois à Alésia, Vercingétorix se rend à Jules César ;
- 51 av. J.-C. : Consulat de Servius Sulpicius Rufus et Marcus Claudius Marcellus :
  - Victoire de César sur les Bituriges et les Bellovaques commandés par l'Atrébate Commios ;
  - Caius Caninius Rebilus et Caius Fabius battent les Pictons ;
  - Caninius vainc ensuite les Cadurques près d'Uxellodunum ;
  - Siège d'Uxellodunum qui résiste, arrivée de César qui soumet les habitants, et qui les mutile à titre d'exemple ;
  - Victoire éclatante de Labienus sur les Trévires, dernières révoltes matées.

## Fin de la guerre des Gaules et prémices de la guerre civile

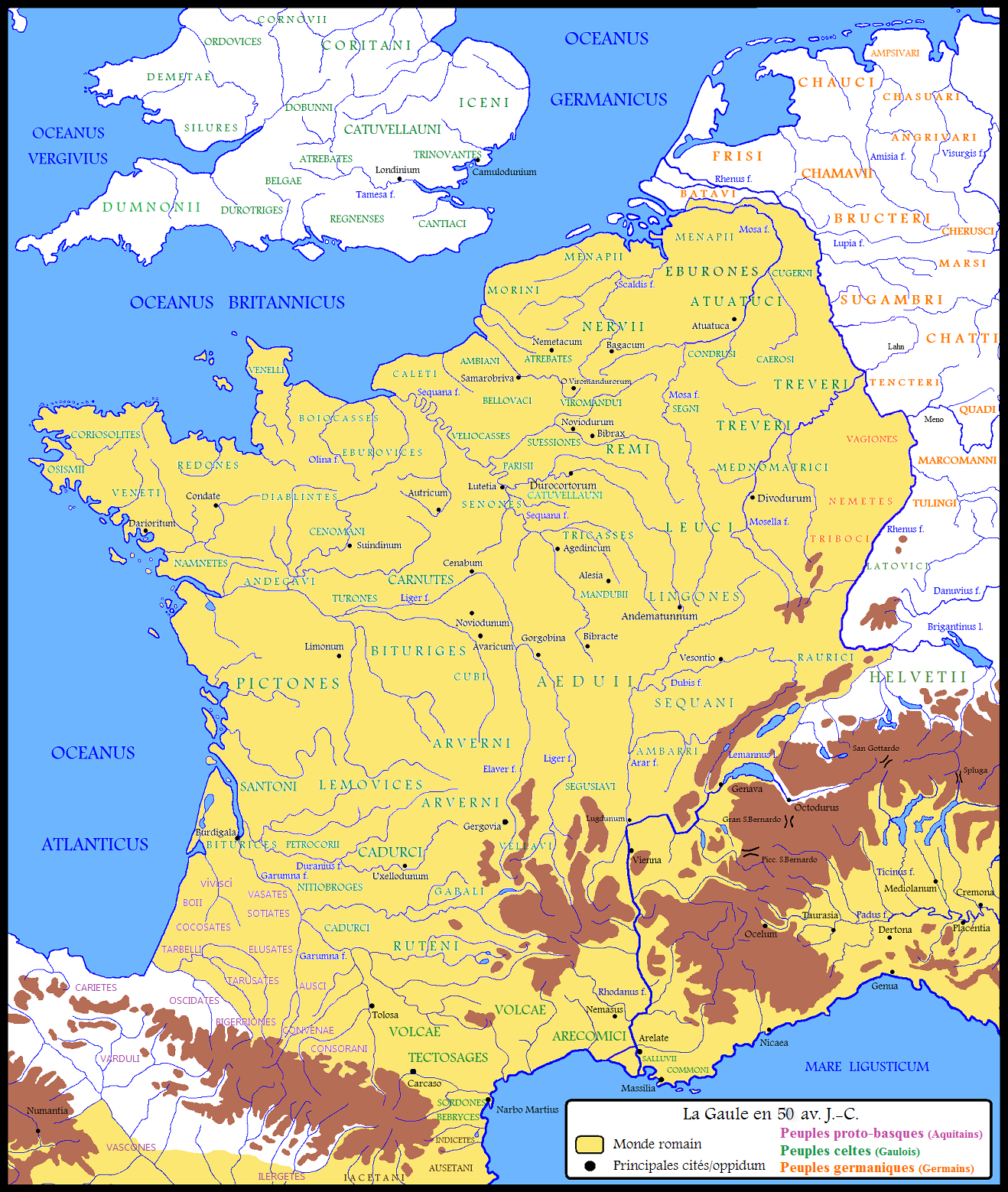
La Gaule romaine à partir de -50

À Rome, en 52 av. J.-C., les désordres sont tels que Pompée est nommé consul unique, avec l’assentiment de Caton et des conservateurs. Pompée épouse Cornélie, la jeune veuve de Publius Crassus et la fille du conservateur Metellus Scipion, qu’il prend au milieu de l’année comme collègue au consulat. Pompée est désormais le défenseur du clan des conservateurs.
En 51 av. J.-C., après avoir étouffé les derniers foyers de révolte, César affirme la souveraineté de Rome sur les territoires de la Gaule situés à l’ouest du Rhin. Selon Velleius Paterculus, en neuf campagnes, on n’en trouverait à peine une où César n’aurait pas mérité le triomphe. Pour Plutarque, la conquête de la Gaule est l’une des plus grandes victoires de Rome et place son commandant César au rang des plus illustres généraux romains, tels les Fabii, les Metelli et les Scipions :

« En moins de dix ans qu’a duré sa guerre dans les Gaules, il a pris d’assaut plus de huit cents villes, il a soumis trois cents nations différentes, et combattu, en plusieurs batailles rangées, contre trois millions d’ennemis, dont il a tué un million, et fait autant de prisonniers »

— Plutarque, Vies parallèles, César, 16
Tandis qu’il termine son mandat de proconsul, César prépare son retour à Rome par la conquête de l’opinion romaine : il répond aux critiques sur sa conduite de la guerre par la publication de ses Commentaires sur la guerre des Gaules, sobre compte-rendu où il se présente à son avantage, puis en 51 av. J.-C., il annonce la construction d’un magnifique et nouveau forum, financé par le butin des Gaules. L’objectif de César est maintenant de se présenter aux élections de 50 av. J.-C. pour un second consulat en 49 av. J.-C., conformément à la loi qui impose un intervalle de dix ans entre chaque consulat. Pour éviter l’attaque en justice que lui a juré Caton et qui l’empêcherait de faire campagne, il lui faut conserver son mandat de proconsul en Gaule, et être candidat malgré son absence de Rome.

## Conséquences de la conquête

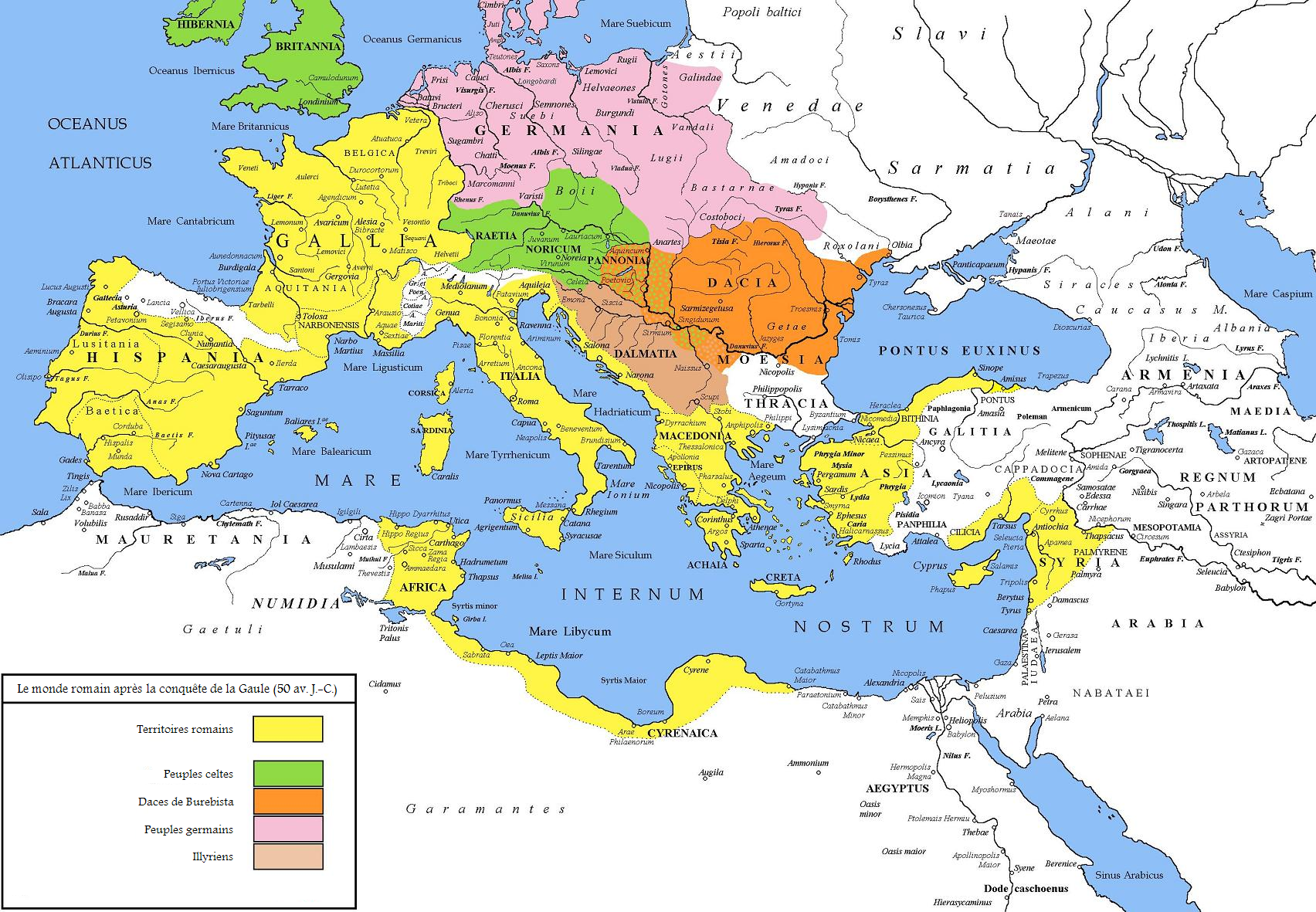
Le monde romain (en jaune) après la conquête de la Gaule.

La conquête de la Gaule est un événement historique dans l'histoire de l'Occident. Rome, qui jusque-là est un empire méditerranéen, étend à partir de ce moment sa domination sur l'Europe transalpine. Dans les décennies qui suivent, Rome soumet les Alpes, la Rhétie, la Norique et la Bretagne, et dominera ainsi le vieux continent pendant des siècles.
Dès lors, les destins de la Gaule et de Rome empruntent le même chemin : avec la romanisation, la construction de nouvelles villes, de routes, d'aqueducs, la Gaule connaît une phase de fusion des deux cultures en une seule. Ce syncrétisme donne vie à la culture gallo-romaine qui plus tard sera assimilée par l'invasion des Francs puis par l'Empire carolingien de Charlemagne. Quatre-vingts ans après la conquête de la Gaule, Claude, né à Lugdunum, permet l'entrée au Sénat des nobles gaulois. Auguste, avant cela, a divisé la Gaule en plusieurs provinces : à la Gaule transalpine qui devient la Gaule narbonnaise, s'ajoutent la Gaule aquitaine, la Gaule lyonnaise et la Gaule belgique.
Mais au-delà de son importance historique absolue, la conquête de la Gaule est en bien des façons une guerre non conventionnelle. Il n'y a pas eu de réelles menaces pour les territoires romains du sud de la Gaule au début des années 60 av. J.-C. de la part des Celtes d'Europe centrale et du nord. Ni les Helvètes, ni les Allobroges, en 59-58 av. J.-C., ne menacent la province romaine de Gaule transalpine dune manière qui légitimerait l'intervention de Rome. La guerre n'a pas été décidée en réaction à un danger réel : au contraire, elle est une décision unilatérale de César, qui, par la conquête, cherche à consolider son pouvoir personnel dans la lutte politique au sein du premier triumvirat. César souhaite principalement au moins égaler, sinon occulter, le succès public de Pompée en Orient, afin de donner à Rome une source quasi inépuisable de revenus,,, une armée puissante et loyale, et une foule de clients et d'esclaves. Ces objectifs ont tous été réalisés.
Suétone écrit « Dans la Gaule, il pilla les chapelles particulières et les temples des dieux, remplis d'offrandes ; et il détruisit certaines villes plutôt pour y faire du butin qu'en punition de quelque faute. Ce brigandage lui procura beaucoup d'or, qu'il fit vendre en Italie et dans les provinces, à raison de trois mille sesterces la livre ».
César fait le récit de sa campagne dans ses Commentaires sur la guerre des Gaules (De bello gallico), une œuvre où sont concentrées les compétences militaires et narratives du général romain. Il y fait le récit des événements, des faits, des batailles — tout cela, bien sûr, du seul point de vue romain. En effet, nous savons bien peu de chose, voire rien du tout, des conséquences de cette guerre sur les populations celtes qui, en fin de compte, ont été privées de leur liberté. Jules César lui-même estime que durant les dix années que dure cette campagne, la Gaule a perdu plus d'un million d'habitants. Pline l'Ancien, cumulant les bilans annoncés par César, parle de 1 192 000 morts. Velleius Paterculus évoque plus de 400 000 morts. Les chiffres réels peuvent être inférieurs ou équivalents. En outre, le million de Gaulois déportés dans toute l'Italie pour y être vendus comme esclaves a sans doute rapporté bien plus que le pillage.
En soumettant la Gaule, César entre dans le panthéon des grands conquérants romains. Il est aimé de la plèbe de Rome qui, opportunément, apprécie les différents avantages tirés du succès de la conquête. En revanche, le Sénat et Pompée craignent à présent le proconsul, lequel dispose de légions aguerries par cette longue campagne et d'une imposante clientèle des deux côtés des Alpes. En effet, à la fin de la guerre, César est très riche et très influent et ce bouleversement relance la guerre civile à Rome. Alors que la République romaine est déjà en proie aux dissensions sociales depuis l'époque des Gracques, la guerre des Gaules rompt l'équilibre mis en place après la dictature de Sylla.
Enfin, la conquête de la Gaule par les Romains relie définitivement la Méditerranée et l'Europe continentale : ni le vainqueur Jules César, ni le vaincu Vercingétorix, ne sont témoins des conséquences de leurs actions : quelques années après la fin de la guerre, tous deux connaissent une mort violente, tués à Rome au nom de la République.

## La question des génocides césariens
Jusqu'à la fin du XXe siècle, le terme « génocide », polysémique ou équivoque, n'appartenait pas à l'historiographie de la guerre des Gaules, la plupart des historiens préférant le réserver à quelques violences de masse contemporaines, méthodiques et très meurtrières, dirigées contre des peuples racisés dans l'idéologie des États criminels. Cependant, les études interdisciplinaires sur le génocide (en tant que concept et en tant que phénomène) montrent progressivement la possibilité d'employer prudemment ce néologisme pour le passé lointain, à condition de le définir dans l'esprit de Raphael Lemkin, rédacteur principal de la Convention sur le génocide, et de limiter les idées, les comparaisons et les jugements moraux susceptibles d'être jugés anachroniques. Au XXIe siècle, « génocide » et « génocidaire » sont convoqués dans plusieurs publications scientifiques pour expliquer les épisodes de destruction délibérée d'une tribu celte par Jules César. Certains spécialistes sont peu convaincus par cet usage ou y sont franchement hostiles, tout en précisant qu'il ne s'agit pas de minimiser la cruauté de certaines décisions du proconsul. Le philosophe Laurent Delabre dénonce la faiblesse des conceptions du génocide présentes dans plusieurs publications, notamment des historiennes Nathalie Barrandon et surtout Sophie Hulot, et tente, contre leurs avis, de justifier l'emploi du mot « génocide » pour l'Antiquité en général.
L'archéologue Nico Roymans évoque la violence extrême et le caractère génocidaire de certaines pratiques de César (massacre indiscriminé, esclavage, « terre brûlée »…), principalement utilisées contre des peuples belges et germaniques qui lui résistaient avec acharnement, mais souligne la difficulté de connaître leur impact sur ces sociétés à cause des descriptions que le conquérant romain biaisait à son avantage. L'historien Yann Le Bohec, par exemple, ne classe comme génocide que l'extermination des Éburons en -53 et -51, le seul cas précédé dans le De Bello Gallico par une déclaration d'intention suffisamment claire : « Il voulait qu'en punition d'un tel forfait cette grande invasion anéantît la race des Éburons et leur nom même. » Selon Kurt A. Raaflaub, durant toute la guerre des Gaules, en plus des Éburons, César a commis cinq (ou six) génocides, contre les Carnutes, le groupe d'Arioviste, les Usipètes et les Tenctères, les Aduatuques, les Vénètes. La destruction, généralement ambitieuse dans son projet, était dans sa réalisation rarement suffisante pour faire disparaître le peuple victime, ce qui est propre à la plupart des génocides.
Le cas des Usipètes et des Tenctères, dont le bilan meurtrier est très exagéré par les sources antiques, est très commenté pour plusieurs raisons : les fouilles archéologiques qui ont permis de situer le carnage avec une bonne probabilité ; la polémique engendrée au Sénat à l'époque ; les doutes suscités par la reconstitution des faits. En effet, il est possible que César ait laissé agir ses troupes en colère en s'attendant à ce que les deux peuples survivent, malgré les morts individuelles et la panique générale : cette hypothèse retirerait le cas de la catégorie stricte du génocide et en ferait tout au plus, comme le dit l'historien Ben Kiernan, un « massacre génocidaire ».
Les Germains en particulier n'étaient pas tolérés en Gaule et s'ils ne voulaient pas partir, César les détruisait par des opérations militaires et des massacres à grande échelle. Cela ne veut pas nécessairement dire que les Germains en tant que nation étaient frappés à cause de caractéristiques supposées et d'une menace constante qu'ils représenteraient. Estimer que la violence de masse, voire le génocide, étaient perçus par César et le Sénat comme une réponse appropriée à des actions spécifiques de tribus, gauloises ou germaniques, est plus compatible avec le but de l'impérialisme romain, qui n'est pas de supplanter des peuples mais de gouverner sur un territoire étendu via des élites locales.

#### Sources antiques
- L'ordre de bataille de l'armée des Gaules d'après les Commentaires de César
- Jules César (trad. Désiré Nisard), La Guerre des Gaules, Didot, Paris, 1865 (lire en ligne).
- Appien d'Alexandrie (trad. Philippe Remacle), Celtique, 2005 (lire en ligne).
- Dion Cassius (trad. Étienne Gros), Histoire romaine, Didot, Paris, 1864 (lire en ligne), livres XXXVIII à XL.
- Plutarque (trad. Dominique Ricard), Vies parallèles, César, 1840 (lire en ligne).
- Suétone (trad. Désiré Nisard), Vie des douze Césars, César, 1855 (lire en ligne).

#### Sources francophones

##### Sur la guerre des Gaules
- Erik Abranson, La Vie d'un légionnaire au temps de la guerre des Gaules, Flammarion, Paris, 1978  (ISBN 2-08-091106-6).
- Pierre Castel, « La Guerre des Gaules et Jules César : de la réalité aux mythes », La Revue d'Histoire Militaire, Les Lilas, La Revue d'Histoire Militaire, 2019 (lire en ligne)
- Léopold-Albert Constans, Guide illustré des campagnes de César en Gaule, Les Belles Lettres, 1929
- Léopold-Albert Constans, César. Guerre des Gaules, Collection des Universités de France, 1927
- Jean-Claude Goeury, Guerre des Gaules, Les Belles Lettres, 2000
- Christian Goudineau, « La Guerre des Gaules et l'Archéologie », CRAI, 1991, 135-4, p. 641-653 (lire en ligne)
- Christian Goudineau, César et la Gaule, Éditions Errance, 1990, rééd. 2000, coll. « Points Histoire »
- Marie-José Kardos, Les campagnes de César dans la Correspondance de Cicéron (année 54-53), Vita Latina, No 163, 2001. p. 28-36.
- Laurent Olivier, César contre Vercingétorix, Belin, 2019, 624 p.
- Michel Rambaud, L'Art de la déformation historique dans les Commentaires de César, Annales de l'université de Lyon, 1966

##### Sur la Gaule et les Celtes
- Camille Jullian, Histoire de la Gaule, vol. III, 1993, 888 p. (ISBN 978-2-01-021217-8)
- Venceslas Kruta, Les Celtes, histoire et dictionnaire, Paris, Éditions Robert Laffont, coll. « Bouquins », 2000, 1005 p. (ISBN 2-7028-6261-6)
- Alain Deyber, Les Gaulois en guerre : stratégies, tactiques et techniques : essai d'histoire militaire (IIe-Ier siècles av. J.-C.), Paris, Errance, coll. « Hespérides », décembre 2009, 526 pages (ISBN 978-2-87772-397-8)
- Luc Baray, Les mercenaires celtes et la culture de La Tène : Critères archéologiques et positions sociologiques, Dijon, Éditions universitaires de Dijon (eud), coll. « Arts, archéologie & patrimoine », 2014, 228 p. (ISBN 978-2-36441-094-7, ISSN 1768-1936), code dewey=930.1

##### Sur Jules César
- Luciano Canfora (trad. Corinne Paul Maïer et Sylvie Pittia), Jules César, le dictateur démocrate, Flammarion, Paris, 2001  (ISBN 2-08-212600-5).
- Jérôme Carcopino, Jules César, PUF (6e éd.), 1990, 591 p. (ISBN 978-2-13-042817-6)
- Eberhard Horst, César, Fayard, 1981 (ISBN 2-213-01049-8)
- Yann Le Bohec, César chef de guerre : Stratégie et tactique de la République romaine, Paris, Éditions du Rocher, coll. « L'art de la guerre », 2001, 511 p. (ISBN 2-268-03881-5)
- François Hinard (dir.), Histoire romaine : Des origines à Auguste, Fayard, 2000, 1075 p. (ISBN 978-2-213-03194-1)
  - Jean-Michel Roddaz, chapitres XIX, « Les chemins vers la dictature », p. 747-823

##### Sur l'histoire romaine
- Theodor Mommsen (trad. Charles-Alfred Alexandre), Histoire de la Rome antique, Paris, 1863-1872 (lire en ligne), livre V, chap. VII.
- André Piganiol, La Conquête romaine, 1967, rééd. PUF, 1995  (ISBN 9782130470656).
- Yann Le Bohec, Histoire des guerres romaines : Milieu du VIIIe siècle avant J.-C. -410 après J.-C, Paris, Éditions Tallandier, coll. « L'art de la guerre », 2017, 606 p. (ISBN 979-10-210-2300-0)

#### Sources étrangères
- (it) Erik Abranson, La vita dei legionari ai tempi della guerra di Gallia, Mondadori, Milan, 1979.
- (it) Peter Tremayne, L'impero dei Celti, Casale Monferrato, 1998  (ISBN 88-384-4008-5).
- (en) Theodore Ayrault Dodge, Caesar, New York, 1997, 511 p. (ISBN 0-306-80787-4)
- (it) Luciano Canfora, Giulio Cesare, Mondadori, 1999  (ISBN 88-420-5739-8).
- (en) Lawrence Keppie, The making of the roman army, from Republic to Empire, Oklahoma, 1998, 511 p. (ISBN 0-8061-3014-8, lire en ligne)
- (en) Sheppard Frere, Britannia, cap. 2, Londres, 1998  (ISBN 0-7126-5027-X).